# 中美贸易战
，又称中美贸易争端、中美贸易摩擦、中美贸易纠纷，是2018年迄今中华人民共和国与美利坚合众国之间的持续性贸易戰。
贸易争端源起于美国总统唐纳德·特朗普于2018年3月22日签署备忘录时，宣称“中国偷竊美国知识产权和商业秘密”，并根据美國國內法1974年贸易法第301条要求美国贸易代表对从中国进口的商品征收关税，涉及商品总计估达600亿美元，以及设置其他贸易壁垒，旨在迫使中国改变其「不公平贸易行为」。美国指称這些行為导致扩大贸易逆差、强逼技术转移到中国。2018年7月6日，美国对价值340亿美元的中国输美商品征收25%的额外关税。中国商务部同日作出反制措施，对价值340亿美元的美国输华商品征收25%的额外关税，其中包括美国向中国出口最多的货品大豆。
中美双方曾一度于2018年5月达成暂停贸易战的共识，并发表联合声明寻求和解。但美国贸易代表办公室其后于6月16日公布了第一批针对500亿美元中国输美商品的征税清单，将原有10%税率提高到25%。中国国务院关税税则委员会随后作出对等报复，中国商务部亦重启对美输华多项产品的反倾销调查。7月6日，特朗普政府正式对第一批征税清单中价值340亿美元的中国输美商品加征25%关税，标志着特朗普对华关税政策正式实施（剩余的160亿商品随后于8月23日加征25%关税）。中国商务部其后在声明中指出，“美国违反世贸规则，发动了迄今为止经济史上规模最大的贸易战”。中国海关总署指出，中方的反击措施已在美方加征关税措施生效后即行实施。12月1日，G20布宜诺斯艾利斯峰会上，两国领导人习近平与唐纳德·特朗普达成共识，同意举行为期90日的谈判，并在谈判期内暂停新增贸易措施。2019年3月1日最後期限到期後，美國方面宣布已有重大進展，并延长暂停新增贸易措施的期限。
2019年5月5日，美国总统唐纳德·特朗普宣布对另外价值约2000亿美元，合共2500亿美元的中国输美商品征收25%的关税，该措施于5月10日起正式对到达美国港口的中国商品生效。5月13日，中国国务院关税税则委员会宣布自6月1日起对原产于美国价值600亿美元的部分进口商品提高到加征5%至25%的关税。6月1日，美贸易代表办公室宣布将美方加征25%关税时间推迟至6月15日，中国国务院关税税则委员会则表示中方加征关税举措于6月1日如期生效。8月1日，因特朗普政府不滿中國政府對美國農產品的購買進程，特朗普在推特宣布將在2019年9月1日起，對余下價值3000億美元的所有中國输美商品徵收10%的關稅。8月5日，人民幣兑美元汇率跌破7关口。同日，美國财政部宣布將中國列為匯率操縱國。其后，中国政府宣布暂停购买美国农产品，并于8月24日宣布对约750亿美元美国商品加征10%或5%关税、对美国汽车及其零部件恢复加征关税；而美國在次日也增加之前加征的3000億美元中國貨品的稅率至15%，以及目前的2500億中國貨品加征的25%關稅至30%作為反制，但其后被擱置。
华盛顿时间2020年1月15日，中美两国在白宫签署第一阶段贸易协议。2020年9月15日，世界贸易组织裁决特朗普政府对中国征收的关税属非法。2020年12月4日，美國總統當選人拜登宣布會繼續保持對華關稅，將與盟友共同制衡中國。2021年3月29日，美國貿易代表處新任代表戴琪表示短時間內不會取消向中國貨品徵收關稅的措施，但將與中國進行貿易談判。
在特朗普第二任期开始，2025年2月1日，美国总统特朗普签署行政命令，对所有进口自中国的商品，美国将在现有关税基础上加征10%的关税。2025年3月3日，特朗普再度签署針對中墨加的行政令，再对中国加征10%关税。2025年4月2日，中美貿易戰併入全球貿易戰之中，而對中國商品來說，總關稅將來到54%，中國政府誓言將予以報復。 最終其關稅上升到125%，大大高於全球普徵的10%基本關稅，另外針對來自中國大陸與香港的小額免稅包裹將被全部課稅。

## 背景

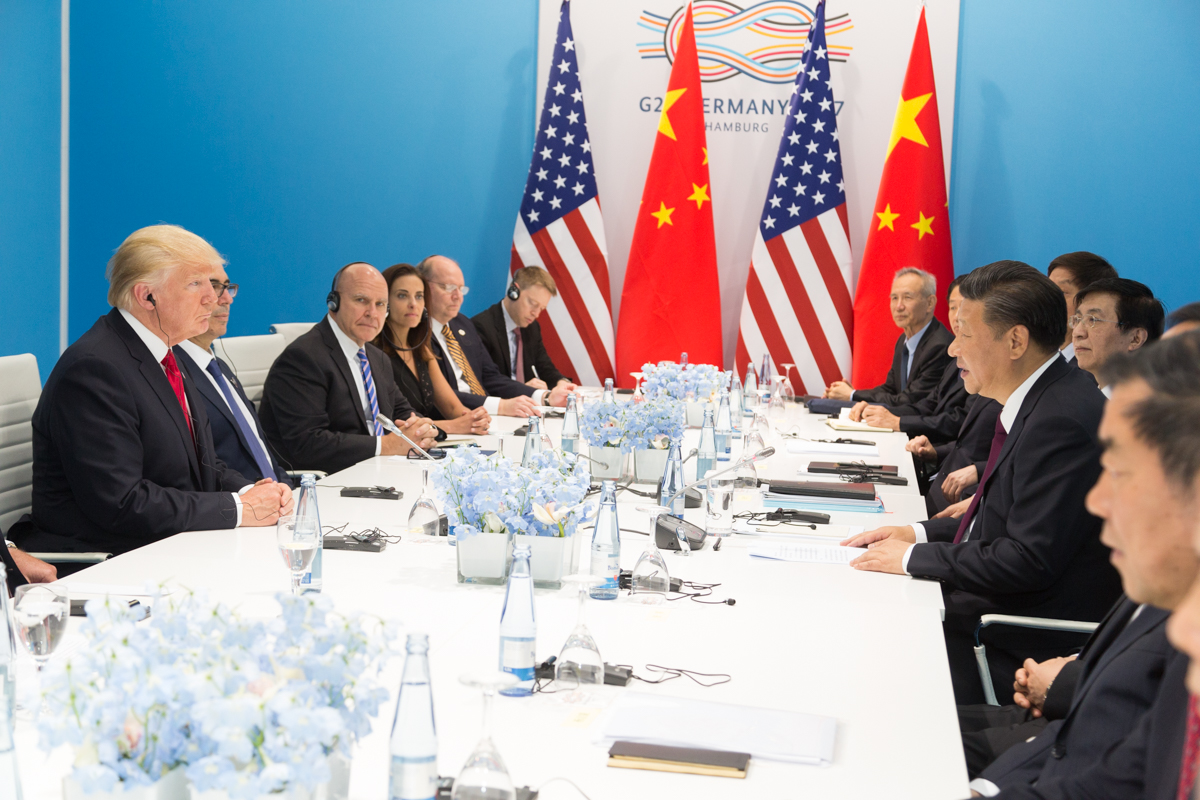
2017年，中美两国领导人习近平与特朗普在二十国集团汉堡峰会期间举行双边会晤。

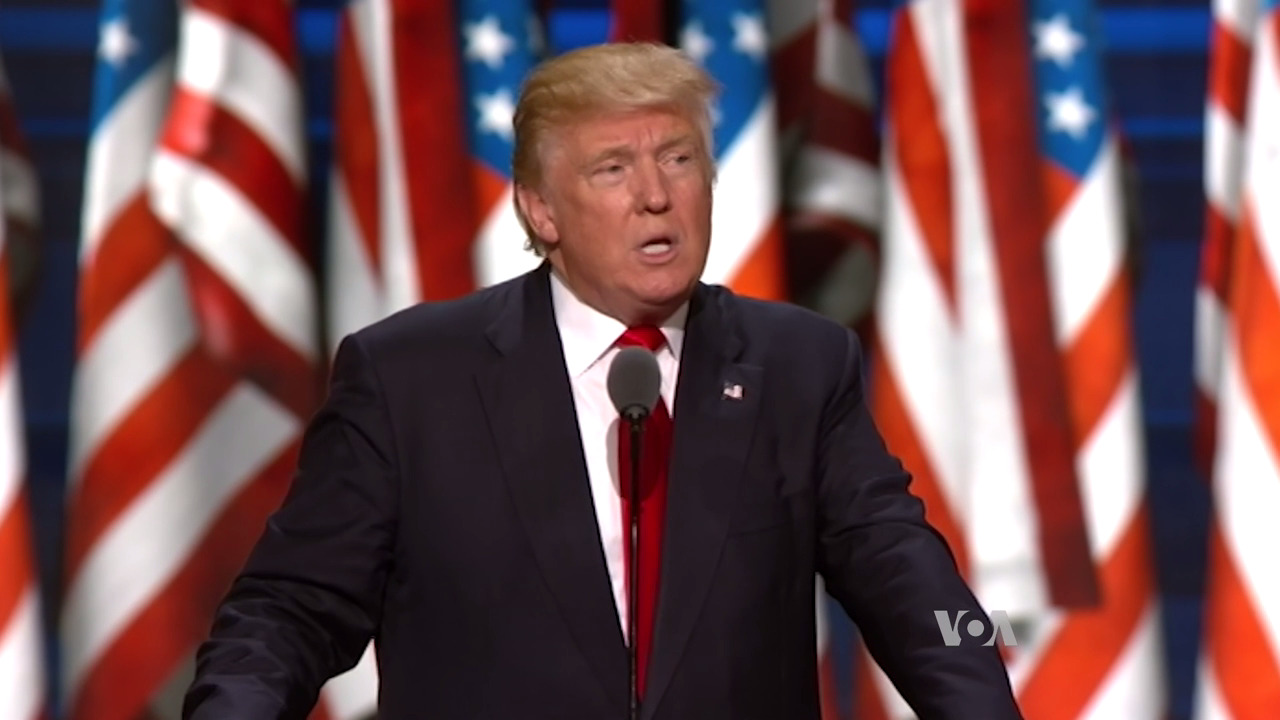
特朗普在竞选时即主张对华贸易威胁美国利益，并扬言对中国征收惩罚性关税。

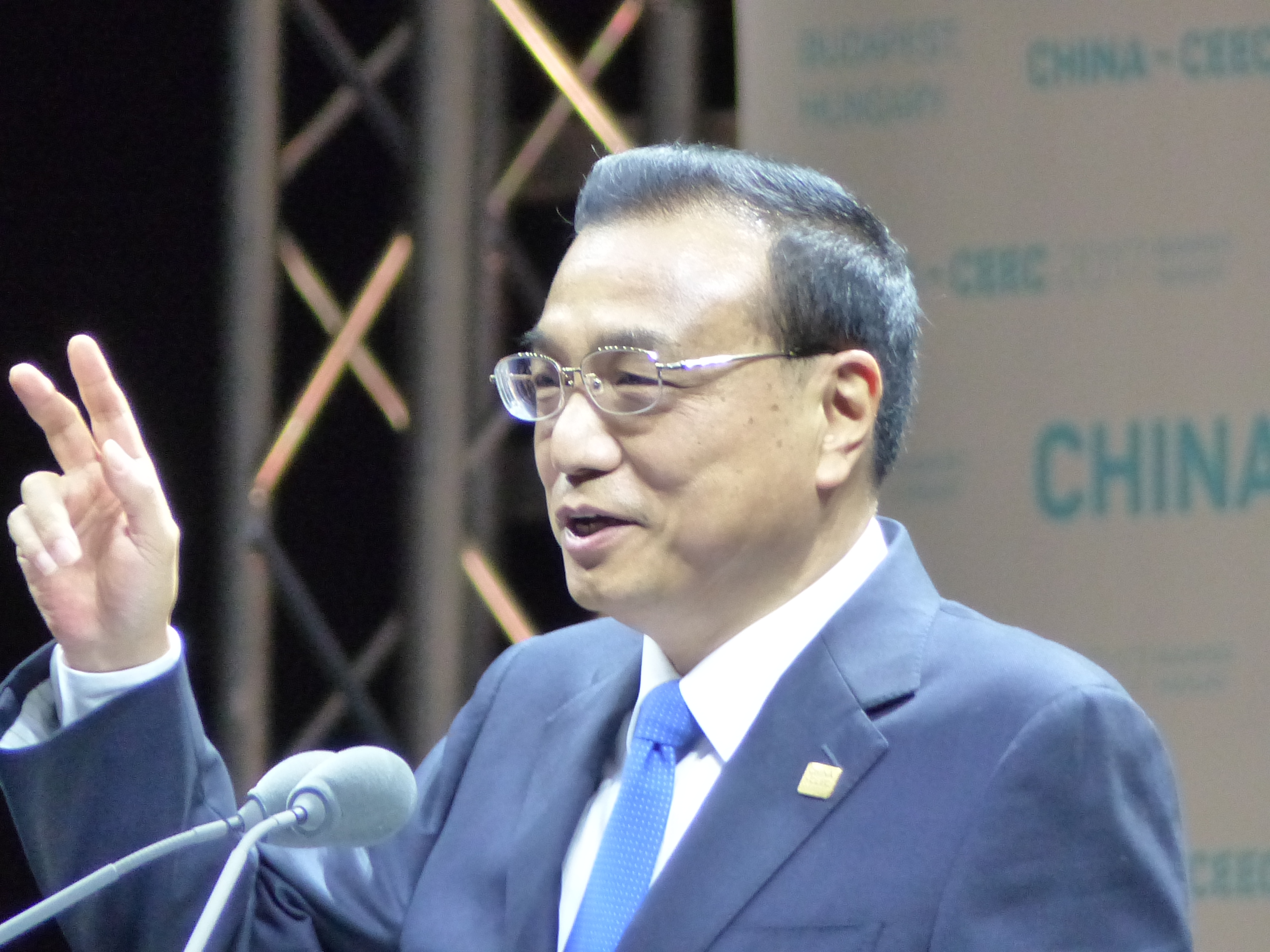
中国国务院总理李克强在2015年提出《中国制造2025》产业发展计划。

早於上世纪八十年代，特朗普已提倡实施关税以降低美国的贸易逆差及促进国内的制造业，并说美国遭其贸易伙伴“剥削”，因此实施关税成为他其后竞选总统时的政纲主轴。
2000年9月，美国时任总统比尔·克林顿签署了美国国会通过的给予中国永久正常贸易关系法案，至此，困扰中美关系长达10年之久的美国国会年度审议给予中国贸易最惠国待遇问题亦因此告一段落。2001年，中华人民共和国以发展中国家身份加入世界贸易组织。
美国《纽约时报》、美联社与英国《金融时报》报道称，中国政府除要求外国企业提供软件源代码之外，更进一步面临交出加密数据密钥的要求。美英媒体报道指，这些公司私下认为他们在中国生意变得更加难做。美国《纽约时报》称，奥巴马政府时期，美国企业在各种国内商会场合针对在中国的投资限制、进口配额等保护主义法律和政策向政府官员进行不具名的抱怨，要求美国政府关注中国的贸易壁垒。美国《华盛顿邮报》指出，奥巴马总统在其执政末期试图新签排除中国的《跨太平洋伙伴关系协定》（TPP），以应对中国的贸易问题。但美国总统特朗普上任后，随即宣布退出该协定。特朗普认为TPP对于美国来说是一项糟糕的交易，并指该协定是“我们国家的一个潜在威胁”，并表示将“展开公平的双边贸易协定谈判以让工作和工业重返美国”来取而代之。
2015年3月5日，中国国务院总理李克强在第十二届全国人民代表大会第三次会议发表的政府工作报告中，提及了《中国制造2025》，是针对中国产业发展的一个新概念。3月23日，李克强在中国发展高层论坛上表示，将在国际合作中进一步提升中国制造业水平。5月8日，《中国制造2025》由中国国务院公布，并于5月19日印发。该计划所提及的重点发展领域包括新一代信息技术創新产业、高档数控机床和机器人、航空航天装备、海洋工程装备及高技术船舶、轨道交通装备、节能与新能源汽车、核能或可再生能源电力装备、农机信息整合系統、納米高新材料或模塊化建築及生物化學医药及高性能医疗器械。根据计划，预计到2025年，中国将达成从“制造大国”变身为“制造强国”的目标，而到2035年，中国的制造业将达成赶超德国和日本的目标。
2015年6月，有北京权威消息人士表示，李克强领导的中国国务院决定将组建《中国制造2025》的战略顶级领导机构——国家制造强国建设领导小组，该小组由国务院相关领导担任组长，成员由国务院相关部门和单位负责人组成，领导小组办公室设在工信部内。6月15日，李克强总理在座谈会上表示，各部门要为《中国制造2025》简政放权、放管结合、优化服务创造条件。
美国白宫国家贸易委员会主任纳瓦罗在2018年3月22日向记者说：“美国一直认为透过经济开放，就会促成中国的民主化，但美中贸易一直并非公平互惠，这种不公平的做法。”另外他认为中国制造2025与美国产生竞争，美国不能让中国在这些领域上领先，因为这涉及到美国的国家跟军事安全。
2017年，习近平访美后中美双方启动弥补未能展开的中美战略经济对话的“百日谈判”。再次失败后，适逢北美自由贸易协议谈判暂告紧张阶段，罗伯特·莱特希泽把注意力转向中国，以强迫知识产权转让等为议题于2017年8月18日对中国发起了301调查。在2017年的备忘录中，美国商务部从国有企业（SOE）等角度分析指中国处于非市场经济状态。
2018年中国全国两会前夕，两位中共中央政治局委员相继访问美国，继2月中共中央外事工作领导小组办公室主任杨洁篪访美后，中共中央总书记习近平再安排中共中央财经领导小组办公室主任、国务院副总理刘鹤放弃出席中共十九届三中全会，作为特使紧急访美，但特朗普总统并未与之举行会晤。

## 特朗普第一届任期

### 初期进展

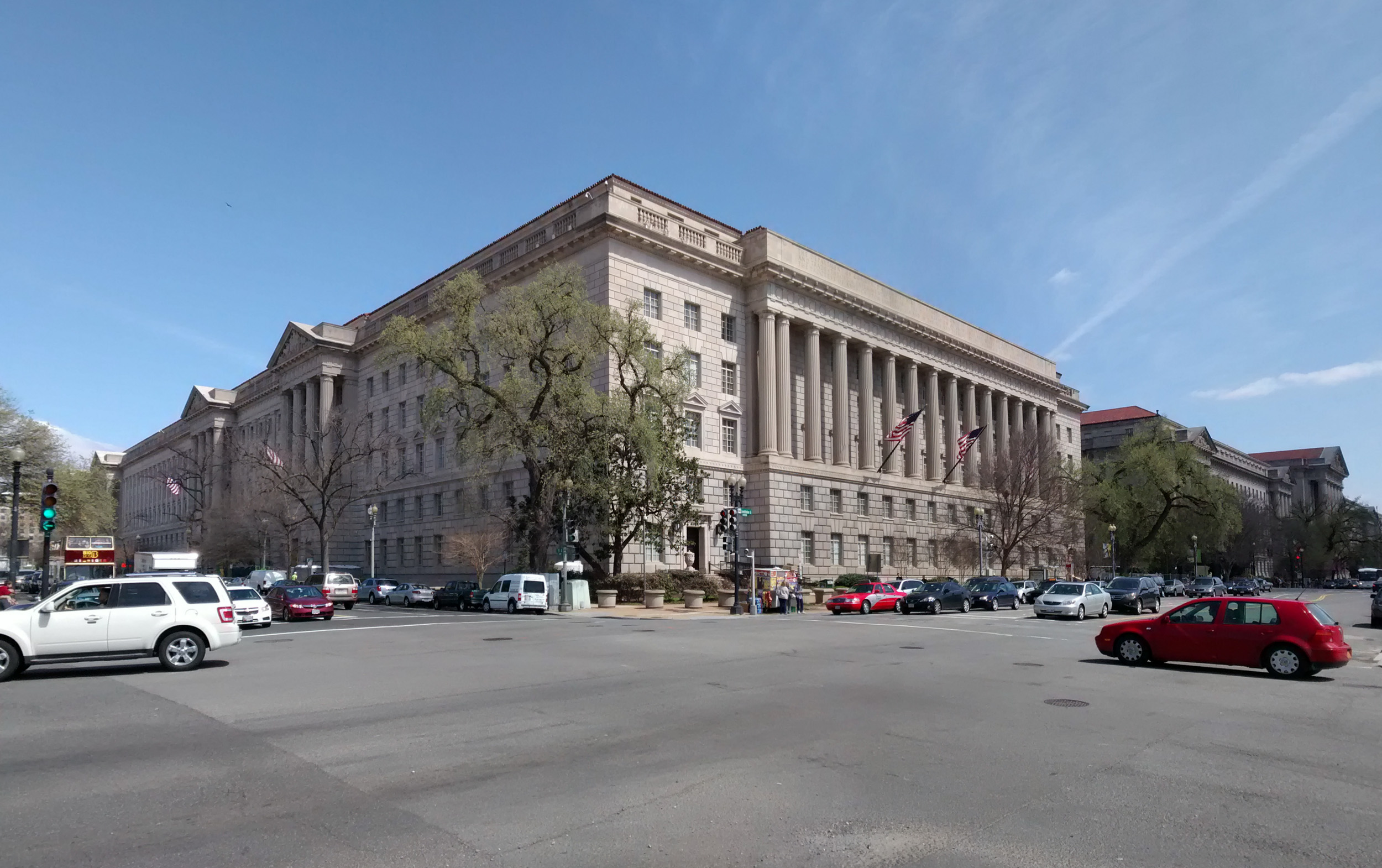
位于华盛顿特区的美国商务部总部赫伯特·胡佛大楼。

位于北京市建国门内大街的中国海关总署大楼。

2017年8月14日，美國總統特朗普發出備忘錄，指示美國商務部部長根據1962年贸易扩张法第232條，就進口鋼鐵及鋁材對美國國家安全的影響進行調查（232调查）。8月18日，美國貿易代表處根據《1974年貿易法》第301條正式對中國啟動調查（301调查），以確定中國在技術轉移、知識產權及創新等領域的作為、政策和做法是否不合理或具歧視性，以及對美國商業造成負擔或限制。
2018年1月22日，美国政府宣布对进口大型洗衣机和光伏产品分别采取为期4年和3年的全球保障措施，并分别征收最高税率达30%和50%的关税。
2018年2月14日，美国政府宣布对进口中国的铸铁污水管道配件征收109.95%的反倾销关税。
2018年2月27日，美国商务部宣布对中国铝箔产品厂商征收48.64%至106.09%的反倾销税，以及17.14%至80.97%的反补贴税。
2018年3月1日，美国总统特朗普宣布计划对钢铁和铝进口征收关税。
2018年3月22日，特朗普签署总统备忘录，宣布为回应中国对美国知识产权的侵犯，将依据1974年贸易法第301条，指示美国贸易代表（USTR）对从中国进口的商品征收关税，涉及的商品总计可达600亿美元；关税并非即时生效，美国贸易代表将“在15天内制定征税货物列表，此后还有30天征询公众意见的公示期”。
2018年3月23日，中国商务部发布了针对美国进口钢铁和铝产品232措施的中止减让产品清单并征求公众意见，拟对自美进口部分产品加征关税，以平衡因美国对进口钢铁和铝产品加征关税给中方利益造成的损失。其中计划对价值30亿美元的美国产水果、猪肉、葡萄酒、无缝钢管和另外100多种商品征收关税。2018年4月2日，中国对原产于美国的7类128项进口商品中止关税减让义务，在现行适用关税税率基础上加征关税。

### 征税发起

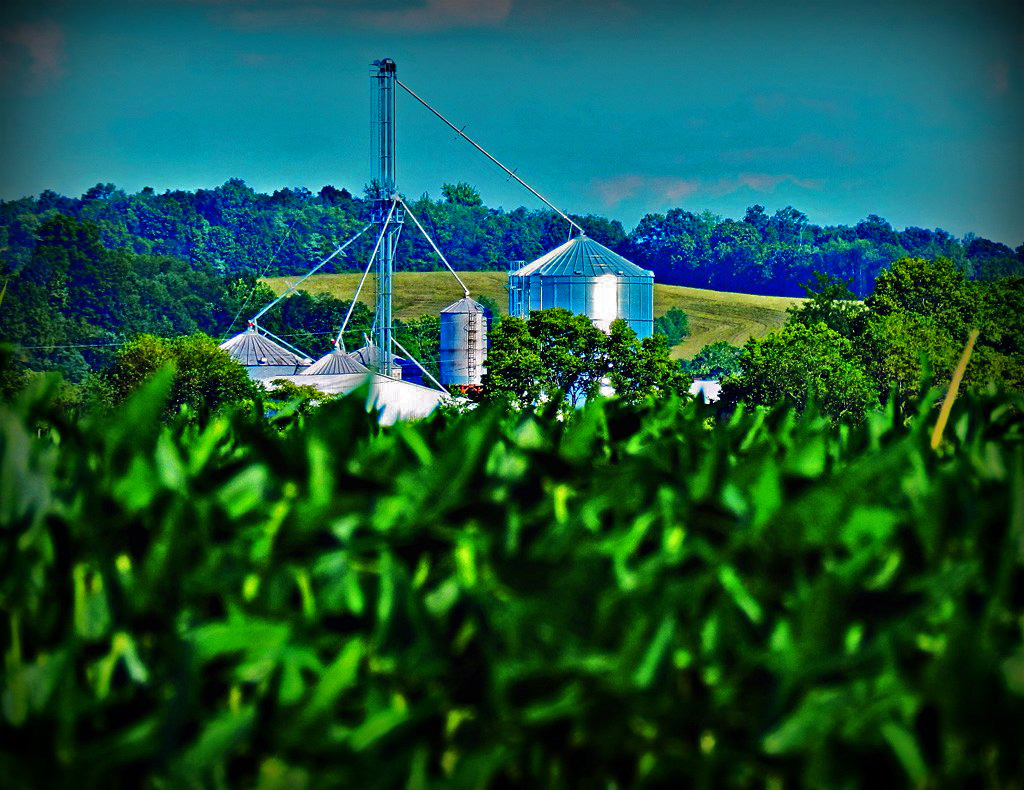
美国俄亥俄州的一处大豆仓储设施。

2018年4月4日，美国政府发布了加徵关税的商品清单，将对中输美的1333项500亿美元的商品加征25%的关税。随之中国国务院关税税则委员会决定对原产于美国的大豆、汽车、化工品等14类106项商品加征25%的关税，实施日期将视乎美国政府对中国商品加征关税实施情况，由国务院关税税则委员会另行公布。同时，中国就美国对华301调查项下征税建议，及美国进口钢铁和铝产品232措施，两天内在世贸组织争端解决机制下两次提起磋商请求，正式启动世贸组织争端解决程序。
2018年4月5日，美国总统特朗普要求美国贸易代表办公室依据“301调查”，额外对1000亿美元中国进口商品加征关税。此外，欧盟和日本加入美国在世贸组织就中国的技术许可要求提出的磋商请求。
2018年4月10日，习近平在博鳌亚洲论坛的开幕主旨演讲中，宣布中国将实施“四大开放”新举措：包括放宽外资的市场進入限制、创造更优投资环境、加强知识产权保护，重组国家知识产权局以及主动扩大进口，其中特别提到将“相当幅度”降低汽车进口关税。美国自由亚洲电台认为这是中国政府让步的信号。中国官方媒体《人民日报》在同日刊发的文章指，“中国扩大开放的新举措将惠及不少贸易伙伴，但不适用于那些违反世贸规则、动辄对别国发动贸易战的国家”。《人民日报》报道认为，有关政策举措早在2018年3月李克强总理公布的国务院政府工作报告中就有提及，政策风向最早可追溯至2017年末的中央经济工作会议。英国《金融时报》指，官方并未对这些开放措施做出任何细节说明。
4月10日，美国商务部公布对华冷拔机械管反倾销调查终裁结果，裁定中国企业对美倾销幅度最高达186.89%。涉案中国产品输美额约2940万美元。
4月16日，美国商务部部长威尔伯·罗斯宣布，因违反美国政府制裁禁令向伊朗等国出口，中国电信设备商中兴通讯将被禁止从美国市场上购买零部件产品，期限为7年。4月17日，中华人民共和国商务部发布公告，初步认定原产于美国的进口高粱存在倾销行为，决定自2018年4月18日起，对原产于美国的进口高粱采取临时反倾销措施。中国商务部宣布，“进口经营者在进口原产于美国的进口高粱时，应依据裁定所确定的各公司保证金比率（178.6%）向中华人民共和国海关提供相应的保证金”。
4月18日，美国商务部宣布已展开新的调查，以确定从中国进口的部分钢轮产品是否在美国倾销与中国生产商是否接受不公平补贴问题。4月19日，中国商务部决定对原产于美国、欧盟和新加坡的进口卤化丁基橡胶产品实施保证金形式的临时反倾销措施。
5月1日，美国商务部公布对华聚四氟乙烯树脂反倾销调查初裁结果，裁定中国企业对美倾销幅度最高达208.16%。涉案中国产品输美额约2460万美元。
5月1日，在华销售的美国猫粮被平台要求全面下架，引发中国饲主恐慌与忧虑。據报由跨境电商商品质量安全风险国家检测中心4月24日發出的《关于加强对美国产商品自检自控的函》，被要求進行「自检自控」的美国产商品還牽涉保健品、食品、宠物食品等類別，列明若發現不合格的均作下架處理。
5月3日至4日，中共中央政治局委员、国务院副总理、中央财经委员会办公室主任刘鹤与美国总统特使、财政部长姆努钦率领的美方代表团举行会谈。会后中方新闻稿指，“双方就共同关心的中美经贸问题进行了坦诚、高效、富有建设性的讨论”，美方新闻稿指双方展开了“坦率的对话”。根据英国《金融时报》报道，美国高级别谈判代表团要求中国在2020年之前使美中双边贸易逆差减少2000亿美元，降低关税，并削减对新兴产业的补贴。美国《纽约时报》指，中方官员拒绝讨论特朗普将美对华年度贸易逆差予以削减并禁止中国投资人工智能和电动汽车等敏感技术的要求。
5月3日，中国海关总署发布警示通报，要求各直属海关加强对进口美国苹果和原木的检验检疫。该通报指，中方将对可疑的美国输华苹果和原木取样送实验室进行检测鉴定，“在实验室检测期间，与之相关货物不得放行”。并指“一旦确认为检疫性有害生物，应依法对相关货物采取退运或销毁措施”。
5月14日，美国商务部公布对华锻钢配件反倾销调查初裁结果，裁定中国企业对美倾销幅度最高达142.72%。涉案中国产品输美额约7840万美元。

### 初次谈判

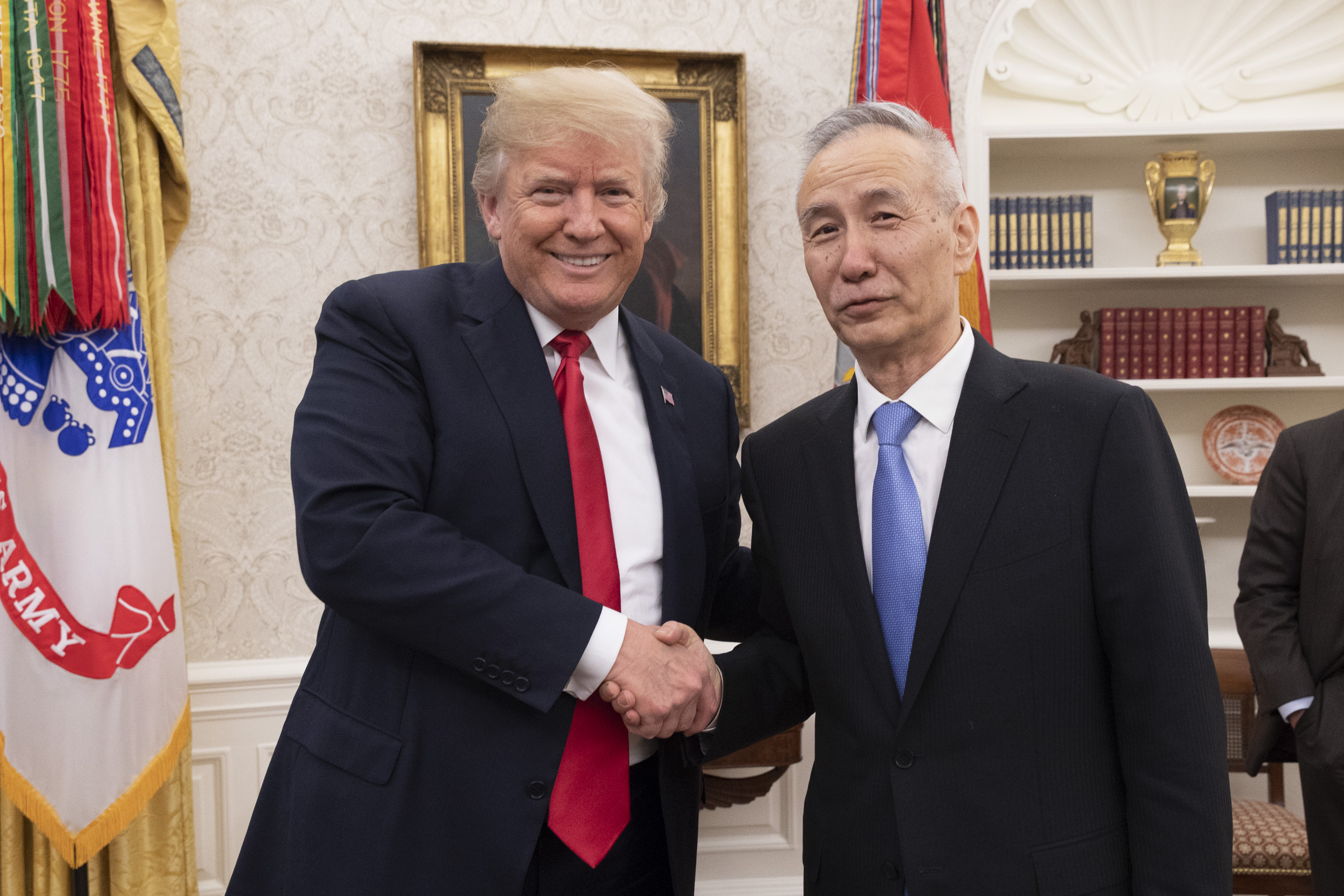
5月17日，美国总统特朗普会见中国国务院副总理刘鹤。

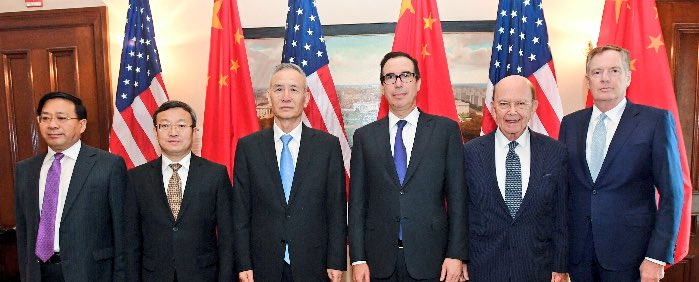
5月17日，中国国务院副总理刘鹤率团会见美国财政部长斯蒂芬·梅努钦、商务部长威尔伯·罗斯和贸易代表罗伯特·莱特希泽。

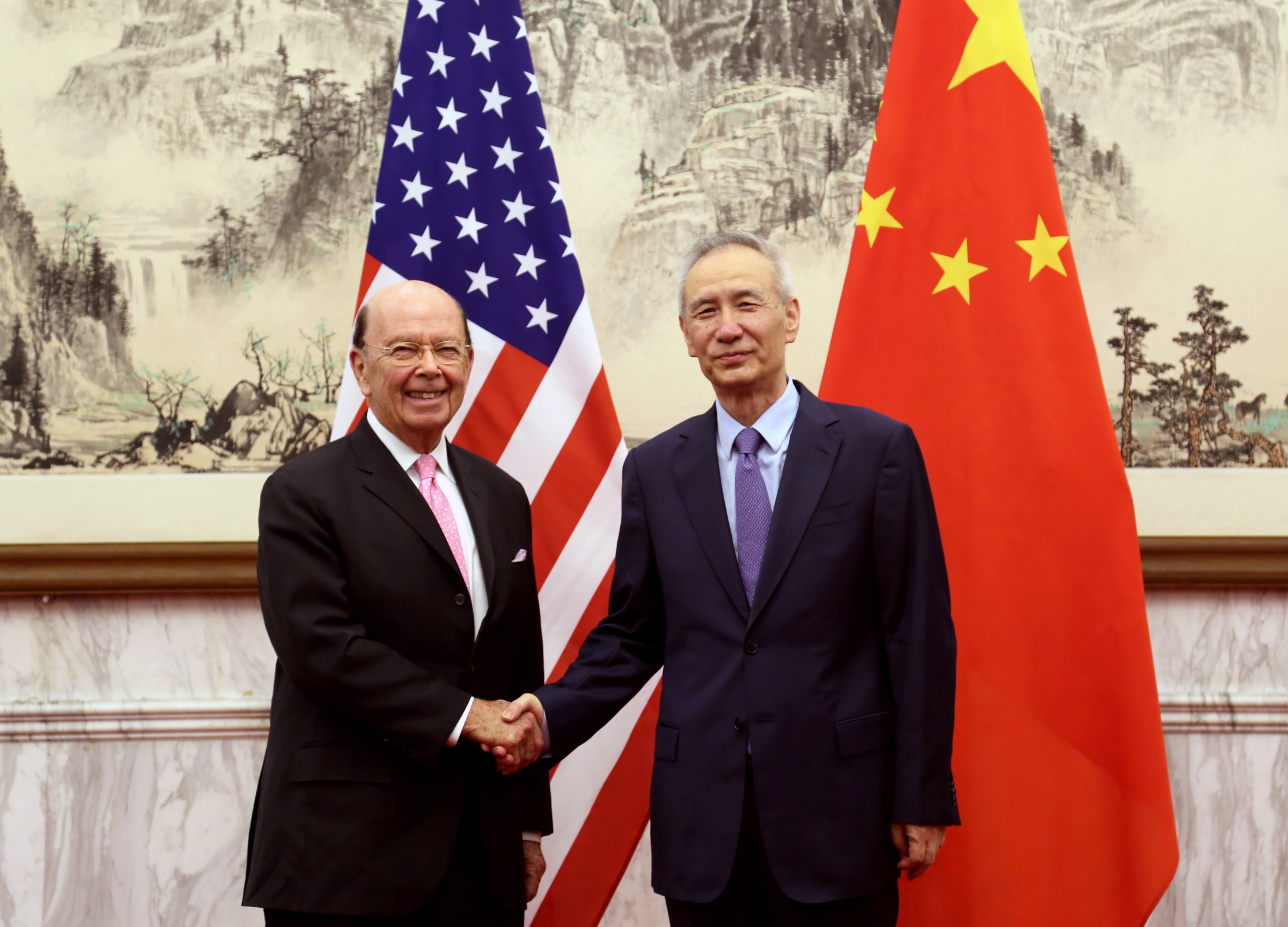
2018年6月2日，中国国务院副总理刘鹤与美国商务部长威尔伯·罗斯在北京举行会谈。

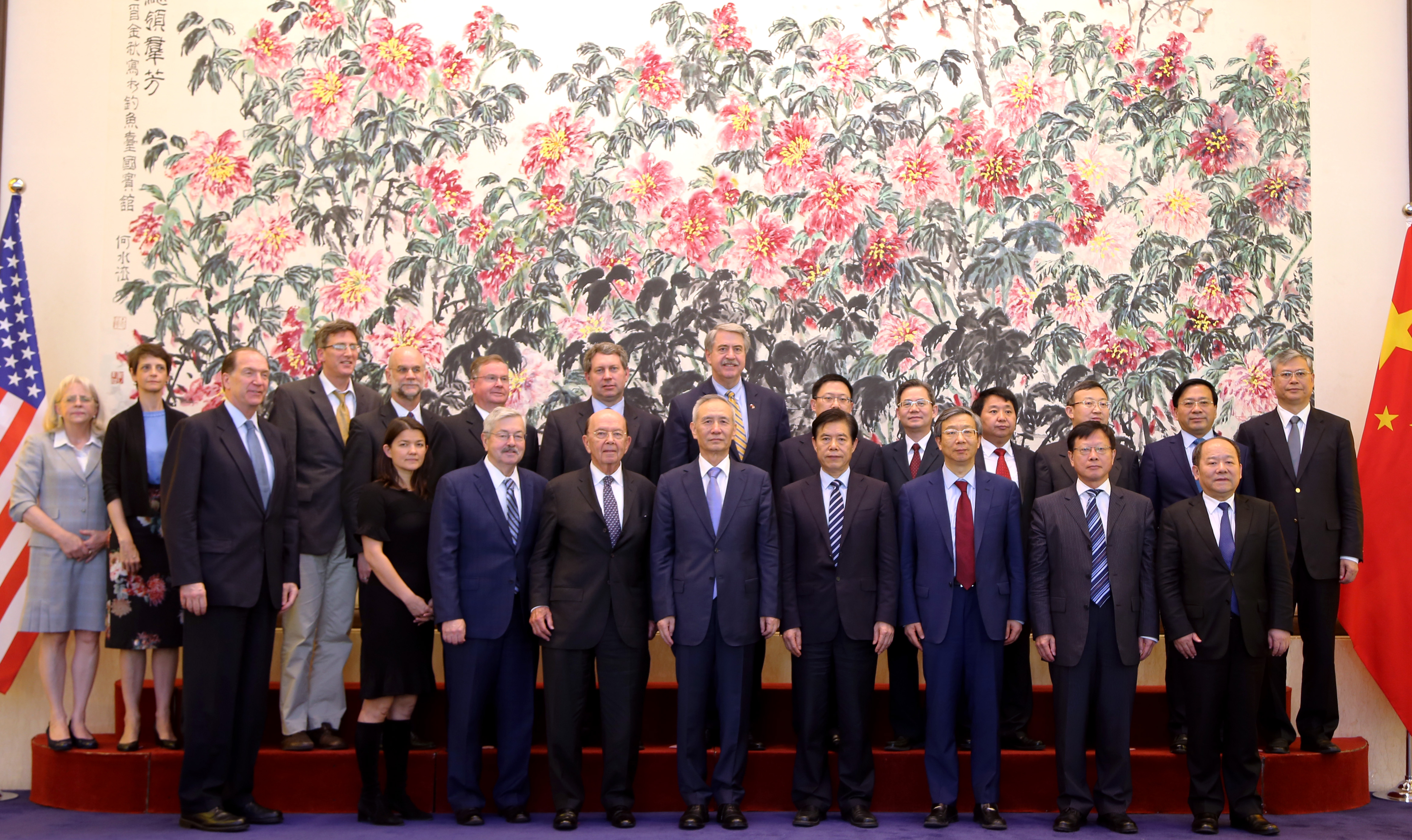
2018年6月3日，中美两国谈判代表团在第二轮中美贸易高级别磋商结束后合影。

2018年5月17日至18日，由中共中央政治局委员、国务院副总理、中央财经委员会办公室主任刘鹤率领的中方代表团和包括美国财政部长斯蒂芬·梅努钦、商务部长威尔伯·罗斯和贸易代表罗伯特·莱特希泽等成员的美方代表团就贸易问题进行了建设性磋商。5月17日，美国总统特朗普接见了刘鹤率领的中方代表团。5月18日，中国商务部宣布终止对原产于美国的进口高粱反倾销、反补贴调查。5月19日，中美两国在华盛顿就双边经贸磋商发表《中美贸易磋商联合声明》。中方通稿指，双方达成共识，不打贸易战，并停止互相加征关税。
中美联合声明指，“双方同意，将采取有效措施实质性减少美对华货物贸易逆差”。联合声明表示，双方同意有意义地增加美国农产品和能源出口，但制成品和服务贸易层面则留待下一步谈判。有媒体分析指，中美双方稍后将大规模展开农产品和能源贸易及合作。美国白宫国家经济委员会主任拉里·库德洛表示，“他们会满足我们的很多要求”，并谈到了中国多购买“至少2000亿美元”商品的可能性。中国外交部其后否认了库德洛的说法。美国《华尔街日报》称中方愿意加购美国商品，但拒绝向美承诺任何具体数额。
《中美联合声明》同时表明，“双方同意鼓励双向投资，将努力创造公平竞争营商环境”。美国《纽约时报》猜测谈判可能涉及美国解除对华高科技产品出口管制问题及中兴问题。有中国媒体指该条对中国企业赴美投资可能非常重要。
5月20日，美国财政部长姆努钦对美国全国广播公司表示，美国将暂缓对中国征收关税，让贸易战争“暂停”。但数小时后，美国贸易代表罗伯特·莱特希泽则警告称，特朗普政府依然可能征收关税。5月21日，美国商务部宣布对借道越南输美的中国钢铁产品征收反倾销反补贴关税。同日，中国外交部回应称，“中方从来不愿看到中美之间有任何紧张，如果中美两国政府能够达成一个很好的协议和双方都接受的成果，两国政府当然都应当遵守这样的协议，我们当然不希望出现反复。”
5月22日，中国外交部发言人陆慷回应有关中兴公司提问时表示，美国方面将派高级别代表团来华就有关问题进行磋商。美国《华盛顿邮报》指，中美两国就解决中兴通讯公司问题的大致路径达成一致，但相关细节还在敲定中，一旦达成协议，特朗普政府将解除对中兴向美国企业采购产品的禁令。
5月29日，美国白宫宣布仍将对500亿中国商品征收25%的关税，具体商品清单将在6月15日公布，关税将在此后不久施行。另外还对中国向美国的投资限制和加强对中国的出口管制措施将于6月30日公布。对此中国商务部则在白宫宣布该项措施不久发表声明说：“我们对白宫发布的策略性声明既感到出乎意料，但也在意料之中，这显然有悖于不久前中美双方在华盛顿达成的共识。无论美方出台什么举措，中方都有信心、有能力、有经验捍卫中国人民利益和国家核心利益。中方敦促美方按照联合声明精神相向而行。”
5月30日下午，美方经贸磋商工作团队抵达北京。美方50余人的团队与中方团队就具体落实中美双方联合声明共识展开磋商。而在随后的6月2日至3日，由中央财经委员会办公室主任、中美全面经济对话中方牵头人刘鹤带领中方团队与美国商务部长威尔伯·罗斯带领的美方团队在北京钓鱼台国宾馆就两国经贸问题进行了磋商。会后中方声明指，双方就落实两国在华盛顿的共识，在农业、能源等多个领域进行了良好沟通，取得了积极的、具体的进展，相关细节有待双方最终确认。中方声明同时强调，如果美方出台包括加征关税在内的贸易制裁措施，双方谈判达成的所有经贸成果将不会生效。
6月5日，中国中兴通讯公司与美国政府签署原则性协议，美国商务部取消针对中兴通讯向美国供应商采购零部件的禁令，从而阶段性结束了中兴事件。作为条件，协议里也列出了对中兴的处罚措施。6月8日，美国外国投资委员会通过了对中国泛海控股集团收购美国Genworth并购案的交易审查，成为特朗普政府上台以来，批准通过的涉及金额最大的中资对美资企业并购案。

### 征税又起

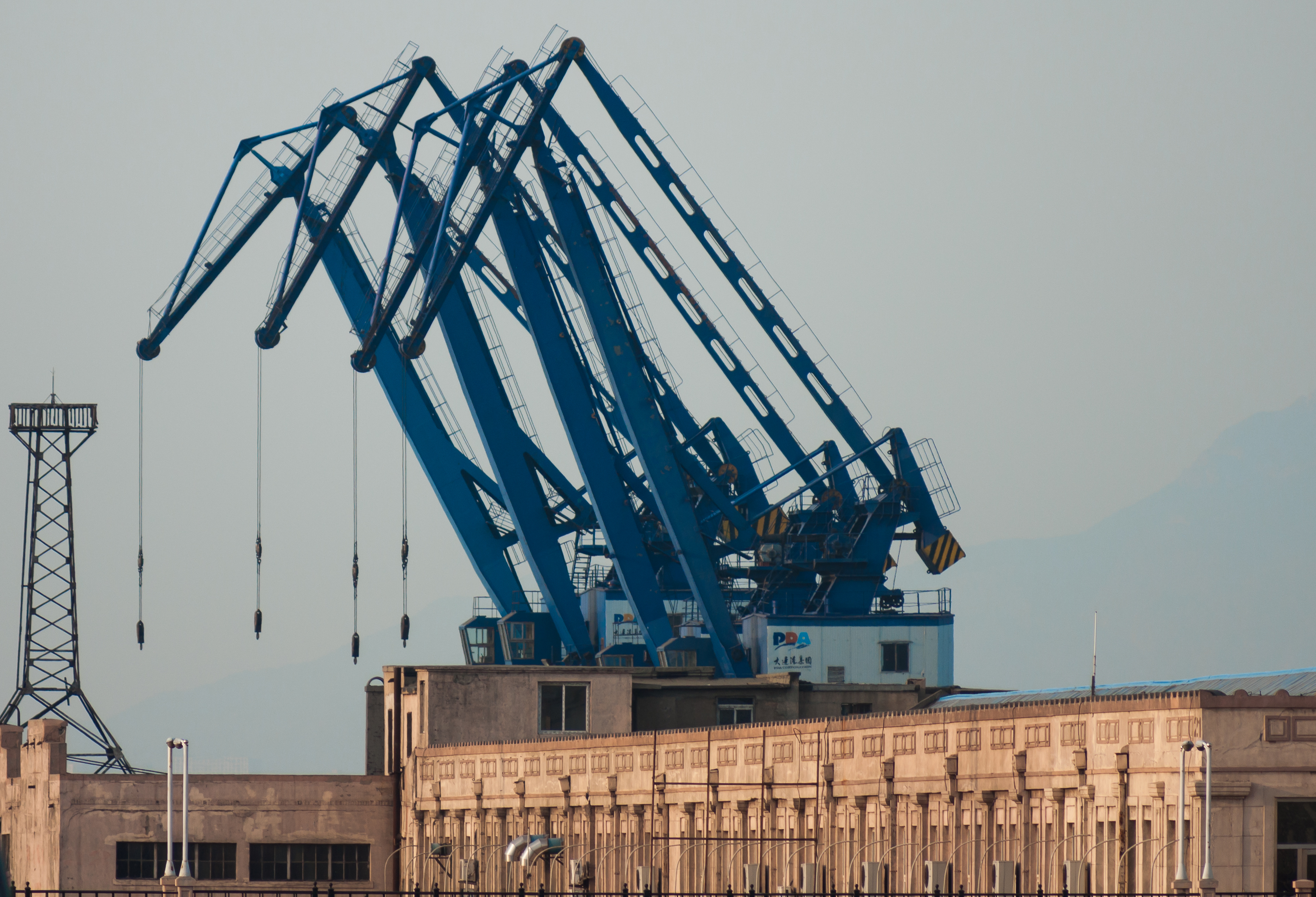
图为辽宁省大连港。从西雅图出发前往大连、满载大豆的美国货船“飞马峰”号（Peakl Pegasus）因未能在7月6日中午12点前抵达大连，而被迫在中国领海外漂泊等候处置，时间长达近一个月。

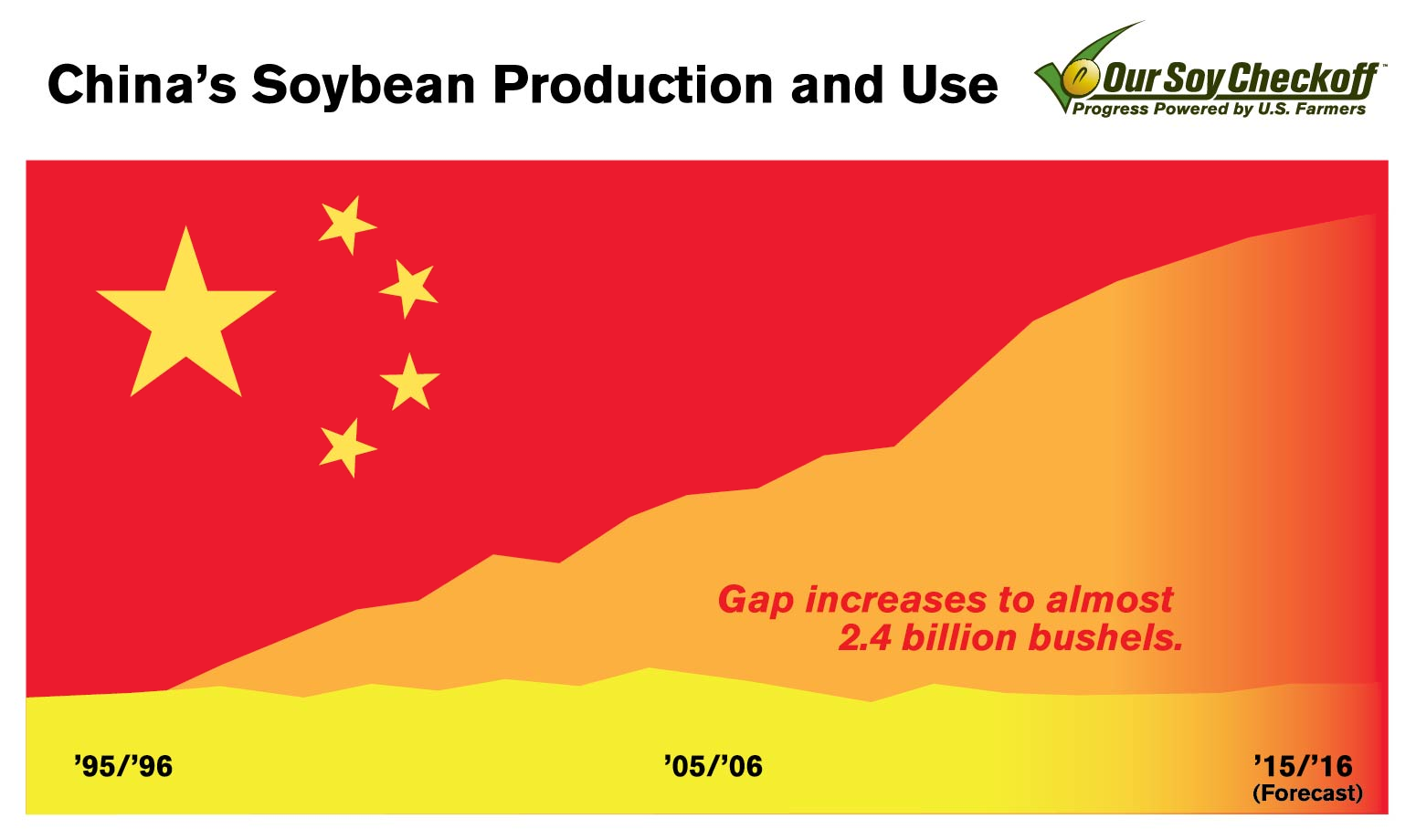
至2016年為止，中華人民共和國大豆進口與產量的對比。

2018年6月16日，美国贸易代表办公室公布了对华征税清单。清单第一部分包括同年4月公布的加税产品清单上1333个中国产品中的818个产品，进口价值大约340亿美元，征税从7月6日开始实行。第二部分包含新提出的284个中国产品，进口价值为大约160亿美元。这部分产品被认定有益于中国政府制定的“中国制造2025”计划。这部分产品将发布公告，征求意见，然后由美国贸易代表办公室做最后决定。美国总统特朗普在声明中表示，“如果中国采取报复措施，例如对美国货物、服务或者农产品加收新关税；提高非关税壁垒；或对美国出口商或在中国经营的美国公司采取惩罚行动，美国将谋求额外的关税。”
随后，中国国务院关税税则委员会发布公告，对原产于美国的659项约500亿美元进口商品加征25%的关税，其中对农产品、汽车、水产品等545项约340亿美元商品自2018年7月6日起实施加征关税，对其余160亿商品加征关税的实施时间另行公告。关税占全球国内生产总值的0.1％。与此同时，中华人民共和国商务部发布2018年第49、50、52号公告，公布反倾销调查初裁结果，对原产于美国等国的氢碘酸、乙醇胺、无缝钢管征收最高达118.8%的保证金。中国商务部同时宣布，双方此前磋商达成的所有经贸成果将同时失效。
6月26日，中国国务院关税税则委员会发布了关于实施《〈亚洲-太平洋贸易协定〉第二修正案》协定税率的通知，决定自2018年7月1日起，对原产于孟加拉国、印度、老挝、韩国、斯里兰卡的进口货物适用《〈亚洲-太平洋贸易协定〉第二修正案》协定税率。自7月1日起，中国对来自上述国家的海产品、鲜花、果蔬农产品、医疗用品、饮品、有色金属、化学品、钢铁制品、铝制品、轮胎、发动机及专用零件等产品的进口关税税率予以降低或者免除。其中，大豆进口关税税率自3%下调为零。
7月6日，美国政府宣布，自美东夏令时间当日0时01分（北京时间6日12时01分）起，美国对华征税清单第一部分正式生效，该部分涵盖进口价值约340亿美元的中国商品。美国总统特朗普于措施生效前表示，“如果中国采取报复行动，美国将启动目前暂缓的对2000亿美元进口中国商品的征税，之后再按照需要启动目前暂缓的对3000亿美元进口中国商品的征税。”美国贸易代表办公室同時公布了申请将清单内特定产品排除出征税范围的规则和程序。
中国海关总署表示，根据国务院关税税则委员会2018年第5号公告，对原产于美国的部分进口商品加征关税措施在美方的加征关税措施生效后即行实施。海关总署决定，中国对美部分进口商品加征关税措施自北京时间6日12时01分开始正式实施。中国商务部发言人其后发表谈话称，“美国违反世贸规则，发动了迄今为止经济史上规模最大的贸易战。这种征税行为是典型的贸易霸凌主义，正在严重危害全球产业链和价值链安全”，“中方承诺不打第一枪，但为了捍卫国家核心利益和人民群众利益，不得不被迫作出必要反击。”
7月10日，美国政府公布进一步对华加征关税清单，拟对约2000亿美元中国产品加征10%的关税，其中包括海产品、农产品、水果、日用品等項目。這一轮关税措施将经公众评论，并在8月20日至23日举行听证会。美国政府将在8月30日公共评论结束后决定下一步行动。同日，中国商务部发布2018年第57号公告，决定继续对原产于日本、美国的进口光纤预制棒继续征收最高达41.7%的反倾销税，实施期限5年。同时，中国商务部还宣布对关于对原产于美国的进口非色散位移单模光纤征收最高为78.2%的反倾销税。
7月12日，美国商务部发布消息称，该部已与中兴通讯签署第三方托管协议。根据该协议，中兴在支付由第三方托管的4亿美元保证金后，美方将解除對其贸易禁令。
7月24日，美国农业部宣布将通过大宗商品信贷公司向大豆、高粱、玉米、小麦、棉花、乳制品和肉类生产者直接支付120亿美元的补贴，收购其手中的各种产品。白宫官员表示，农民们将在9月前开始收到补贴，他们希望这些补贴能平息农业州议员和农民团体对特朗普贸易政策的抗议。
7月26日，美国总统特朗普与歐盟委员会主席让-克洛德·容克会晤后表示，美欧同意共同努力消除非汽车工业品的所有关税、补贴和贸易壁垒，实现“零关税、零补贴”，而且还在谈判期间暂停实施任何新的关税措施。白宮首席经济顾问拉里·库德洛表示，欧盟委员会主席容克向川普承诺，欧盟将与美国联手，应对中国的不公正贸易行为。與此同時欧盟也同意与美国合作，推动对世贸组织的改革。法国总统埃马纽埃尔·马克龙当日表示，容克与特朗普之间的会谈是“有益的”，但不赞成欧盟与美国达成新的大规模贸易协议，特别是在遭到美国威胁的情况下，另外容克与特朗普达成协议的具体细节也需要澄清。德国总理安格拉·默克尔通过发言人表示，她对这一协议表示欢迎，而欧盟委员会在对美贸易谈判中可以“依靠我国的持续支持”。同时，美国贸易代表莱特希泽表示，美国打算启动与日本的双边自由贸易协定谈判，首轮谈判能够在8月底前启动。
8月1日，美国总统特朗普要求美贸易代表罗伯特·莱特希泽对其上月宣布的将关税从10%提升到25%的提议加以考虑。中国商务部对此发表谈话称，“这种做法对中方不会有任何作用，也使世界上反对贸易战的国家和地区感到失望”。
8月3日，中国国务院关税税则委员会发布《国务院关税税则委员会关于对原产于美国的部分进口商品（第二批）加征关税的公告》（税委会公告〔2018〕6号）宣布，依据《中华人民共和国对外贸易法》等法律法规和国际法基本原则，对原产于美国的5207个税目约600亿美元商品，加征25%-5%不等的关税。最终措施及生效时间将另行公告。
8月8日，美国贸易代表办公室宣布，美国已最后确定了被加征25%关税的价值约160亿美元的中国进口产品清单，关税将从8月23日起开始征收。美国贸易代表办公室表示，6月15日宣布的关税清单中包含284种产品，其中有279种经过评论期后被保留。同日，经中国国务院批准，国务院关税税则委员会决定对《国务院关税税则委员会关于对原产于美国500亿美元进口商品加征关税的公告》（税委会公告〔2018〕5号）中对美加征关税商品清单二的商品作适当调整后，自2018年8月23日12时01分起实施加征25%的关税。
8月10日，中国商务部发布2018年第40号公告，决定对自美国、欧盟等地进口的卤化丁基橡胶征收最高达75.5%的反倾销税。
8月24日，中国商务部发布消息称，应美方邀请，中国商务部副部长兼国际贸易谈判副代表王受文率中方代表团于8月22日至23日在华盛顿与美国财政部副部长马尔帕斯率领的美方代表团就双方关注的经贸问题进行了建设性、坦诚的交流，并将就下一步安排保持接触。美国白宫发言人林赛·沃尔特斯在一份声明中说，两国代表团“就如何在经济关系中实现公平、均衡和对等交换了意见”，但没有提及进一步会谈。美联社称中美双方未能打破围绕贸易问题的僵局。同日，美国总统特朗普在其签署的一份备忘录中表示，他已指示美國郵政署取消国际邮政折扣，阻止外国商品以低成本的运输方式涌入美国。报道指，这将使中国对美商品输出造成影响。
9月3日，中国商务部发布公告，公布对原产于美国等地的进口正丁醇的反倾销调查初裁结果，对相关美国企业征收最高达139. 8%的反倾销税。
9月11日，世界贸易组织在向成员提供的文件中表示，由于美方没有采取实质行动纠正其对华产品实施的13项违规反倾销措施，中方向世贸组织提出贸易报复授权申请，提出对美方实施每年约70.43亿美元的贸易报复。該案於2019年11月1日作出判決，世界贸易组织裁定，中国每年可以对最高达36亿美元的美国商品征收关税。
9月13日，据美国《华尔街日报》报道，美国财政部长斯蒂芬·梅努钦已向中方团队发出邀请，希望中方派出部级代表团在美国政府对华加征新一轮关税前与美方进行贸易谈判，地点将在北京或者华盛顿，时间是“未来几周”。中国商务部当日证实了这一消息，并指中方对此持欢迎态度。
9月17日，美国《华尔街日报》报道称，如果美方决定对中国输美商品加征新一轮关税，中国可能将考虑退出中美经贸磋商。同日，中国外交部对此回应指，“贸易争端升级不符合任何一方利益。我们始终主张，只有在平等、诚信和相互尊重的基础上进行对话磋商，才是解决中美经贸问题的正确途径”。

### 二轮加税

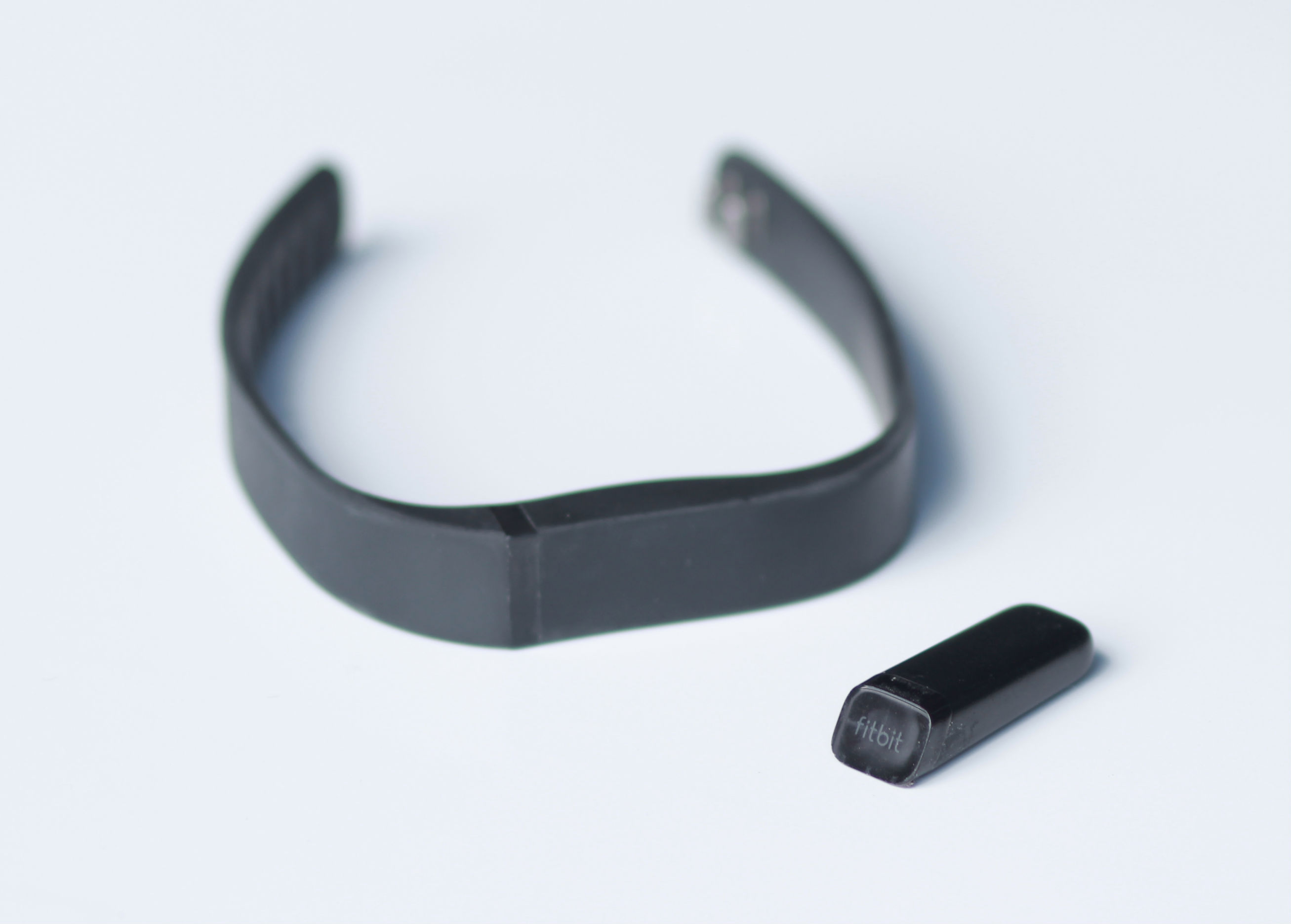
图为Fitbit智能手表。在部分美国公司提出异议之后，美国政府从对华2000亿关税清单中删除了智能手表、蓝牙设备、骑行头盔、塑胶手套、高脚椅等约300个产品系列。

2018年9月18日，美国总统特朗普宣布对2000亿美元中国产品增加10%的关税，将在9月24日实施。在2019年1月1日，上升到25%关税。美国总统特朗普在当日晚些时候发表的声明中表示，“如果中国对我们的农民或其他行业采取报复行动”，他准备立即再对价值2670亿美元的进口产品征收关税，“我们已经非常清楚地说明了需要改变的类型，我们给了中国一切机会更公平地对待我们。但是，到目前为止，中国一直不愿改变自己的做法。”
其后，中国国务院关税税则委员会宣布对原产于美国的5207个税目、约600亿美元商品，加征10%或5%的关税，自北京时间9月24日12时01分起实施。公告称，若美国继续提高加征关税税率，中方将给予相应回应，有关事项另行公布。同日，中国商务部宣布，中国已在世界贸易组织追加起诉美国301调查项下对华2000亿美元输美产品实施的征税措施。中国商务部发言人之后发表谈话，对美方的行为表示遗憾，并指，“为了维护自身正当权益和全球自由贸易秩序，中方将不得不同步进行反制。美方执意加征关税，给双方磋商带来了新的不确定性。希望美方认识到这种行为可能引发的不良后果，并采取令人信服的手段及时加以纠正。”
美国《纽约时报》的报道指，目前尚不清楚在新关税宣布生效后，北京是否仍然同意前往华盛顿。中国外交部发言人在18日的例行发布会中回答相关问题表示，“中方一再强调，只有在平等、诚信和相互尊重的基础上进行对话协商，才是解决中美经贸问题的唯一正确途径。美方目前的所作所为，并没有体现出诚意与善意”。
9月18日，美国财政部公布的国际资本流动报告显示，7月中国内地所持美国国债规模环比减少77亿美元，降至1.171万亿美元，创六个月新低，但仍为美国最大的海外债主。
9月20日，美国国务院宣布，因中方违反《通过制裁打击美国对手法》向俄罗斯购买苏-35战斗机及S-400防空导弹等军事装备，将对中共中央军委装备发展部及该部部长李尚福实施制裁。美方表示，中央军委装备发展部今后不能通过美国的金融系统进行任何交易，美国公司不能与中央军委装备发展部有任何商业来往，部长李尚福也不会获发美国签证。同日，中国外交部发言人对此表示表示强烈愤慨和严正交涉，要求美方撤销制裁，“否则美方必须承担由此造成的后果”。
9月22日，中国外交部召见美国驻华大使泰里·布兰斯塔德，就美国制裁中国军方机构及负责人提出严正交涉。同日，中共中央军委国际军事合作办公室副主任黄雪平召见美国驻华使馆代理國防武官孟绩伟上校（David Menser），就美方宣布对中共中央军委装备发展部及该部负责人实施制裁提出严正交涉和抗议。与此同时，中央军委决定，立即召回在美国参加第23届国际海上力量研讨会并计划访问美国的中国人民解放军海军司令员沈金龙上將；推迟计划于9月25日至27日在北京举行的中美两军联合参谋部对话机制第二次会议。中国国防部表示，中方要求美方立即纠正错误，撤销有关制裁，中国军队保留进一步采取反制措施的权利。
9月25日，中国商务部副部长兼国际贸易谈判副代表王受文在国新办记者会上确认了中方已经拒绝美方磋商要求的消息，并表示谈判应当以平等相待、相互尊重、遵守诺言为前提。美国《华尔街日报》同日报道指，中国政府已拒绝了美国海军黄蜂号两栖攻击舰及其远征打击群访问香港的申请。
9月26日，中国国务院总理李克强主持召开国务院常务会议。会议决定，从2018年11月1日起，降低1585个税目工业品等进口关税税率，将部分国内市场需求大的机电设备平均税率由12.2%降至8.8%，纺织品、建材等平均税率由11.5%降至8.4%，纸制品等部分资源性商品平均税率由6.6%降至5.4%。预计减轻税负近600亿元人民币，将中国关税总水平由上年9.8%降至7.5%。会议同时决定加快中国口岸通关便利化进程，在11月1日前将进出口环节监管证件从86种减至48种，10月底前由各地公布当地口岸收费清单，降低合规费用，确保年内集装箱进出口环节合规成本比去年降低100美元以上，并要求沿海大港要有更大幅度降低。
9月30日，据美国《纽约时报》报道指，一名美国官员称，中国取消了计划10月美国国防部长詹姆斯·马蒂斯的访华行程，称中国高级军官没空与他会面。10月1日，五角大楼官员表示，在中国国防部长不能如约后，美国取消了国防部长马蒂斯访问中国的计划。10月2日，中国外交部发言人华春莹表示，“中美双方此前原则商定于10月中旬举行第二轮中美外交安全对话。美方近日提出希望推迟举行对话。中美双方将继续就举行第二轮中美外交安全对话保持沟通。”
10月3日，美国商务部公布锻钢配件反倾销调查初裁结果，裁定中国、意大利企业对美倾销幅度最高达142%。涉案中国产品输美额约1.05亿美元。
10月8日，美国国务卿邁克·蓬佩奧抵达北京与中国国务委员兼外交部部长王毅举行会谈，并表示，“美中在很多问题上有明显分歧，但美国不反对中国发展，无意围堵中国，也没有全面遏制中国的政策。美中作为世界上两个最大的经济体和力量最强的国家，对世界和平与繁荣肩负重大责任。”蓬佩奥同时在与中共中央政治局委员兼中央外事工作委员会办公室主任杨洁篪会谈前发表讲话指，“我们就许多问题、在许多方面有分歧，我们互相倾听并努力克服这些分歧以找到建设性的解决方案，这是值得和重要的，这样我们才能为我们两个国家取得良好的结果”。
10月8日，中国国务院总理李克强主持召开国务院常务会议。会议决定，从2018年11月1日起，将现行货物出口退税率为15%的和部分13%的提至16%；9%的提至10%，其中部分提至13%；5%的提至6%，部分提至10%。对高耗能、高污染、资源性产品和面临去产能任务等产品出口退税率维持不变。进一步简化税制，退税率由原来的七档减为五档。会议要求，各地区各部门要优化退税服务、缩短退税时间，今年底前将办理退税平均时间由目前的13个工作日缩短至10个工作日。
10月12日，美国能源部宣布，由于中国可能将美国核技术转移到新一代中国核潜艇、核动力航空母舰等军用技术上，因此发布禁令，将严格限制民用核技术输出中国。
10月15日，中国商务部发布公告，公布对原产于美国和日本的进口氢碘酸的反倾销调查终裁结果，对相关美国企业征收123.4%的反倾销税。
10月16日，美国财政部公布的国际资本流动报告显示，8月中国内地所持美国国债规模环比减少59亿美元，降至1.1651万亿美元，创七个月新低。
10月17日，美国宣布启动退出万国邮政联盟的程序。美国白宫表示，“万国邮政联盟的现行费率制度让中国和其他国家受益，对美国不公平”。
10月17日，美国商务部负责中国和蒙古国事务的助理部长帮办艾伦·特利在自蒙古国回国途中访问北京，会见美国企业代表，并与中国政府官员、一些中国经济学家和智囊人士举行会晤。报道指这是自中美互征报复性关税以来，中美双方工作级接触的首次恢复。
10月26日，中国饲料工业协会批准发布《仔猪、生长育肥猪配合饲料》《蛋鸡、肉鸡配合饲料》两项团体标准，宣布减少豆粕等蛋白饲料原料用量。据测算，新标准在全行业全面推行后，养殖业豆粕年消耗量有望降低约1100万吨，带动减少大豆需求约1400万吨。
10月29日，美国商务部声明指，该部已经把福建晋华集成电路有限公司列入商务部实体名单，限制对其出口，原因是该公司新增的存储芯片生产能力将威胁到为军方提供此类芯片的美国供应商的生存能力。同日，中国商务部发布公告，公布对原产于美国和沙特阿拉伯等国的进口乙醇胺的反倾销调查终裁结果，对相关美国企业征收最高达97.1%的反倾销税。
10月29日，中国、欧盟、加拿大、墨西哥、挪威、俄罗斯、土耳其7个世界贸易组织成员在世贸组织争端解决机构会议上强调，美国今年3月宣布的钢铝关税措施并非基于“国家安全”考虑，实质上是保障措施，并要求设立专家组就此措施是否违反世贸组织相关规定进行审查。欧盟驻世贸组织代表表示，“世贸组织7个成员在同一天内针对同一成员提交设立专家组的申请‘史无前例’，这反映出美方行为在成员间引发的反对程度之烈。美国的钢铝关税事实上是保护本国产业的贸易保障措施。”
11月1日，中国国务院总理李克强会见美国联邦参议员拉馬爾·亞歷山大率领的美国国会参、众两院访华代表团，并表示，“健康稳定发展的中美关系符合两国人民的根本利益。双方应当按照两国元首多次会晤达成的重要共识，共同努力推动中美关系沿着正确轨道发展。希望美国国会议员发挥积极建设性作用。”同日，中共中央总书记兼中国国家主席习近平与美国总统特朗普通电话。特朗普表示，两国元首经常直接沟通非常重要，我们要保持经常联系，美方重视美中经贸合作，愿继续扩大对华出口。习近平表示，中美经贸合作的本质是互利共赢。过去一段时间，中美双方在经贸领域出现一些分歧，两国相关产业和全球贸易都受到不利影响，这是中方不愿看到的。
11月7日，中共中央政治局委员兼中央外事办主任杨洁篪在白宫与美国总统国家安全事务助理约翰·博尔顿举行会面。杨洁篪表示，第二轮中美安全对话将为两国元首会面做准备。11月8日，国务委员兼外交部长王毅在北京会见美国前国务卿亨利·基辛格，就中美关系交换意见。
11月9日，中美两国在华盛顿举行第二轮中美外交安全对话，中共中央政治局委员兼中央外事办主任杨洁篪、国务委员兼国防部长魏凤和同美国国务卿迈克·蓬佩奧、国防部长詹姆斯·马蒂斯共同举行对话，双方就各自战略意图进行了深入沟通。

### 贸易休战

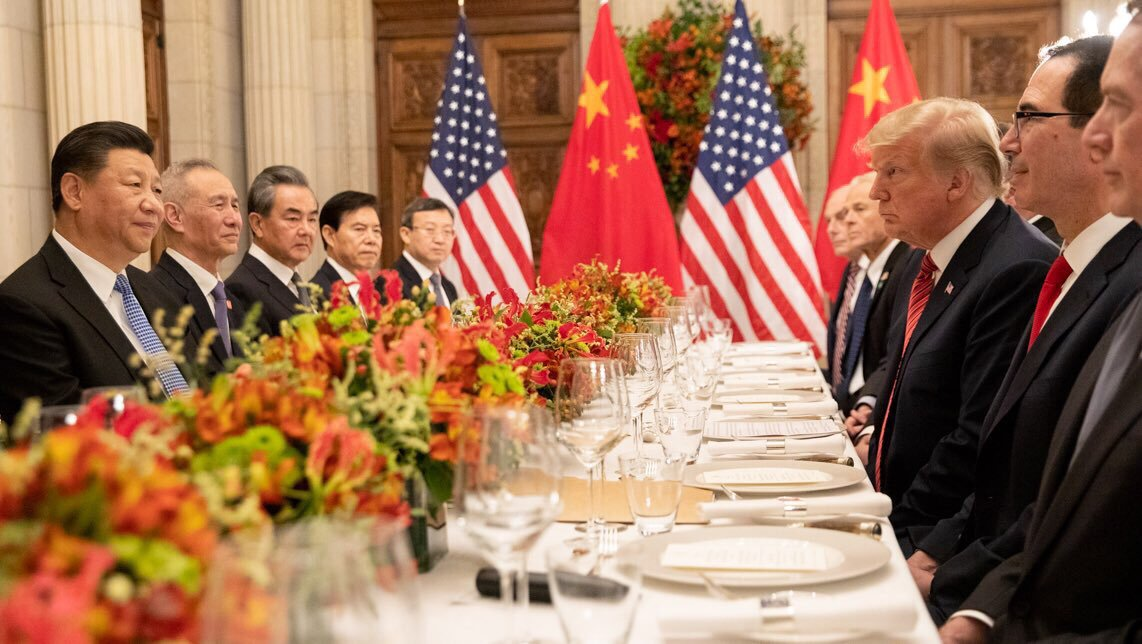
2018年12月1日，中美两国领导人习近平与唐纳德·特朗普在二十国集团布宜诺斯艾利斯峰会上举行双边会谈。

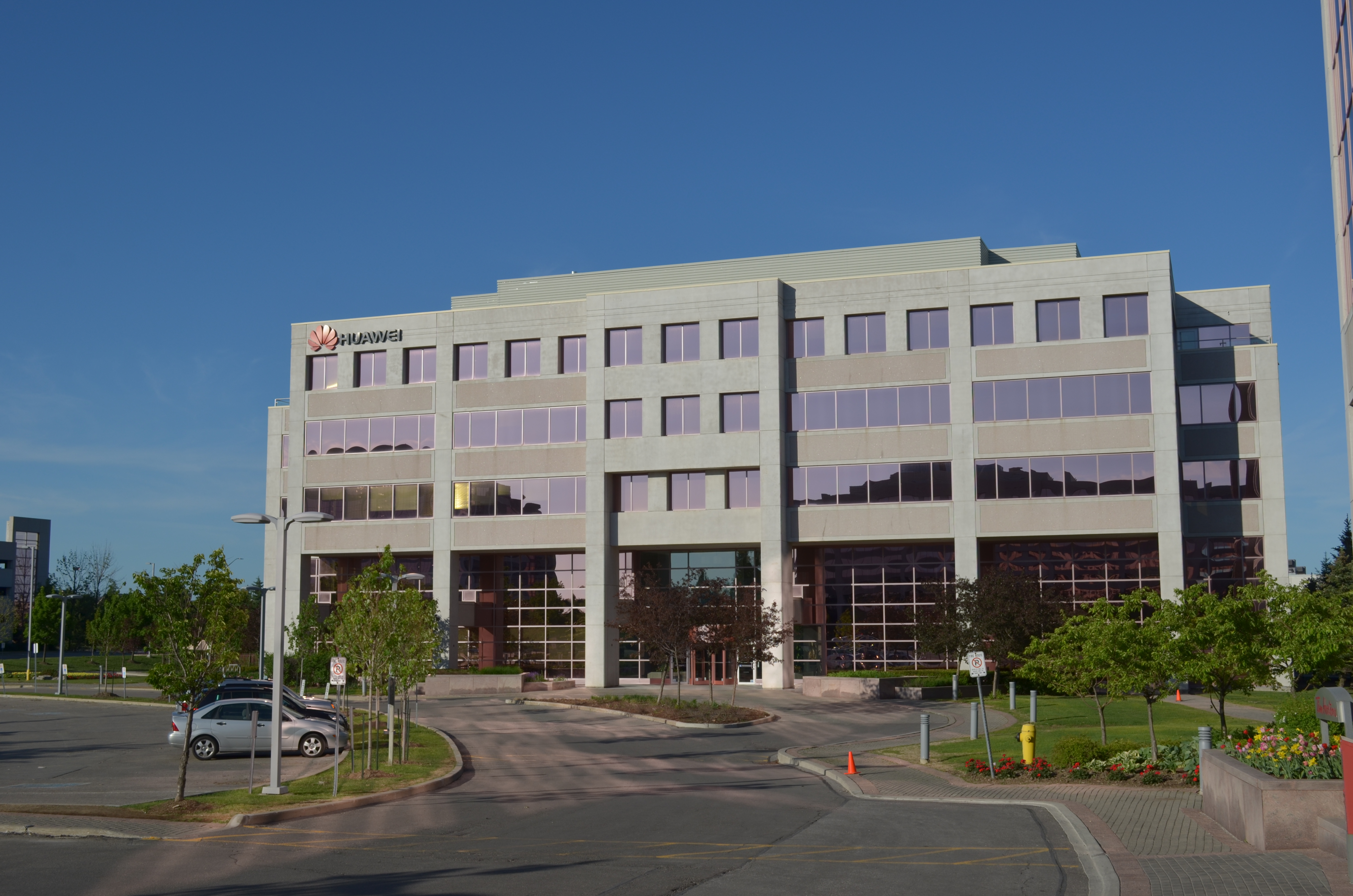
图为华为公司位于加拿大安大略省的办公室。

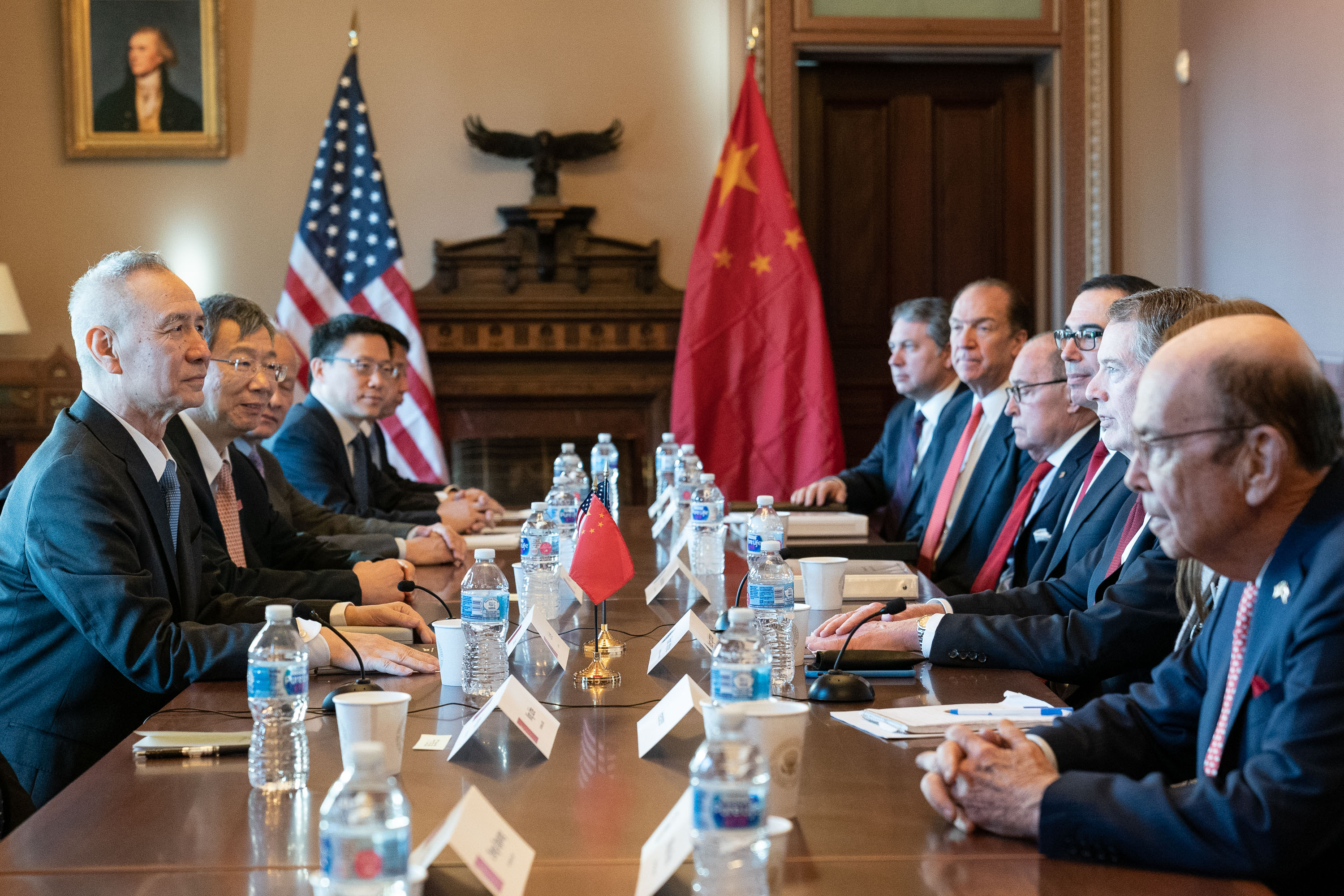
2019年1月30日，中国国务院副总理刘鹤与美国贸易代表罗伯特·莱特希泽、美国财政部长斯蒂芬·姆努钦举行第五轮中美贸易高级别磋商。

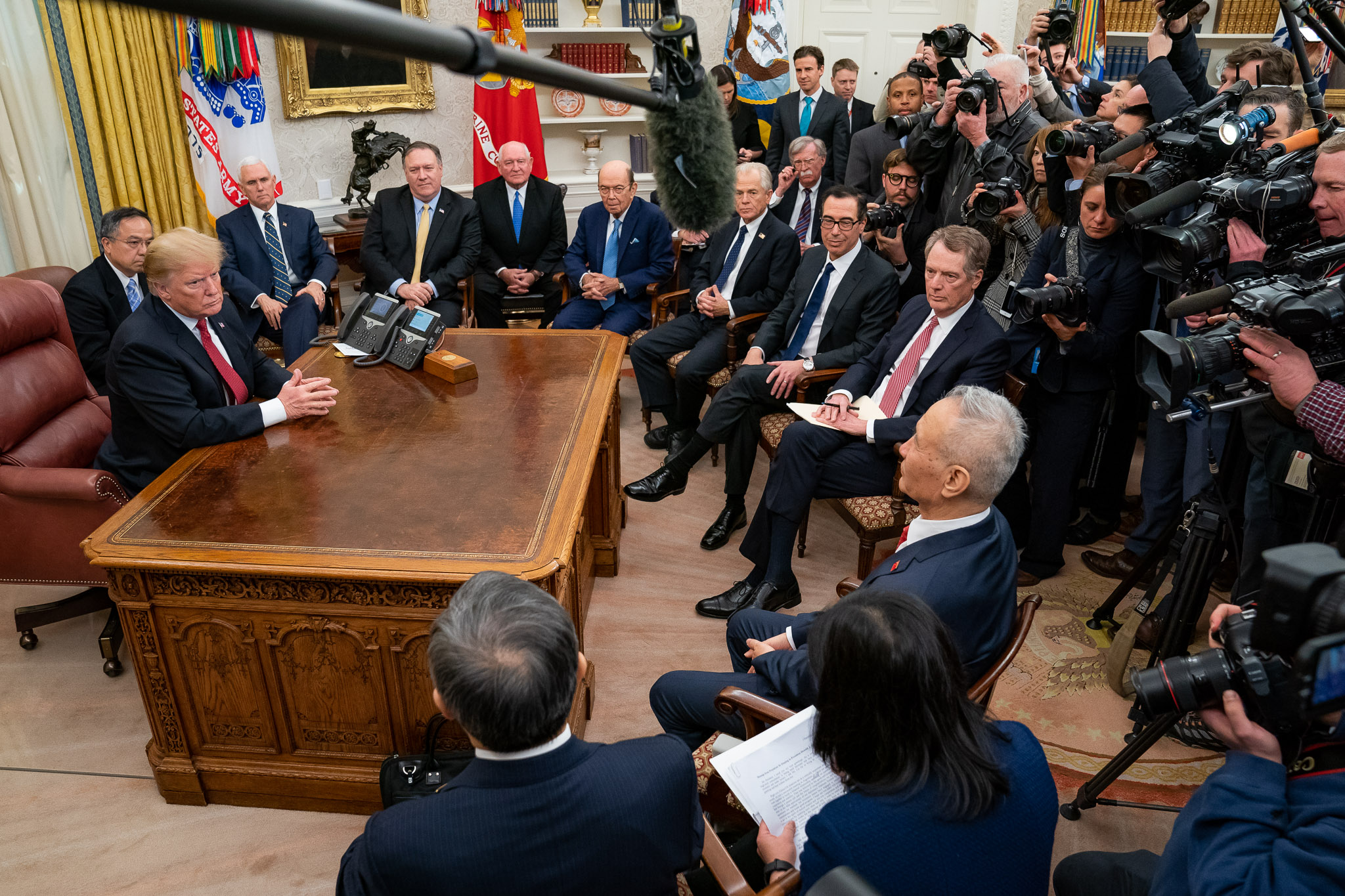
2019年1月31日，美国总统唐纳德·特朗普会见中国国务院副总理刘鹤。

2018年12月1日，中共中央总书记兼中国国家主席习近平与美国总统特朗普在2018年二十國集團布宜諾斯艾利斯峰會上举行会谈，两国元首讨论了中美经贸问题并达成了共识。双方宣布暂停采取新的贸易措施，并设定了3个月的谈判期限。
习近平表示，“两国在促进世界和平与繁荣方面责任重大，合作是双方最好的选择”。会后中方声明指，“双方认为健康稳定的中美经贸关系符合两国和全世界的共同利益。中方愿意根据国内市场和人民的需要扩大进口，包括从美国购买适销对路的商品，逐步缓解贸易不平衡问题。双方同意相互开放市场，在中国推进新一轮改革开放进程中使美方的合理关切得到逐步解决。双方决定停止升级关税等贸易限制措施，包括不再提高现有针对对方的关税税率，及不对其他商品出台新的加征关税措施。对于现在仍然加征的25%的关税，中美双方朝着取消的方向，将加紧谈判，达成协议。”
特朗普表示，“在某种程度上，我们最终将做一些对中美两国都有利的事情”。会后美方声明指，“将在90天之内谈判解决美国提出的包括强迫技术转让等具体问题，否则目前对中国产品加征的10%关税将上调到25%。美国原计划2019年1月1日将对中国的关税由10%增加到25%，但是作为与中国协议的一部分，予以推迟。特朗普和习近平同意立即就中国的结构改革开始谈判，包括强迫技术转让、知识产权保护、非关税壁垒、网络入侵和通过网络盗窃以及服务业和农业。如果高通收购恩智浦的案件再次提交，中方对批准这项此前未获批准的交易持开放态度。”
2018年12月1日，华为公司时任副董事长兼首席财务官、华为创始人任正非長女孟晚舟搭乘香港飞往墨西哥的航班在途经溫哥華转机时，被加拿大警方应美国政府司法互助要求逮捕，并以“華為涉嫌違反美國出口管制向伊朗出售敏感科技，並以假帳資料掩護”为由，面临美国纽约东区联邦地区法院之拘捕令与紐約東區检察官的指控，并可能遭到引渡。
12月6日，中国外交部发言人耿爽在记者会上表示，“中方已就此事分别向加方、美方提出严正交涉，并表明严正立场，要求对方立即对拘押理由作出澄清，立即释放被拘押人员，切实保障当事人的合法、正当权益。”华为总部所在地深圳市人民政府发表声明指，“我们密切关注此事，强烈要求加拿大方面立即澄清事实，解除无理拘押，切实保障当事人的合法、正当权益，立即释放被拘押人员。我们将继续关注事态进展，协助华为等在深企业维护在境内外正当权益。”
同日，美国国家安全顾问约翰·博尔顿在接受全国公共广播电台采访时表示，他事先就已知道孟晚舟会在温哥华由加拿大警方代表美国拘捕一事，“我事先就知道了，这是我从我们司法部门获知的。这类事情时常发生，我们不会每一次都告诉总统”。加拿大总理贾斯汀·特鲁多也公开回应此事，称加拿大政府知情但并未参与，“有关机构在没有任何政治介入或干涉的情况下作出了这一决定……我们提前几天被告知，相关工作已经在进行当中”。
12月8日，中国外交部副部长乐玉成紧急召见加拿大驻华大使麦家廉，就加方拘押华为公司负责人提出严正交涉和强烈抗议。乐玉成表示，“加方以应美方要求为由，将在加拿大温哥华转机的中国公民拘押，严重侵犯中国公民的合法、正当权益，于法不顾，于理不合，于情不容，性质极其恶劣”，“加方要为此承担全部责任”。12月9日，中国外交部副部长乐玉成紧急召见美国驻华大使泰里·布兰斯塔德，就美方无理要求加方拘押在加拿大温哥华转机的华为公司负责人提出严正交涉和强烈抗议。乐玉成表示，“美方所作所为严重侵犯中国公民的合法、正当权益，性质极其恶劣。中方对此坚决反对，强烈敦促美方务必高度重视中方严正立场，立即采取措施纠正错误做法，撤销对中国公民的逮捕令。中方将视美方行动作出进一步反应。”
12月9日，华为副董事长孟晚舟在加拿大温哥华的住宅遭人闯入，嫌犯与屋内人对峙后逃离该街区，该屋屋主是孟晚舟的丈夫。温哥华警方称，“没有人受伤，也没有人被捕。”
12月10日，非政府组织国际危机组织东北亚高级顾问、加拿大前外交官康明凯和丹东市长白山文化交流公司负责人迈克尔因涉嫌“从事危害中华人民共和国国家安全的活动”，被北京市国家安全局和辽宁省丹东市国家安全局采取强制措施。中国外交部于12月13日表示，“目前案件正在侦办中”，“北京市国家安全局和辽宁省国家安全厅也已分别向加拿大驻华使馆通报了上述情况”。
12月11日，美国总统特朗普在采访中表示，如果对达成“史上最大的贸易协议”有帮助，他愿意为一名面临被引渡美国的中国电信设备商高管的案子求情，“如果我认为（对达成贸易协议）有必要，我肯定会进行干预”。
12月12日，加拿大总理贾斯汀·特鲁多针对特朗普将干预孟晚舟案的言论表示，“不管其他国家发生了什么，加拿大现在是法治国家，永远是法治国家”。加拿大外长克里斯蒂娅·弗里兰在记者会上警告特朗普不要将华为高管孟晚舟引渡一案政治化。
12月12日，加拿大不列颠哥伦比亚省高等法院法官表示，将在当日下午就是否同意中国公民孟晚舟保释作出决定。当日下午，孟晚舟以多保释条件（包括700万现金在内的1000万加元保释金，包括她丈夫在内的5位担保人，交出护照，戴电子监控设备，外出时间和地域限制，由专业的团队进行全天候监视等）被不列颠哥伦比亚省高等法院准予保释。法官同时要求美国政府在60日内向加拿大政府提出引渡要求，否则孟晚舟将被释放。
12月13日，中国外交部发言人陆慷针对加拿大政府称其“无法影响孟晚舟案走向”的说法表示，“孟晚舟女士一案到底是法律问题还是政治问题，加拿大政府自己非常清楚。”
12月14日，加拿大外长克里斯蒂娜·弗里兰在接受采访时表示，加拿大不会将孟晚舟案政治化，并称“世界上有许多国家将民主和法治玩弄于股掌，加拿大不会成为这样的国家之一”。她同时指，她“对美国机构令人难以置信的弹性，尤其是司法部门的法治”“印象很深刻”。
12月14日，国务院关税税则委员会发布公告，从2019年1月1日起，对原产于美国的汽车及零部件暂停加征关税3个月，涉及211个税目。
12月19日，中储粮集团发布消息，“为落实中美两国元首达成的共识，近日中储粮集团公司分批从美国采购了部分大豆。”
12月28日，加拿大全球事务部证实被中国拘捕的加拿大教师麦克弗（Sarah McIver）已被释放，并已回到加拿大。加拿大女教师上周早些时候在中国被拘留，并因在该国非法工作而被判处行政处罚。加拿大环球事务部还证实，麦克弗被拘留的原因是工作签证出了问题。
12月28日，中国商务部发布公告，公布对原产于美国等地的进口正丁醇的反倾销调查终裁结果，对相关美国企业征收最高达139.3%的反倾销税。
12月28日，中国海关总署发布公告，根据中国相关法律法规以及中美双方签署的关于美国大米输华植物卫生要求议定书，允许美国大米输华。美国输华大米应符合《进口美国大米检验检疫要求》。
12月30日，中共中央总书记兼中国国家主席习近平与美国总统特朗普通电话，双方就中美贸易争端和朝鲜半岛形势等问题交换了意见。
2019年1月1日，中共中央总书记兼中国国家主席习近平与美国总统特朗普互致贺信，互相祝贺两国建交40周年。习近平在贺信中表示，“我高度重视中美关系发展，愿同总统先生一道，总结两国关系发展经验，落实好我们两人达成的共识。”特朗普在贺信中表示，“发展合作和建设性的美中关系是我个人的优先事项。我们强有力的友谊为两国在未来数年取得伟大成就奠定了极好的基础。”
1月3日，美国国务院网站发布公告，将对中国的旅行安全警告提高为“第二级”（由低到高为第一至四级），敦促前往中国旅行和在华美国公民“提高警惕”。美国国务院公告指，在华美国公民“可能会因为与‘国家安全’有关的原因而遭长期审讯或拘留”。
1月4日，中美双方举行副部级通话，确认美国副贸易代表格里什于1月7日至8日率领美方工作组访华，与中方工作组就落实两国元首阿根廷会晤重要共识进行积极和建设性讨论。
1月7日至1月8日，中美双方在北京举行中美经贸问题副部级磋商会议，随后临时延期一日到9日结束。首日会面中，中国国务院副总理、中央财经委员会办公室主任刘鹤现身会场。
1月15日，中国外交部发布旅行警示，提醒中国公民结合自身情况，充分评估前往加拿大旅行的风险，将加拿大旅行警示级别提高为“谨慎前往”（三级警示中的第二级）。中国外交部公告指，“近期，加拿大发生中国公民被加执法部门以第三国要求为由任意拘押事件”，“如遇紧急情况，请及时联系中国驻加使领馆寻求协助。”
1月15日，据彭博社报道，中国国务院国资委近期建议部分国有企业，避免派员前往美国及其盟友国家出差；如果必须得去，一定要采取“额外的保护措施”。1月16日，中国外交部发言人华春莹表示，“如果有这样一个提醒，我认为是恰当的。”
1月16日，美国《华尔街日报》报道，美联邦检察官正就华为涉嫌“从美企窃取商业机密行为”进行调查，该调查起源于T-Mobile公司2014年针对华为的诉讼。
1月17日，中国商务部发言人表示，国务院副总理刘鹤应邀将于同月30日至31日访美，就中美经贸问题进行磋商。
1月18日，中国商务部发布公告，决定对原产于美国和韩国的进口太阳能级多晶硅反倾销、反补贴措施进行期终复审调查，在调查期间继续对相关美国企业征收最高达57%的反倾销税以及最高达2.1%的反补贴税。
1月19日，加拿大司法部表示，美国尚未提交孟晚舟案所需的文件，并提醒美方必须在1月30日前完成这一步骤。
1月25日，中国商务部发布公告，对原产于美国和欧盟的进口乙二醇和二甘醇的单丁醚反倾销措施作出期终复审裁定，决定继续对相关美国企业征收最高达75.5%的反倾销税。
1月28日，应中国方面的请求，世界贸易组织争端解决机制会议决定成立争端解决专家组，以对美国“301调查”对中国进口产品征收的关税作出裁决。中国代表团表示，“对价值数千亿美元的中国商品征收的单方面关税正在损害中国的经济和贸易利益以及以规则为基础的多边贸易体系”。
1月29日，中央财经委员会办公室主任刘鹤率领中方代表团抵达美国首都华盛顿进行中美第五轮经贸磋商。
1月29日，美国司法部宣布了对华为公司、有关子公司及其副董事长、首席财务官孟晚舟的指控，并表示即将向加拿大提出对孟晚舟的引渡请求。
1月31日，第五轮中美经贸磋商结束。会后中方声明指，“双方进行了坦诚、具体、建设性的讨论，取得重要阶段性进展”。“双方高度重视知识产权保护和技术转让问题，同意进一步加强合作。创造公平竞争的市场环境符合中国改革开放大方向，中方将积极回应美方关切。”“双方同意，将采取有效措施推动中美贸易平衡化发展。中方将有力度地扩大自美农产品、能源产品、工业制成品、服务产品进口，满足中国经济高质量发展和人民美好生活需要。”
会后美方声明指，双方“进行了紧张而富有成效的谈判”。“双方展现出愿就所有重大问题进行接触的有益愿望，并在谈判期间就如何化解我们的分歧进行了富有成效和技术性的讨论。美国尤其侧重于就结构性问题和减少逆差达成有意义的承诺。双方同意任何解决方案都将得以全面执行。”“双方还讨论了减少美国对中国的数额巨大且不断增长的贸易逆差的需要。中国从我们的农场主、牧场主、制造商和公司企业购买美国产品是谈判的关键部分。”“唐纳德·J·特朗普总统重申，在布宜诺斯艾利斯达成的90天进程是硬期限，而且除非2019年3月1日之前美中达成满意结果，否則美国将提高关税。”
2月1日，中粮集团发布消息，“近日，中粮集团又采购了上百万吨美国大豆。”
2月13日，中国农业农村部召开全国春季田管暨春耕备耕工作视频会议。会议要求，2019年春耕要深入推进种植结构调整，巩固玉米调整成果，适当调减低质低效区、地下水超采区水稻和小麦面积，扩大大豆和油料生产。
2月14日，美国贸易代表莱特希泽、财政部长姆努钦抵达北京，展开为期两日的第六轮中美经贸高级别磋商。
2月15日，美国政府发表声明称，“中國政府已承諾停止扭曲市場的補貼國內產業做法”。声明同时称，中方同意「結構性改革」對內部深化整頓，使國企的運作公正透明、打擊寡頭控制市場利益、以建立公平的法治市場等條件，並提及將會暫延到協定正式簽署。
同日，中方发布通稿称，“双方进一步落实两国元首阿根廷会晤达成的重要共识，围绕协议文本开展谈判，在技术转让、知识产权保护、非关税壁垒、服务业、农业以及汇率等方面的具体问题上取得实质性进展。”
2月21日至22日，中美双方在华盛顿举行第七轮经贸高级别磋商，双方就中美贸易协议有关文本进行了谈判。
3月2日，美国贸易代表办公室宣布，对2018年9月起加征关税的自华进口商品，不提高加征关税税率，继续保持10%，直至另行通知。中国国务院关税税则委员会其后发表声明对此表示欢迎。
3月22日，中国商务部发布公告，对原产于美国和日本的进口间苯二酚反倾销措施作出期终复审裁定，决定继续对相关美国企业征收30.1%的反倾销税。
3月28日至29日，中美双方在北京举行第八轮经贸高级别磋商，双方就中美贸易协议有关文本进行了谈判。
4月3日至5日，中美双方在华盛顿举行第九轮经贸高级别磋商。
4月30日至5月1日，中美双方在北京举行第十轮经贸高级别磋商。
5月3日，据路透社等媒体报道，华盛顿当日收到北京发来的做出重大修改的贸易协议草案。美方表示，在这份修改后的贸易协议草案七个章节中，中国删除了每一个章节中修法以解决美国主要关切的承诺，将原本达成协议的130页草案减为103页。根据《南华早报》报道，谈判将达成协议时，美国不断增加要求，如要求中国开放互联网，同时要求中国每年再增加1000亿美元的美国产品进口量，建立一个监测机制来监督中国，如果美方不满意中国的举措，美国可以对中国产品征收关税。一些中国法律也需要根据美方要求修改。中方认为美国要求危害中国主权，拒绝美方增加的要求，中共中央总书记习近平要求修改协议草案，并表示自己将对所有可能的后果负责。国务院新闻办公室发布的《关于中美经贸磋商的中方立场》亦提及美国要求在协议中写入涉及中国主权事务的要求，导致双方未能弥合分歧。

### 三轮加税

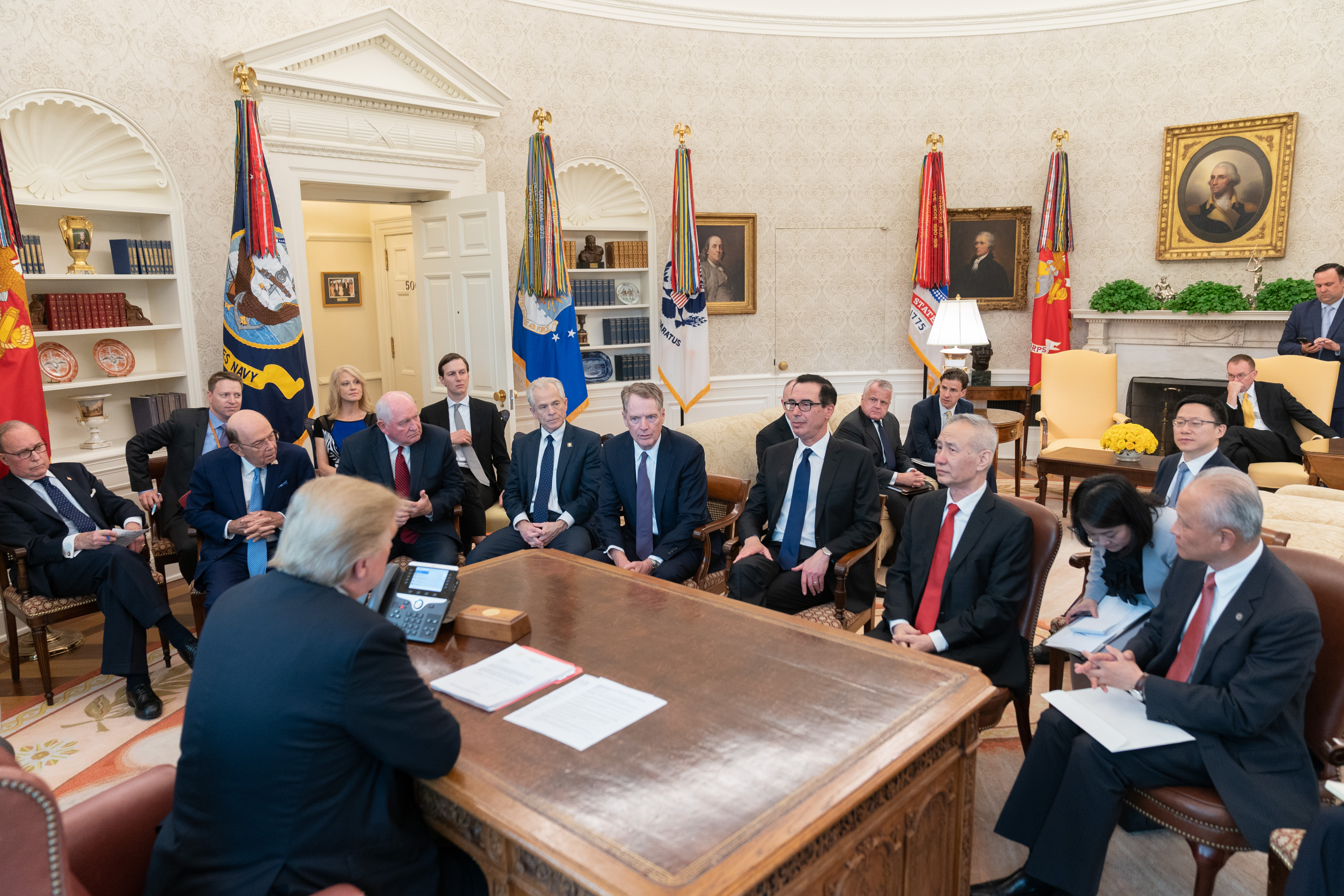
2019年4月4日，美国总统特朗普在白宫接见中美两国谈判代表团。

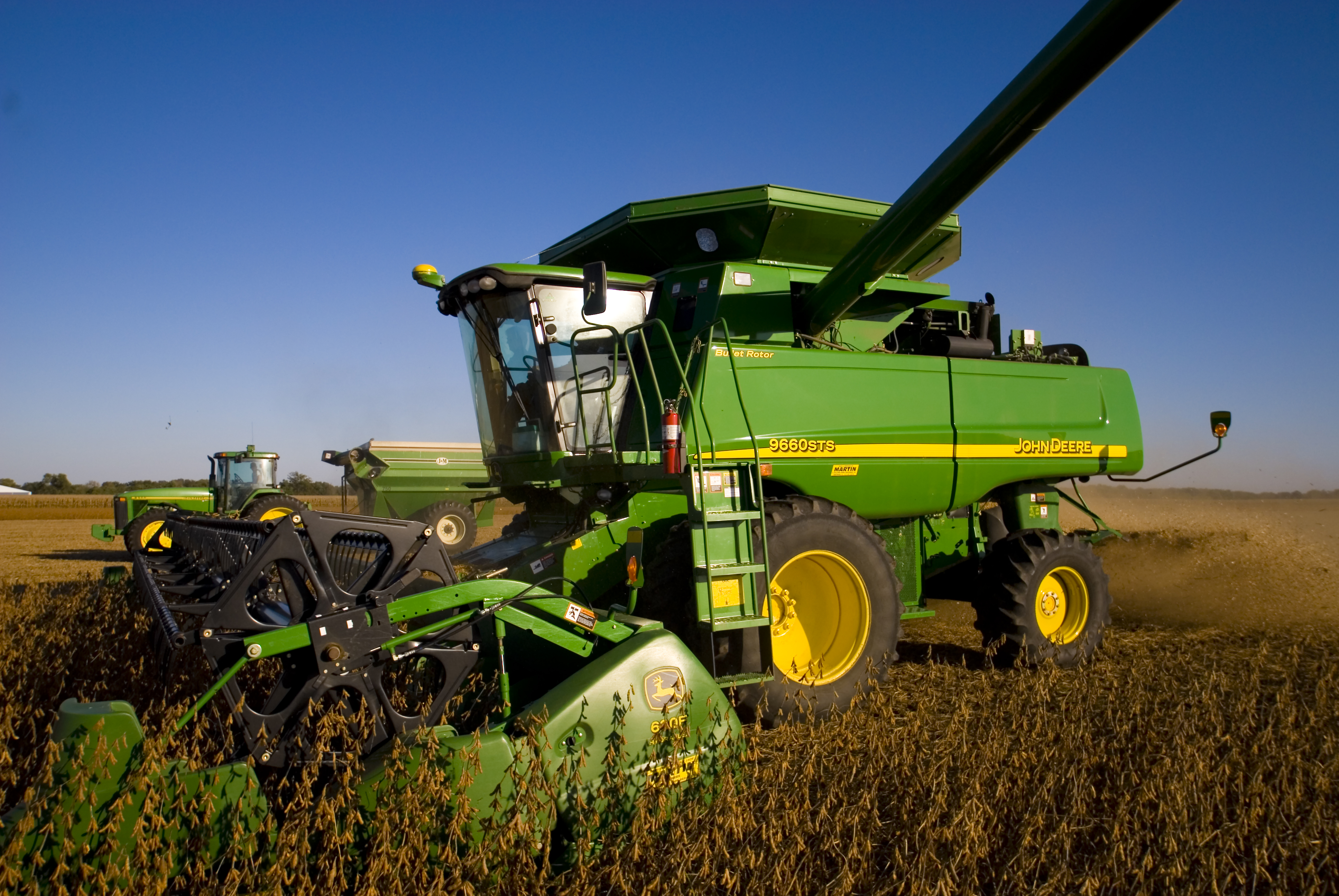
美国伊利诺伊州的一台联合收割机正在收割大豆。5月13日，美国芝加哥期货交易所7月交割的美国大豆期货价格收于每蒲式耳8.025美元，跌至10年来新低。

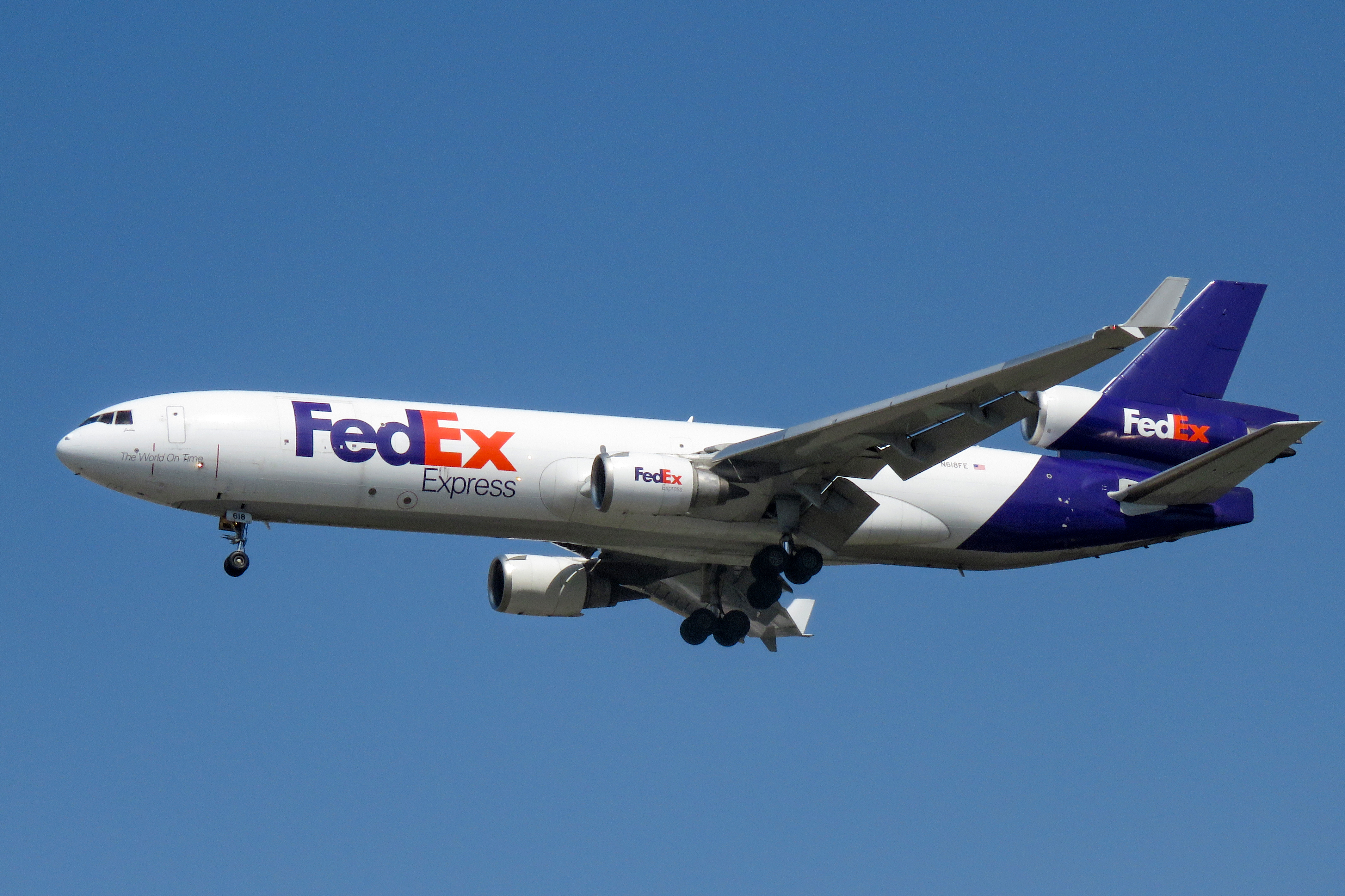
图为自北京首都国际机场起飞的联邦快递航空货机。华为公司5月24日指称，美国联邦快递将华为公司的邮包送往美国总部进行检查。

2019年5月6日凌晨，美国总统唐纳德·特朗普在其推特上宣布将2000亿美元的中国商品关税从10%上调到25%，并于5月11日生效。特朗普并指“与中国的贸易协议（谈判）在继续，但他们试图重新谈判，这太慢了”。
随后起初据彭博新闻社消息，中国国务院副总理、中央财经委员会办公室主任刘鹤原定率领中国代表团在华盛顿与美国进行的下一轮贸易谈判受到影响而推迟，但其后中国商务部官方网站发布消息，刘鹤仍将于5月9日至10日访美。
5月7日，中国外交部发言人表示，“美方威胁对中方的部分产品加征关税，类似的情况以前也多次出现过。中方的立场和态度一直非常明确，美方对此也非常清楚。”
5月8日，路透社引述美国政府消息人士的话报道指，“中国在美中仍在争取谈判达成的贸易协议中的七个方面从先前的承诺上全面后撤，危害美国的基本要求，引发特朗普总统宣布对2000亿中国进口商品上调关税。”美国政府消息人士指，“星期五晚间来自北京的外交电文，对近150页的美中贸易协议草案进行系统的更改，在草案协议的七个章节中，中国全面删除修改法律以解决美国对中国贸易做法核心抱怨的承诺，推翻双方10个月来谈判的成果。这七个方面包括盗取美国知识产权和商业秘密、强制性技术转让、竞争政策、金融服务准入，以及货币操纵等。”
5月8日，中国商务部发表声明指，“升级贸易摩擦不符合两国人民和世界人民的利益，中方对此深表遗憾，如果美方关税措施付诸实施，中方将不得不采取必要反制措施。”
5月9日至10日，中美双方在华盛顿举行第十一轮经贸高级别磋商。
5月9日，中国商务部发言人高峰表示，“各种渠道传出来的消息很多，美方也贴了不少标签，‘倒退’、‘背弃’等等，中方也‘被承诺’了很多”，指责美国歪曲中国立场，将中国没有作出的很多承诺说成中国作出了承诺。
5月9日，美国联邦通信委员会内部以0:5的投票结果，以具有国家安全风险为由，一致否决中国移动通信美国子公司（China Mobile USA）于2011年提交的电信服务申请 。
美东夏令时5月10日0时01分，美国海关和边境保护局宣布对中国输往美国的价值2000亿美元的5700多种产品征收25%的关税。5月10日最后期限前已经离开中国港口的中国货物仍按原10%标准征收，不会被征收新的关税。美国贸易代表办公室表示，6月1日起，将对抵达美国港口的中国进口商品正式加征关税。
美东夏令时5月13日，美国商务部工业与安全局宣布，因违反《美国出口管制条例》规定向伊朗政府及中国人民解放军提供技术、损害美国国家安全，对中国内地和香港的4个实体及2个个人实施制裁，将其列入管制实体名单。
5月13日，中国国务院关税税则委员会发布《国务院关税税则委员会关于对原产于美国的部分进口商品提高加征关税税率的公告》（税委会公告〔2019〕3号），指出：根据《中华人民共和国对外贸易法》《中华人民共和国进出口关税条例》等法律法规和国际法基本原则，国务院关税税则委员会决定，自2019年6月1日0时起，对原产于美国的价值600亿美元的部分进口商品提高加征关税税率。对2493个税目商品，实施加征25%的关税；对1078个税目商品，实施加征20%的关税；对974个税目商品，实施加征10%的关税。对595个税目商品，仍实施加征5%的关税。
5月13日，美国贸易代表办公室发布公告，公开了对约3000亿美元中国输美商品加征关税的清单，并对外征求意见，征询时间截至6月24日。该清单包括3805种产品，最高将征收25%的关税。拟征税产品不包括药物、特定医疗产品、稀土材料和关键矿物。
5月15日，美国财政部公开的2019年3月的国际资本流动（TIC）数据显示，中国今年3月持有1.121万亿美元，较上月减少104亿美元，而减持的金额也抹去了自2018年12月至2019年2月的涨幅。
5月16日，美国总统特朗普签署行政命令宣布进入国家紧急状态，允许美国禁止“外国对手”拥有或掌控的公司提供电信设备和服务。美国商务部宣布将华为及其70家公司列入出口管制实体名单之列，命令未经批准的美国公司不得销售产品和技术给华为公司。
5月16日，美国商务部宣布对从中国进口的石英台面产品进行的反倾销税和反补贴税调查的最终裁定结果。商务部决定对中国出口商征收265.84%到336.69%不等的反倾销税，并征收45.32%至190.99%不等的反补贴税。
5月16日，中国外交部宣布，经中国检察机关批准，康明凯因涉嫌为境外刺探国家秘密和情报犯罪，迈克尔因涉嫌为境外窃取、非法提供国家秘密犯罪，已经于近日被批准依法逮捕。
5月16日，美国农业部公布数据，在美国总统特朗普宣布对中国征税的同一周，中国买家取消了3247吨美国猪肉进口订单。
5月17日，华为海思半导体总裁何庭波发出内部邮件称，该司多年前已经对芯片做出极限生存假设，并为公司生存研制了国产化备用芯片。何庭波表示，华为方面今后将实施“科技自立”方案，将国产化备用芯片“全部转正”，以确保公司大部分产品的战略安全与连续供应。
5月19日，谷歌公司宣布已经停止与华为公司的商业往来。路透社表示，这会对华为在海外的智能手机业务产生影响，因为其无法获得谷歌Android（安卓）操作系统的更新；华为手机海外版也将无法使用Google Play、Gmail、YouTube以及Chrome等软件服务，非开源版本的安全更新也受到影响。消息人士透露，谷歌还在讨论可能受到美国政府禁令影响的具体服务内容。华为公司也表示，正在研究这份“实体名单”，特别是对于其海外市场可能造成的影响。华为消费者业务总裁余承东表示：“我们准备好了自己的操作系统。如果无法继续使用这些系统（Android），我们就准备开始B计划”，“华为的确拥有备用系统，但仅在必要情况下使用。说实话，我们并不想使用。”
5月20日，美国商务部宣布向华为颁发了一张为期90天的临时通用许可证，对中国华为公司的禁令做出“有限豁免”，旨在减轻对现有客户的影响。但华为仍被禁止购买美国零部件用以生产新产品。
5月22日，中国财政部与国家税务总局联合发布公告，对符合条件的集成电路设计企业和软件企业减免企业所得税。公告指，在2018年12月31日前自获利年度起计算优惠期，第一年至第二年免征企业所得税，第三年至第五年按照25%的法定税率减半征收企业所得税，并享受至期满为止。
5月23日，美国白宫与美国农业部先后宣布，计划向美国农民提供总计160亿美元的援助。其中有1亿美元由美国农业部海外农业局用于进行生产者海外市场开发；14亿美元将用于美国农业部农业营销局购买受中国报复性关税影响的美国商品，由美国农业部食品和营养局分发给食物銀行，学校和其他为低收入人群提供服务的商店；145亿美元将直接向生产者支付。
5月23日，美国国务院国际安全与不扩散局发布通知，由于违反美国不扩散制裁法案向伊朗、朝鲜和叙利亚输送美国管制清单上的物品、技术或服务，美国对13个中国实体和个人，以及伊朗、俄罗斯和叙利亚的9个实体实施制裁，有效期两年。
5月27日，中国商务部发布公告，对原产于美国和日本等国的进口苯酚作出反倾销调查初步裁定，决定对相关美国企业征收最高达129.6%的保证金。
5月29日，《人民日报》03版国际论坛版块发表署名为“五月荷”的社论《美方不要低估中方反制能力》，并运用了外交术语“勿谓言之不预”，表示中国方面会将稀土作为武器反制美国方面无端打压的意图，认为当前美国方面完全高估了自己操纵全球供应链的能力，并奉劝美国方面不要低估中国方面维护自身发展权益的能力。
5月30日，美国商务部宣布，对原产于中国的进口床垫作出反倾销调查初步裁定，决定对相关中国企业征收最高达1731.75%的保证金。
5月30日，中国商务部发布公告，对原产于美国和欧盟等国的进口四氯乙烯发起期终复审调查，决定继续对相关美国企业征收71.8%的反倾销税。
5月30日，美国国防部发言人表示，五角大楼将要求获得新的联邦资金，增强美国国内生产稀土矿的能力，减少对中国的依赖。相关报告已经呈交到白宫，并对国会做了简介。
5月31日，中国商务部发言人表示，根据相关法律法规，中国将建立不可靠实体清单制度，对不遵守市场规则、背离契约精神、出于非商业目的对中国企业实施封锁或断供、严重损害中国企业正当权益的外国企业、组织或个人，将列入不可靠实体清单。
6月1日，美国贸易代表办公室表示，美国贸易代表办公室将会在下周联邦公报上发布一份通知，推遲美国对华部分商品提高加征关税税率时间至6月15日。
6月1日，中国国务院关税税则委员会宣布，对原产于美国的价值600亿美元的部分进口商品提高加征关税税率的措施于2019年6月1日0时如期正式生效。
6月1日，中国政府宣布，由于美国联邦快递未经许可将华为公司由日本寄往中国的邮件转寄美国检查，违反中国快递业有关法规，中国国家邮政局等有关部门决定对联邦快递立案调查。
6月3日，美国政府向世界贸易组织争端小组提出暂停美国诉中国的知识产权纠纷诉讼。
6月3日，中国教育部对赴美留学发出2019年第一号留学预警。
6月4日，中国文化和旅游部在國務院新聞辦公室发布中国游客赴美旅游安全提醒。同日，中国外交部与中国驻美国大使馆联合发布领事保护预警，将美国的领事保护预警级别提升至“注意安全”，有效期至2019年12月31日。
6月5日，中国国家发改委召开稀土行业企业座谈会。会议要求坚决严厉打击稀土非法开采，强化稀土产品出口管控，严格落实稀土生产总量控制计划，严控新增稀土冶炼分离产能，保护珍贵资源。加强知识产权保护，严禁中国优势核心技术外流。
6月8日，据美国《纽约时报》报道，中国国家发改委与微软、戴尔、三星、SK海力士等美英韩科技公司召开会议，中国商务部和工信部的代表同时出席。《纽约时报》引述消息人士话说，中国政府代表在会上明确警告说，如果有公司想把生产线从中国撤走、超越了标准的安全分散的目的，或者参与执行美国政府对华禁令，就可能被列入不可靠实体清单，并遭到处罚。
6月10日，中国国家发改委下发特急通知《关于开展稀土等战略性矿产资源情况调研的通知》，宣布自6月10日起，由中国国家发改委、工业和信息化部、自然资源部相关司局负责人分别带队，赴各稀土主产区开展调研，以打击非法稀土生产。
6月12日，路透社报道称，中国华为公司已要求美国最大电信运营商威瑞森通信支付230多项专利的费用，总计金额超过10亿美元，相当于威瑞森2018年四季度净利润的一半。
6月14日，中国商务部发布公告，决定对原产于美国和欧盟的进口相关高温承压用合金钢无缝钢管反倾销措施作出期终复审裁定，将对相关美国企业征收的反倾销税率由14.1%升至147.8%。
6月19日，路透社引述美国大使馆消息指，美国国土安全部已对将中国产品经由柬埔寨西哈努克市经济特区出口商品以企图规避美国对华进口关税的企业处以罚款。
6月19日，中国商务部发布公告，对原产于美国的进口干玉米酒糟的反倾销措施作出期终复审裁定，决定继续对相关美国企业征收最高达53.7%的反倾销税和12.0%的反补贴税。
6月21日，美国商务部工业与安全局宣布，由于参与中国军事科学研究，美国已将涉及生产中国神威·太湖之光、曙光星云两台超级计算机的中科曙光、无锡江南计算技术研究所、海光公司、成都海光集成电路、成都海光微电子技术等五家中国企业列入国家安全出口管制清单。
6月21日，中国华为公司在美国哥伦比亚特区联邦地区法院对美国商务部提出起诉，理由是美商务部于2017年7月将一套包括服务器和以太网交换机在内的电信设备发往位于加利福尼亚的测试实验室的途中将其扣押在阿拉斯加。

### 恢复谈判

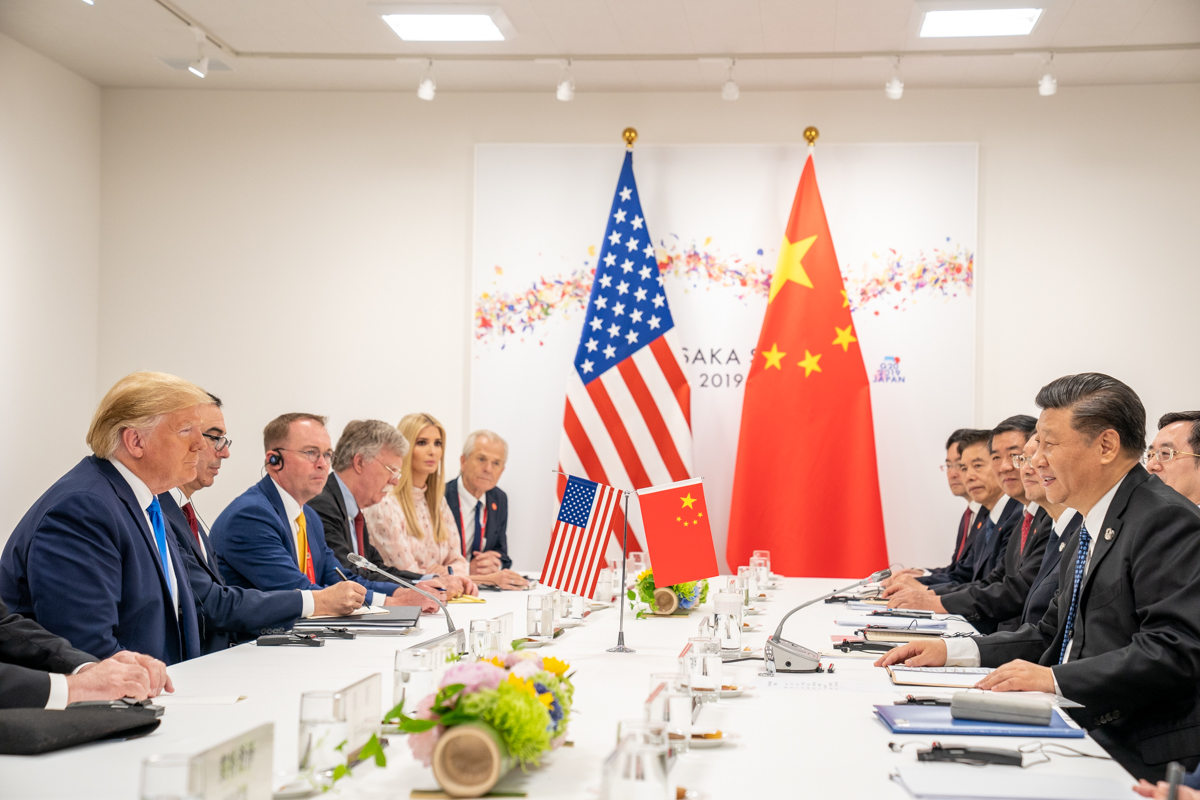
6月29日，中美两国领导人习近平与特朗普在二十國集團大阪峰會举行双边会谈。

6月29日，中共中央总书记兼中国国家主席习近平与美国总统特朗普在2019年二十國集團大阪峰會举行双边会谈。双方同意重启经贸磋商，美方不再对中国产品加征新的关税。
特朗普表示，“我们将从我们之前停下来的地方继续与中国工作”，两国经贸谈判将重回轨道，中国将恢复从美国进口农产品和其他货物，美国欢迎中国学生赴美留学。特朗普同时指，美国公司向华为出售大量产品用于华为的产品中，“涉及到很多钱”，他支持美国公司向其他国家销售产品。特朗普还表示，美国公司对销售禁令很不高兴，因此美国政府现在允许它们继续向华为出售产品。
习近平表示，“中美合则两利，斗则俱伤，合作比摩擦好，对话比对抗好”，中方希望美方公平对待中国企业和中国留学生，保证两国企业经贸投资正常合作和两国人民正常交流。会后中方通稿指，“中美双方在平等和相互尊重的基础上重启经贸磋商。美方表示不再对中国出口产品加征新的关税。两国经贸团队将就具体问题进行讨论。”
7月10日，据路透社消息，美国政府表示将免除对医疗设备、关键电容器等110种中国产品加征的高额关税。中國則购买51072吨美国高粱作為回應，這是自同年4月以来中國最大一笔美國商品採購。同時亦有數百萬噸美國大豆運往中國銷售。
7月30-31日，美国财政部长姆努钦、美国贸易代表莱特希泽与中国国务院副总理、中央财经委员会办公室主任刘鹤在上海举行第十二轮中美贸易高级别磋商。会后通稿指，中美双方工作团队将在8月繼續進行经贸高级别磋商，从而为9月第十三轮中美贸易高级别磋商作准备。

### 四轮加税
8月1日，美国总统特朗普通过推特表示，“贸易谈判仍在继续，在谈判的同时，美国将从9月1日开始，对剩下的3000亿美元中国进口到美国的商品加征10%的小笔额外关税。这不包括已经被加征25%关税的2500亿美元中国进口商品”。特朗普同时指责中国没有兑现购买更多美国农产品和禁止向美國出口芬太尼的承诺。
8月5日，美元兑离岸人民币、在岸人民币汇率自2008年以来首次跌破7关口，离岸汇率最高报7.0392，在岸汇率最高报7.0291。
8月5日，美国财政部长姆努钦在一份声明中表示，美国政府已将中國列為匯率操縱國。根據美國法律，一旦任何國家被視為匯率操縱國，美國政府將必須在1年之內同该国進行磋商，并将指示国际货币基金组织（IMF）中的美国理事提请IMF对该国采取措施。如磋商無果，美國政府可以采取對该国进口商品加征关税等措施。
8月5日，中国财政部、商务部宣布，国务院关税税则委员会对8月3日后新成交的美国农产品采购暂不排除进口加征关税，中国相关企业已暂停采购美国农产品。
8月6日，中国人民银行发表声明，否认美国对中国“汇率操纵”的指控，认为汇率“破7”是市场对贸易战升级的正常反应。
8月7日，白宫宣布禁止美國政府部门购买华为的设备和服务。
8月10日，國際貨幣基金組織发布中国年度第四条款磋商报告，重申2018年中国经常账户顺差下降，人民币汇率水平与经济基本面基本相符。
8月13日，中国国务院副总理、中央财经委员会办公室主任刘鹤与美国贸易代表莱特希泽、财政部长姆努钦通话。中方表示，就美方拟于9月1日对中国输美商品加征关税问题进行了严正交涉。双方约定在未来两周内再次通话。
同日，美国贸易代表办公室宣布，对原计划3000億美元中国进口产品加征关税措施中的60%产品（1800亿美元）將推遲至12月15日實施，对剩余1200亿美元中国进口商品按原計劃於9月1日开始加征10%关税。
美东时间8月14日，美国商务部工业与安全局发布公告，将中广核集团及其关联公司共4家实体列入实体清单。
8月15日，中国国务院关税税则委员会有关负责人就此前美国贸易代表办公室宣布将对约3000亿美元自华进口商品加征10%关税表示，“美方此举严重违背中美两国元首阿根廷会晤共识和大阪会晤共识，背离了磋商解决分歧的正确轨道。中方将不得不采取必要的反制措施。”
8月17日，美国贸易代表办公室宣布，免除将对部分家具、婴儿用品、互联网调制解调器和路由器、部分化工原料、宗教书籍等44种中国商品加征的10%关税，涉及中国商品价值约78亿美元。
8月19日，美国商务部表示，美国将延长华为从美国公司购买产品的许可90天，以便为现有客户提供服务。同时，美国商务部决定将另外46家华为的子公司列入实体清单中。
8月23日，中国国务院关税税则委员会发布公告，决定对原产于美国的5078个税目、约750亿美元进口商品加征关税。自2019年9月1日12时01分起，对916个税目美国商品加征10%的关税，对801个税目美国商品加征5%的关税；自2019年12月15日12时01分起，对912个税目美国商品加征10%的关税，对2449个税目商品加征5%的关税。同日，国务院关税税则委员会发布公告，决定恢复对原产于美国的汽车及零部件加征关税。对144个税目商品恢复加征25%关税；对67个税目商品恢复加征5%关税。
8月23日，美国总统特朗普通过推特表示，美国将在10月1日将2500亿美元中国商品的现有加征关税从25%提高至30%；定于9月1日生效的另外3000亿美元中国商品的关税将从原计划的10%升至15%。特朗普同时「就地命令」所有在華美國公司「立即退出中國並開始尋找替代方案」，並要求所有在美國郵遞公司對寄往美國的可疑包裹進行芬太尼搜查。
8月29日，美国总统特朗普在接受福克斯电视台采访时表示當天中美安排了一个不同层级的会谈，但他没有详细说明两国哪些官员参与对话。
9月2日，在美国对华3000亿美元输美产品中第一批加征15%关税措施正式实施後，中國商務部就此向世贸组织提起诉讼。
9月3日，中国商务部发布公告，对原产于美国、欧盟、日本等国的进口苯酚的反倾销调查作出最终裁定，决定对相关美国企业征收最高达287.2%的反倾销税。
9月4日，美國商務部作出初步裁定，决定對來自中國和墨西哥价值逾10億美元的輸美結構鋼分別徵收最高141%和31%的反倾销税。
9月6日，中国人民银行宣布，于2019年9月16日全面下调金融机构存款准备金率0.5个百分点（不含财务公司、金融租赁公司和汽车金融公司），对仅在省级行政区域内经营的城市商业银行定向下调存款准备金率1个百分点，于10月15日和11月15日分两次实施到位，每次下调0.5个百分点。同日，美国总统特朗普在推特上批评美联储和美联储主席鲍威尔不作为。

### 局势缓和

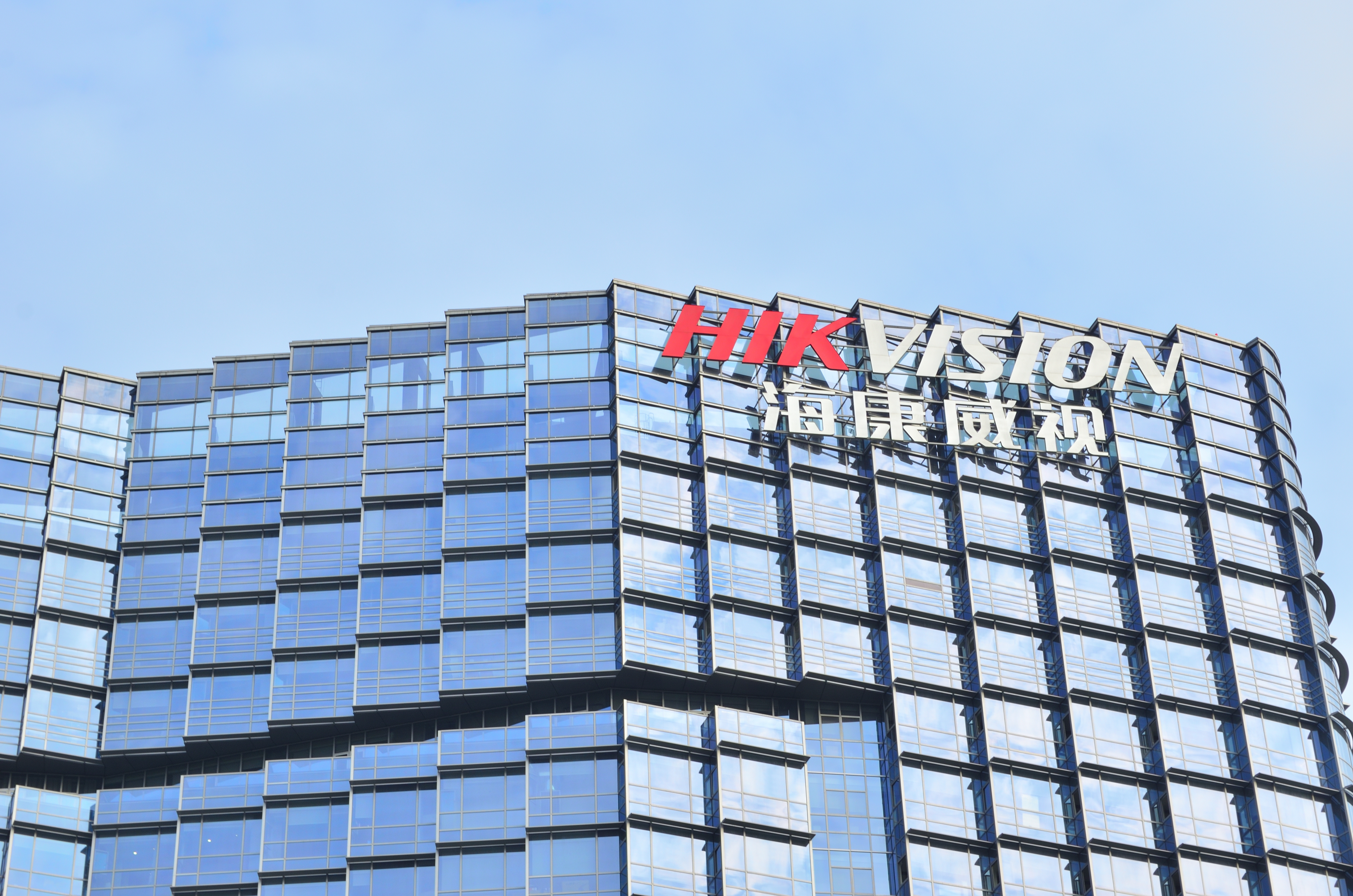
位于杭州的海康威视总部大楼。

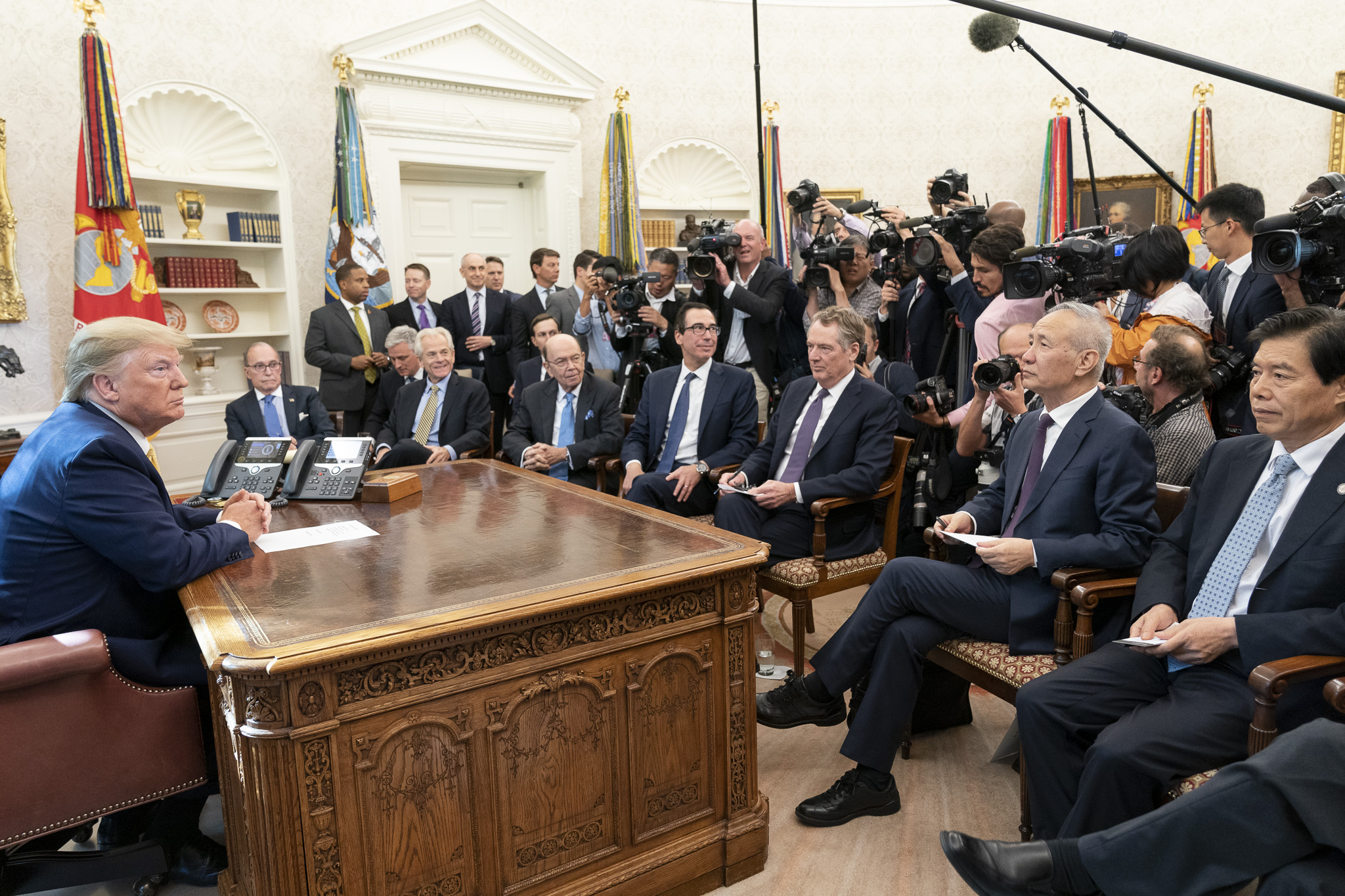
2019年10月11日，美国总统特朗普在白宫接见中美两国谈判代表团。

9月5日，中国国务院副总理刘鹤与美国贸易代表莱特希泽、财政部长姆努钦通话时敲定，10月初在华盛顿举行第十三轮中美经贸高级别磋商。
9月11日，国务院关税税则委员会公布《国务院关税税则委员会关于试行开展对美加征关税商品排除工作的公告》（税委会公告〔2019〕6号），决定发布第一批对美加征关税商品第一次排除清单，对虾、润滑油、饲料用乳清等16个税目商品排除加征关税，豁免期限为2019年9月17日至2020年9月16日。
9月11日，美国总统特朗普在推特表示，应中国国务院副总理刘鹤的请求，并基于10月1号为中华人民共和国70周年国庆的事实，作为善意姿态，把对价值2500亿美元中国输美商品的关税提高（25%至30%）日期从原定的10月1日推迟到10月15日。
9月13日，国家发展改革委、商务部发布声明，基于美方的善意姿态，中方支持相关企业从即日起按照市场化原则和WTO规则，自美采购一定数量大豆、猪肉等农产品，国务院关税税则委员会将对上述采购予以加征关税排除。
9月17日，新华社消息称，应美方邀请，中央财办副主任、财政部副部长廖岷拟于本周三（18号）率团访美，与美方就中美经贸问题进行磋商，为10月份在华盛顿举行的第十三轮中美经贸高级别磋商做准备。。
9月17日，美国贸易代表办公室宣布对原产于中国对各类仪器设备零部件、有机合成材料、日用品、化学制品、纺织品、机电设备、化工制品、钢铁制品等等约437项商品免除加征关税。
9月20日，美国总统特朗普在白宫与到访的澳大利亚总理莫里森举行的记者会上回答记者提问时表示：他不愿意和北京签一份不完全的协议，一改上周有关可以考虑接受“临时协议”的说法。他说：“我们寻求达成一个全面协议。我们不寻求不全面的协议”。当天，蒙大拿州农业局与内布拉斯加州农业部表示，中国农业代表团取消了原定访问蒙大拿州、内布拉斯加州农业区的计划，提前返回中国。
9月21日，美国贸易代表办公室发表声明，批准美国苹果公司Mac Pro电脑中国制造零件的10项新关税豁免申请，豁免涉及外部组件、Magic Mouse鼠标、Magic Trackpad触控板，以及MacPro的一些关键内部组件。
9月23日，中国进口商购买10船美国大豆，重量总计约60万吨。
9月25日，美国财政部发布公告，以违反美国对伊朗制裁令为由，将包括中远海运（大连）有限公司、大连中远海运油运船员船舶管理有限公司、中和石油有限公司、昆仑航运有限公司、昆仑控股有限公司和飞马88有限公司在内的5名中国公民和6家中国实体列入实体清单。
10月16日，美国国务院要求中国驻美外交人员在与地方官员会见之前，必须提前通知美国务院。
10月3日，美国商务部发布公告，决定对原产于中国、价值约44亿美元的进口木制橱柜和卫生间家具征收反倾销税。
10月8日，美国商务部决定，以新疆穆斯林人权问题为由，将海康威视、大华科技、科大讯飞、旷视科技、商汤科技、美亚柏科、溢鑫科技和依图科技以及新疆维吾尔自治区公安厅列入美国实体清单。
10月10日至11日，中国国务院副总理刘鹤率团访问华盛顿，同美国贸易代表罗伯特·莱特希泽、财政部长斯蒂芬·梅努欽举行第十三轮中美经贸高级别磋商。
会后中方通稿指，双方就共同关心的经贸问题进行了坦诚、高效、建设性的讨论，在农业、知识产权保护、汇率、金融服务、扩大贸易合作、技术转让、争端解决等领域取得实质性进展，讨论了后续磋商安排。双方同意共同朝最终达成协议的方向努力。
会后美国总统特朗普指，美国与中国达成“实质性第一阶段协议”，目前的协议将解决知识产权、金融服务方面的问题。中国还将购买价值约400亿至500亿美元的农产品。他下月将在亚太经合组织峰会期间与中国领导人习近平签署第一部分的协议。
10月11日，美国财政部长姆努钦宣布，白宫暂停对价值2500亿中国商品的关税从25%提高到30%，这批关税原定于10月15日生效。
10月30日，美國對中國3000億美元加徵關稅清單產品啟動排除程序，美國利害關係方可向美國貿易代表署提出排除申請，申请期截至2020年1月31日。
11月1日，世界贸易组织发布声明称，由于美国政府未能遵守针对中国商品的反倾销规则，中国可以对价值36亿美元的美国商品加征关税。 
11月1日，中国国务院副总理刘鹤与美国贸易代表莱特希泽、财政部长姆努钦通话。会后中方通稿指，双方就妥善解决各自核心关切进行了认真、建设性的讨论，并取得原则共识，双方讨论了下一步磋商安排。会后白宫经济顾问库德洛表示，美国两国贸易谈判进展顺利，第一阶段协议虽然还没有最后完成，但农业、金融服务和货币领域的谈判已经接近完成，两国仍计划本月签署第一阶段贸易协议。
11月5日，美国《联邦纪事》公布了中国鲶鱼输美的最终规则，确认中国鲶鱼监管体系与美国等效。正式允许中国向美国出口鲶鱼，使中国成为第3个获批向美国出口鲶鱼的国家。
11月6日，美国商务部对原产于中国的码钉产品作出反补贴初裁，决定对相关中国企业征收最高达156.99%的反倾销税，受影响中国商品出口额为8875万美元。
11月7日，美国商务部就对华瓷砖反倾销调查作出初裁，决定对相关中国企业征收最高达356.02%的反倾销税，受影响中国商品出口额为4.83亿美元。同日，美国商务部就对原产于中国的非公路用轮胎进行第十次反倾销复审终裁，决定取消征收相关中国企业的反倾销税。 
11月8日，美国《联邦纪事》公布了中国自产原料禽肉输美的最终规则，确认中国自产原料禽肉监管体系与美国等效。正式允许中国向美国出口自产原料熟制禽肉。
11月8日，中国工信部、自然资源部公布《工业和信息化部、自然资源部关于下达2019年度稀土开采、冶炼分离总量控制指标及钨矿开采总量控制指标的通知》，宣布稀土、钨是国家严格实行生产总量控制管理的产品，任何单位和个人不得无计划和超计划生产。决定2019年度全国稀土开采、冶炼分离总量控制指标分别为132000吨、127000吨。
11月14日，中国海关总署、农业农村部允许符合中国法律法规要求的美国禽肉进口。
11月15日，美国农业部表示，将于下周开始向美国农民发放2019年第二轮贸易援助款项。作为同年5月宣布的160亿美元援助计划的第二部分，旨在补偿贸易战中美国农民的损失。
11月16日上午，中国国务院副总理刘鹤与美国贸易代表莱特希泽、财政部长姆努钦通话。会后中方通稿指，双方围绕第一阶段协议的各自核心关切进行了建设性的讨论，并将继续保持密切交流。白宫经济顾问库德洛表示，美国和中国正在接近达成一项贸易协定，双方的谈判非常富于建设性。
11月18日，美国商务部宣布了针对华为的90天许可延期，允许美国企业继续与华为进行业务往来。
11月22日，美国联邦通信委员会投票决定，禁止美国电信运营商使用政府项目资金购买中国华为和中兴公司的设备。
11月25日，美国商务部对中国产某些胶合板规避关税作出终裁，要求美国海关和边境保护局继续对某些中国进口胶合板征收反倾销税和反补贴税押金。
12月5日，中国外交部决定，中方将从即日起针对美国国务院10月实施的对华外交人员在美限制措施实施对等反制，要求美驻华使领馆人员正式会见中方地方政府代表、正式访问中国教育或研究机构时，须提前5个工作日书面通知中国外交部。
12月6日，国务院关税税则委员会宣布根据相关企业的申请，对中国企业批量采购的部分大豆、猪肉等商品采取加征关税排除工作。
12月12日，美国总统特朗普在推特上宣布，“同中国的大协议近在咫尺。他们想要，我们也想！”（Getting VERY close to a BIG DEAL with China. They want it, and so do we!）美国股市、离岸人民币汇率应声上涨，中国股市也在翌日高开。

### 一阶段协议

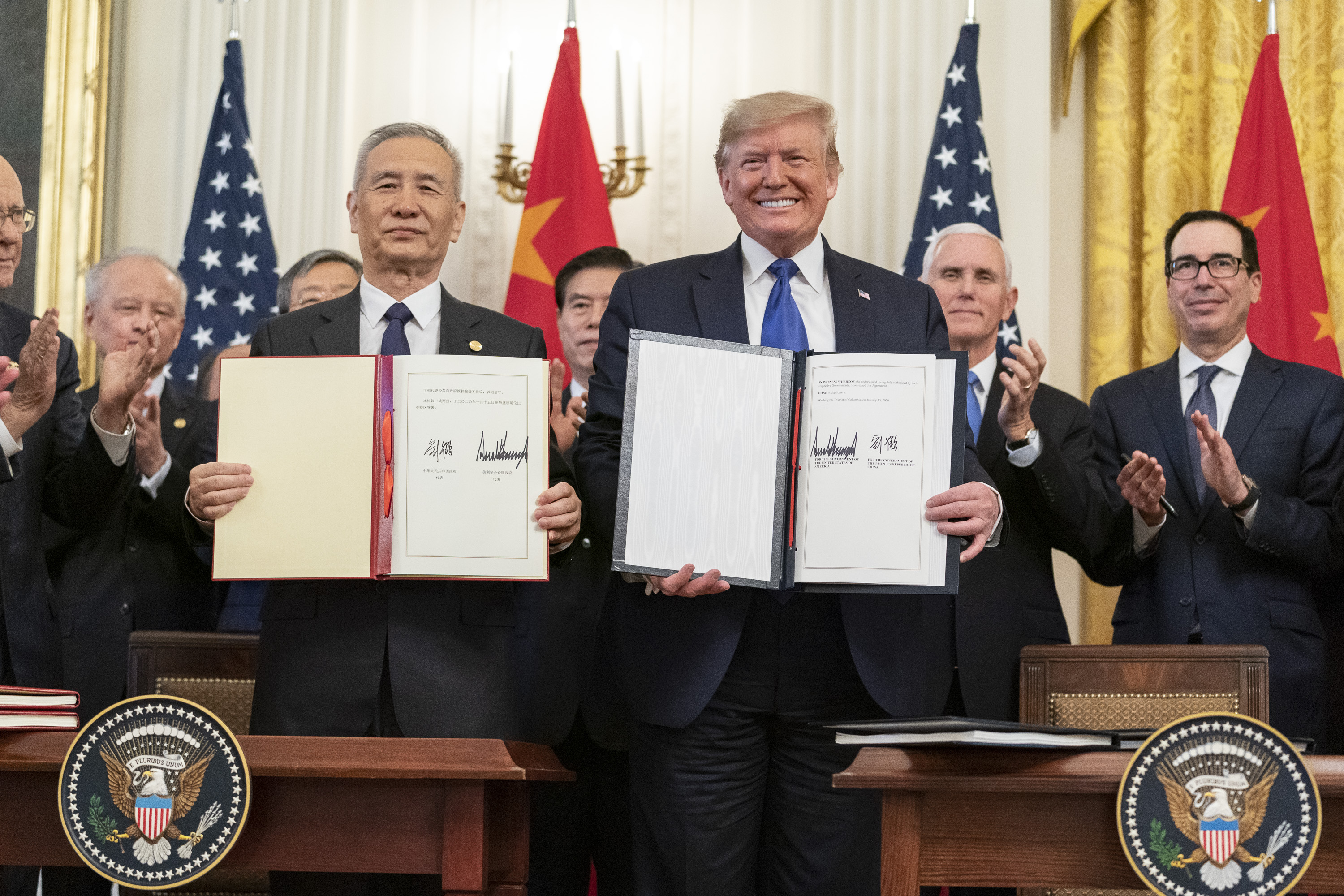
2020年1月15日，美國總統唐納德·特朗普與中國國務院副總理劉鶴在白宮展示《中美经贸协议》文本。

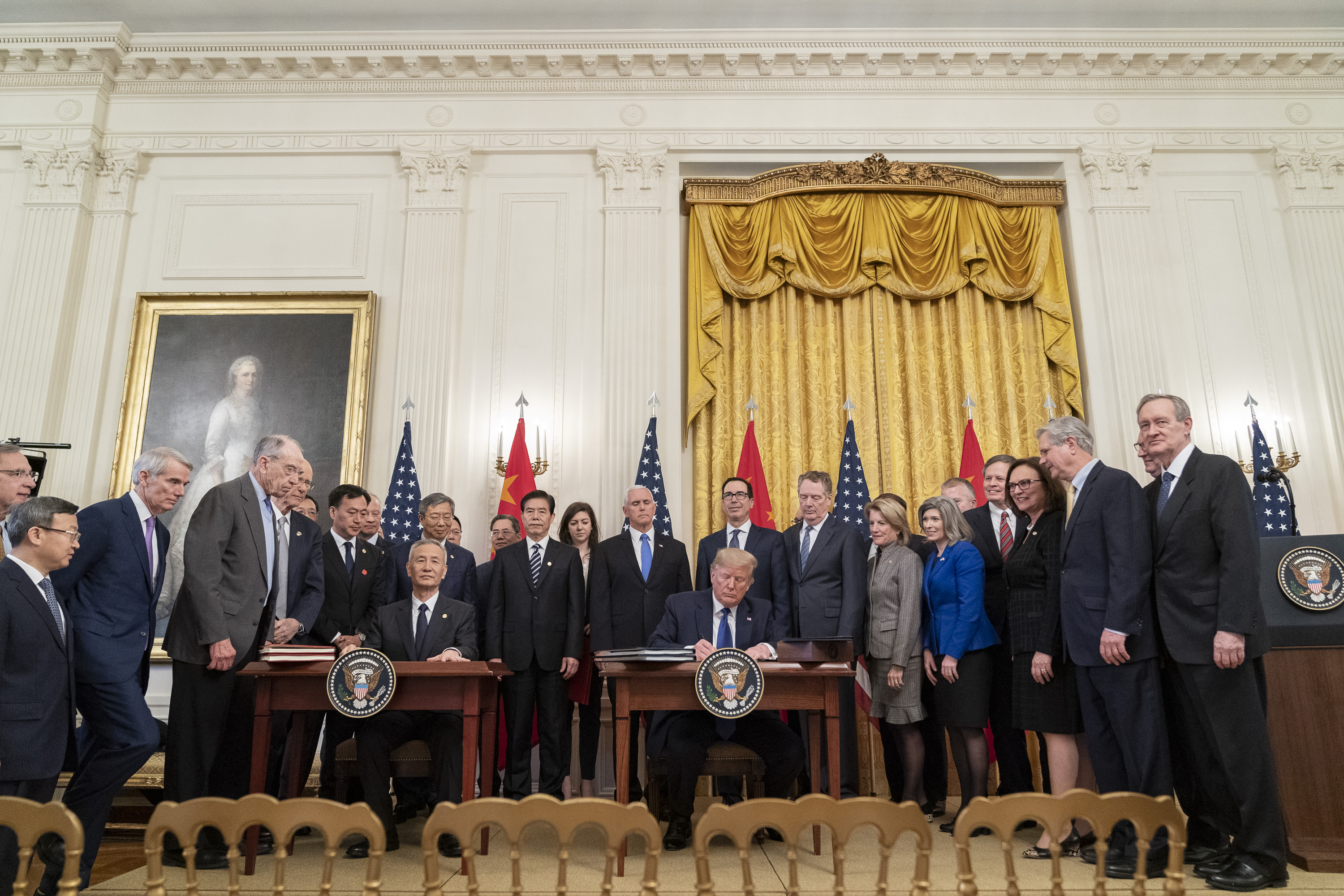
中国国务院副总理刘鹤（左）与美国总统特朗普（右）签署《中美经贸协议》。

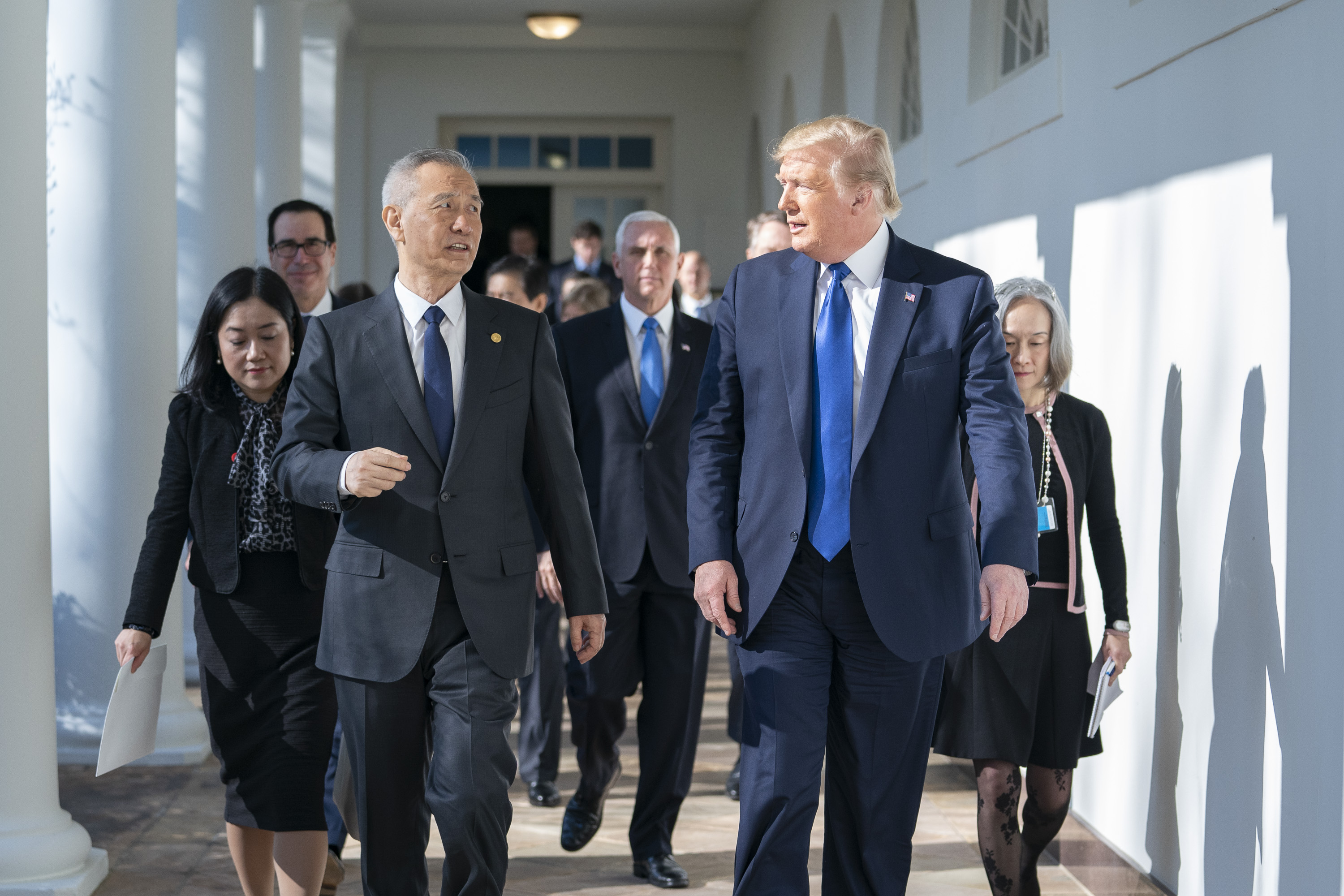
美国总统特朗普与中国国务院副总理刘鹤步行交谈。

12月13日，中美两国就第一阶段经贸协议文本达成一致。15日，国务院关税税则委员会宣佈对原计划于當天12时01分起加征关税的原产于美国的部分进口商品，暂不征收10%、5%关税，对原产于美国的汽车及零部件继续暂停加征关税。
12月19日，国务院关税税则委员会公布第一批对美加征关税商品第二次排除清单，自2019年12月26日至2020年12月25日，对清单中的若干商品类别不再加征为反制美301措施所加征的关税，已加征关税不予退还。第一批对美加征关税的其余商品，暂不予排除。
2020年1月13日至15日，中共中央政治局委员、国务院副总理、中美全面经济对话中方牵头人刘鹤率团访问华盛顿。特朗普在推特上发文称，第一阶段协议将于2020年1月15日在白宫签署。。
1月13日，美国财政部公布半年度汇率政策报告，取消对中国“汇率操纵国”的认定。
1月15日中午，美国总统特朗普与中国国务院副总理刘鹤在华盛顿白宫的东厅签署了《中华人民共和国政府和美利坚合众国政府经济贸易协议》。协议内容包括：
- 美国同意在30日内，将针对1200亿美元的中国商品新征关税降低一半至7.5%。但美国较早前对价值2500亿美元的商品征收的25%关税则维持不变。中国对1100亿美元美国商品的关税也依舊不變。
- 双方企业可以自由进入对方市场，并且进行公开、自由的运营；技术转让和技术许可按照市场原则自愿进行，政府不支持、指导自然人或者企业开展扭曲竞争的，以获取技术为目的的对外投资。双方收购、设立合资企业时，不得强制对方转让技术；不能通过行政管理、行政许可等要求，强制对方转让技术；双方不得将转让技术或者使用对方技术作为市场准入的条件；双方保持行政管理、行政许可透明，在行政监管审查过程中对企业敏感技术信息保密；双方保证对对方企业的执法透明、公平等。
- 双方都要尊重对方货币政策自主权。双方承諾不以价格竞争目的贬值本币。
- 中国将扩大自美农产品、能源产品、工业制成品、服务产品进口，未来两年的进口规模，要在2017年基数上增加不少于2000亿美元。中方将按照加入世贸组织承诺，完善小麦、玉米、大米关税配额管理办法。中国将增加对美国乳品、牛肉、大豆、水产品、水果、饲料、宠物食品等农产品进口，今后两年平均进口规模为400亿美元。美国将允许中国产香梨、柑橘、鲜枣等农产品出口美国，美国确保采取适当举措以便有足够的美国商品和服务供中国采购和进口。
- 根据协议，中美双方将在银行、证券、保险、电子支付等领域提供公平、有效、非歧视的市场准入待遇。
- 中美将建立各层级的双边交流机制，用来解决关于协议执行的纠纷。如果纠纷在限期内仍无法解决，将会引致关税及其他惩罚。若协议一方违约，协议另一方有权采取反制措施。

2020年2月10日，美国贸易代表办公室宣布，不再认定包括中国、印度、南非与巴西在内的共二十五个国家为“发展中国家”。
2月28日起，中國将对65种美国进口产品进行额外关税的豁免。
自3月2日起，国务院关税税则委员会接受相关中国境内企业申请，对符合條件的自美采购的进口商品，在一定期限内不再加征中國对美301措施的反制关税。
9月14日，国务院关税税则委员会對第一批对美加征关税商品第一次排除清单延期至2021年9月16日，在此期間继续不加征清單內美國商品关税。
9月15日，世界贸易组织裁决美国向中国课征总值2500亿美元高额关税违反世贸规则，与世贸组织多项条款不兼容。美方则批驳世贸组织举措无力，不能制止中方的不正当商业行为。

## 拜登时期
2020年12月，美國總統當選人拜登宣布會繼續保持對華關稅，將與盟友共同制衡中國。
2021年2月26日，中國国务院关税税则委员会公布第三次美國商品关税排除延期清单，宣佈自2021年2月28日至2021年9月16日，對美國的65项商品继续不加征关税。
2021年3月，美國貿易代表處新任代表戴琪表示短時間內不會取消向中國貨品徵收關稅的措施，但對與中國進行貿易談判持開放態度。5月5日，戴琪表示，將在近期以「第一階段美中貿易協議」基礎上，與中國貿易談判團隊舉行首次會談。5月27日，中國國務院副總理劉鶴和戴琪通話，這是拜登就任後，中美雙方貿易代表首度通話。
2022年1月26日，世贸组织仲裁庭裁决中方在货物贸易领域每年可对美方实施6.45亿美元贸易报复。
2022年2月，中美在2020年初签订的第一阶段贸易协议到期。美国官员称，中国未能履行协议中的承诺，即在2020年和2021年额外购买2000亿美元美国商品和服务。美国统计局表示，2021年美国对华商品贸易逆差扩大450亿美元，上涨14.5%，創下2018年以来最大逆差。
2022年3月23日，美國商務部决定重新豁免352类中国进口商品关税，生效期可追溯至2021年10月12日，并延续至2022年12月31日。
2022年5月3日，美国贸易代表办公室启动此前对加征中國關稅的相關行動的法定复审程序。中国输美商品加征关税的两项行动分别于2022年7月6日和8月23日结束。
2022年9月，拜登政府决定延长对华加征关税。
2023年9月6日，美国贸易代表办公室宣布，把原定于9月30日到期的对352种中国进口商品及77种COVID-19相关类别产品“301”关税豁免期限进一步延长到年底。
2023年9月13日，国务院关税税则委员会公布对美加征关税商品第十二次排除延期清单，排除期限自2023年9月16日延长至2024年4月30日。在此期間继续不加征中國为反制美301措施所加征的关税。
2024年5月14日，拜登政府宣布对价值180亿美元的中国进口商品征收新关税税率，具體為对进口的中国电动汽车关税从25%提高到100%，对中国太阳能电池进口税从25%提高到50%，对部分中国进口钢铁和铝征收的关税从7.5%提高到25%。

## 特朗普第二任期
2025年2月1日，美国总统特朗普签署行政命令，对所有进口自中国的商品，美国将在现有关税基础上加征10%的关税；2月4日该行政命令正式生效。作为回应，中方宣布一系列反制措施，包括对煤炭、液化天然气、原油、农业机械、大排量汽车、皮卡等美国进口商品加征10-15%关税、对钨、碲、铋、钼、铟相关物项实施出口管制、对谷歌公司展开反垄断调查、以及将PVH集团和因美纳公司列入不可靠实体清单。
2025年3月3日，特朗普签署行政命令，将进入美国的中国商品关税从此前的10%提高至20%。同日，中华人民共和国商务部、国务院关税税则委员会对美国执行多项反制措施，其中商务部将莱多斯（Leidos）等15家美国实体列入出口管制管控名单，将特科姆公司（TCOM,Limited Partnership）等10家美国企业列入不可靠实体清单，对早前列入不可靠实体清单的因美纳公司采取禁止其向中国出口基因测序仪的措施；国务院宣布自3月10日起对美国进口鸡肉、小麦、玉米、棉花加征15%关税，高粱、大豆、猪肉、牛肉、水产品、水果、蔬菜、乳制品加征10%关税。
2025年4月2日，特朗普宣布对美国100多个贸易伙伴征收关税，其中对中国商品额外加征34%关税。特朗普还在当天签署行政令，决定自5月2日起取消中国大陆与香港的小额包裹免税措施。
4月4日，中国公布多项反制措施：对原产于美国的所有进口商品，在现行适用关税税率基础上加征34%关税；暂停一家美国企业高粱输华资质，三家美国企业禽肉骨粉输华资质，并暂停两家美国企业禽肉产品输华；将斯凯迪欧无人机公司等11家美国实体，列入不可靠实体清单；将高点航空技术公司（High Point Aerotechnologies LLC）等16家美国实体，列入出口管制管控名单；对原产于美国、印度的进口相关医用CT球管发起反倾销立案调查；对钐、钆、铽、镝、镥、钪、钇等七类中重稀土相关物项实施出口管制措施。在世贸组织争端解决机制发起起诉。同日，市场监管总局宣布对杜邦中国公司进行反垄断调查。
4月7日，特朗普要求中国在4月9日前取消反制措施，否则会再加征50%关税。由于中国未取消反制措施，美国4月9日对中国再征收50%的额外关税，令特朗普在第二任期中对中国所有商品加征的新关税税率就此达到104%。作为回应，中国也宣布自2025年4月10日12时01分起，对原产于美国的进口商品加征84%关税措施
；中国商务部将护盾人工智能公司等6家美国企业列入不可靠实体清单。
4月9日，特朗普在社交媒体宣布，由于中国的反制措施，将中国商品的关税税率加至125%。同時他下令，由於各國展現出談判誠意，且並未採取報復性加稅政策，因此對除了中國以外的75個國家給予90日的關稅暫緩期。並且在此期間，美國政府同意統一降低各國的對等關稅稅額至10％。
4月10日，白宮指出，由於川普先前曾下令就中國違法走私鴉片類藥物芬太尼進入美國的爭議向中方課徵20％關稅，故美國政府對中國徵收的關稅累計總額已達145％。
4月11日，中华人民共和国财政部、国务院关税税则委员会宣布将加征关税税率由84%提高至125%，并不再理会美方的关税数字游戏。
4月15日，白宮公布了一份有關工業礦產與相關產品進口措施說明的《事實清單》（英語：。），其中列出由於中國對美採取報復性措施，因此美國政府再次調高對中關稅至245％。對此，中華人民共和國外交部則稱「中方已多次闡明在關稅問題上的嚴正立場，這場關稅戰是美方發起的，中方採取必要的反制措施，是為了維護自身的正當權益和國際公平正義，完全合理合法。關稅戰、貿易戰沒有贏家，中方不願打，但也絕不怕打。」
4月16日，中国突然宣布更换贸易谈判代表。前驻世界贸易组织（WTO）代表李成钢接替2022年起担任该职的王受文，并兼任商务部副部长。在2月日内瓦的一次世贸组织会议上，李成钢曾猛烈批评美方“任意地对包括中方在内的贸易伙伴加征或威胁加征关税”，并警告此举将给全球带来“关税冲击”。
4月17日，特朗普周四在白宫记者会上说表示：“我不要关税再升高，因为升到了某个程度，人们就不愿意再买东西了。所以，我可能不会调高关税，甚至可能不会让它升到那个水平。我可能会降低关税，因为你希望人们买东西。”这可能预示中美关税战将会降温。
4月22日，特朗普受访时表态，接下来将以“非常友好”的态度跟中方谈判，预计在双方达成协议后，美国对中国进口产品的关税将大幅下降，但不会降至零。但同时特朗普也指出，若中国不同意达成贸易协议，美国将自行设定条件。特朗普重申“和中国的关系很好”，虽然双方早前在关税问题上交锋，但他不会在贸易谈判中对中国领导人习近平采取强硬态度。
5月6日，中美两国宣布各派代表前往瑞士進行贸易谈判，美国财政部长斯科特·貝森特、美国贸易代表賈米森·格里爾和中共中央政治局委員、中国国务院副总理、中共中央财经委员会办公室主任何立峰出席此次谈判。
5月12日，中美两国公布瑞士会谈聯合聲明，美国宣布将修改2025年4月2日第14257号行政命令中规定的对中国商品（包括香港特别行政区和澳门特别行政区商品）加征的从价关税，其中，24％的关税在初始的90天内暂停实施，同时保留按该行政命令规定对这些商品加征的剩余10％关税；取消根据2025年4月8日第14259号行政命令和2025年4月9日第14266号行政命令对这些商品加征的关税。中国将相应修改税委会公告2025年第4号中规定的对美国商品加征的从价关税，其中，24％的关税在初始的90天内暂停实施，同时保留对这些商品加征的剩余10％关税，并取消根据税委会公告2025年第5号和第6号对这些商品加征的关税；采取必要措施，暂停或取消自2025年4月2日起针对美国的非关税反制措施。
2025年6月，美中在倫敦經貿磋商達成共識，中方允許稀土磁鐵出口至美國公司，而美方允許中國留学生獲取簽證，不過美國對華55%的關稅保持不變。6月27日，中国商务部发表声明，称“中方将依法审批符合条件的管制物项出口申请。美方将相应取消对华采取的一系列限制性措施。”

## 反应

### 美国政府

美国政府公布的美国对华进出口数据，紫色为美国对华出口额，橙色为美国对华进口额。显示中国对美贸易顺差扩大。

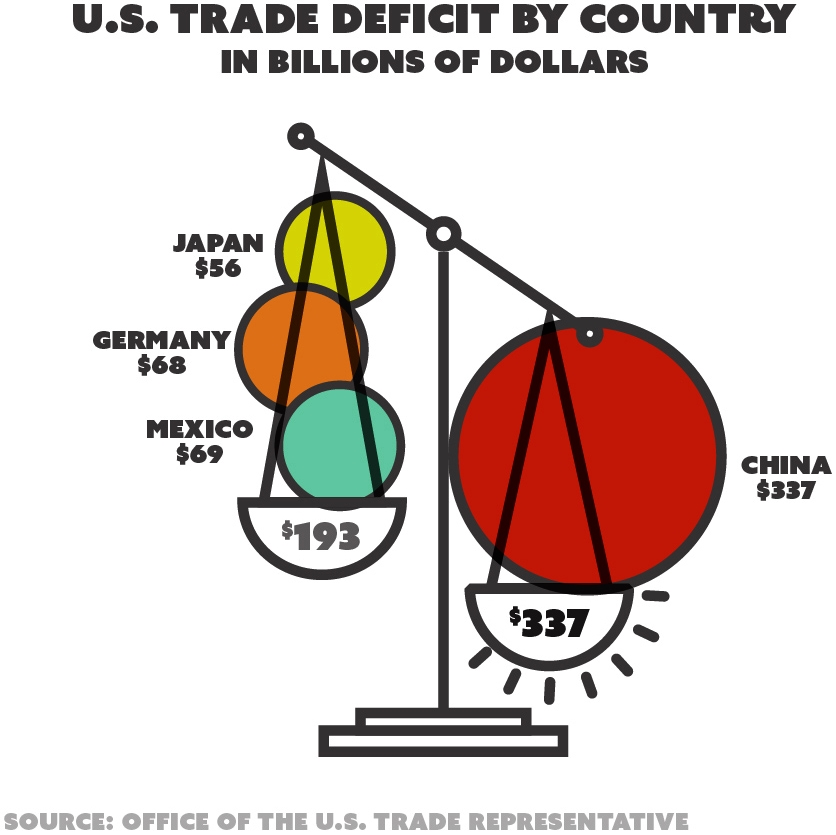
美国贸易代表办公室公布的贸易逆差对比图，显示美国对中国贸易逆差超过美国对德国、日本、墨西哥三国贸易逆差之和的近两倍。

作为新加入的成员经济体，中国承诺迅速降低进口关税及大幅开放市场。虽然许多美国贸易官员当时对中国会否兑现承诺存疑，中国确实大幅降低关税。美国媒体继而将矛头指向美国企业进入中国市场持续被窃取知识产权及被逼技术转移，认为中国涉嫌违反世贸贸易规则。须留意，中国从上世纪九十年代约百分之四十的平均关税额，降低至2005年的百分之十。仅仅在2005年度，中国出口到美国的贸易量上升31%，而从美国进口的贸易量只上升16%。而同时美国对中国的贸易逆差由2001年的902亿美元（即2019年价值1300亿美元），至2005年额度近乎翻一翻。而中国於加入世贸后的四年间，整体上符合组织的多项法律要求，包括国内通过立法及未有超出有关期限；然而，对於保障知识产权及增加工业业界法规透明度方面的立法步伐仍为美方垢病，是美国企业进入中国市场的主要障碍。据美国CNN的一项估算，“中国所窃取的知识产权对美国经济每年构成的成本约为2250亿至6000亿美元之间”。
2008年，世贸颁下正式裁决，指中国要求外资汽车制造商必须采购本地零部件，否则被开徵较一般百分之十为高的百分之二十五关税。世贸认为这构成不公平歧视外国零部件的行为，违反世界贸易法规。此决裁源自欧盟、美国及加拿大於2006年提出的一项投诉，当时国际间已有声音指中国利用补贴、税务优惠及贬低货币汇价，较在中国经营的外国企业获得不公平优势。
奥巴马政府在2010年就其他贸易议题向中国交涉，就中国政府涉嫌违反世贸规则补贴其太阳能及风力发电机组等替代能源企业的情况展开调查。此为美国启动挑战中国企图管控其重点高新行业的措施之首例。前美国贸易代表Ron Kirk表示：「绿色科技将会是未来职位创造的动力，本政府会致力确保美国工人会有一个公平的竞争环境。」 美国钢铁工人联合会主席Leo Gerard说，中国的补贴是肯定违反世贸规则。他还指出美国企业与中国企业合组的联营公司必须缴交技术及设计知识产权才可在当地经营：“当他们盗取技术及迫使企业到中国时，他们实在限制了科研工作。如果我们不能在这里研制太阳能板及发光灯泡及风力电发锅，下一代的科研亦难以在这里紮根。”
2018年4月，美国总统特朗普在其推特上表示：“我并没有和中国开打贸易战。许多年前，那些代表美国的愚蠢或无能之人已经输掉这场战争。现在我们每年的贸易逆差达5000亿美元 ，还有另外3000亿美元在侵犯、盗窃知识产权方面的损失。我们不能再继续这样下去了。”
2018年10月8日，美国副总统迈克·彭斯发表讲话指，“在过去的17年里，中国的国内生产总值（GDP）增长了9倍，它已成为世界第二大经济体。这一成功在很大程度上是由美国在中国的投资所推动的。而中国共产党却采用了一系列与自由和公平贸易相悖的政策手段，例如关税、配额、货币操纵、强制技术转让、知识产权盗窃，以及像发糖果一样随意发放产业补贴。这些政策为北京奠定了制造业的基础，但却以牺牲其竞争对手，特别是美利坚合众国的利益为代价。”彭斯对《中国制造2025》政策表示批评，他认为，“目前，中国共产党已着眼于通过“中国制造2025计划”控制全球90％的最先进行业，包括机器人技术、生物技术和人工智能。为了控制21世纪的经济制高点，北京指示其官僚及企业以任何必要手段来获取作为我们经济领导力基础的美国知识产权。”彭斯同时表示，“我们不会被吓倒，我们不会退缩。”
另外，《纽约时报》评论文章指出，中國黑客一直竊取美國國防承包商的商業機密。前美国國家安全局局長基思·亞歷山大將中国政府这一做法描述為「史上最大規模的財富轉移（The greatest transfer of wealth in history）」。同时表示：
|  | 由中國政府資助的間諜與黑客已經追蹤並入侵美國的私營國防承包商和轉包商、國家實驗室、公立研究型大學、智庫以及美國政府本身。比如：F-35閃電戰鬥機、宙斯盾作戰系統、愛國者導彈系統、非法出口的無人潛航載具、熱成像儀、B-52轟炸機、Delta IV火箭、F-15戰鬥機等事件。其中甚至出現航天飛機部分文件遭非法盜竊事件。 |

美国白宫网站称，“特朗普总统的贸易行动是对中国多年来不公平贸易行为所做出的回应”。美国白宫网站同时指，特朗普当选美国总统前，美国鏽帶失业继续加重，使得批评中国放纵环境污染、压制劳工人权以换取贸易优势的《致命中国》成为网络视频平台Netflix上最受欢迎的政治纪录片之一，后任特朗普核心幕僚的斯蒂芬·班农以其“经济民族主义”思想主编的布赖特巴特新闻网受到越来越多的关注，美国政界传统的“公平交易（Fair Trade）”，特朗普在其后竞选时“互惠稅（reciprocal tax）”等保护主义思潮逐渐浮向主流。2018年4月，CAPS的民调显示71%的美国受访者认为美国应该采取措施修正美国对中国3750亿美元的貿易逆差。2018年3月26日，美国之音批评指，“习近平这次未能解救中兴”，并称“中共控制下的中国媒体发动了整齐一致的宣传运动，声言中美贸易战停战是两国的共同胜利，是美中双赢。”
美国司法部长杰夫·赛申斯11月1日宣布，将对中国政府与企业日益猖獗的“经济犯罪行为”展开全面反击。司法部因此将推出“中国行动方案”（China Initiative）。
2018年12月，美国白宫首席经济顾问拉里·库德洛表示，关税仅影响了美国经济的一小部分，美国经济仍然显示出就业和收入的强劲增长。 他说，在中国，负面影响要大得多，“我并不是说在那场比赛中没有赢家和输家”，“但从另一方面来看，我认为我们比中国人更好地适应了这种情况”。
美国民主党参议院领袖查克·舒默称赞特朗普中国征税的行动，共和党参议院领袖米奇·麦康奈尔表示无人将赢得这场贸易战。
2018年10月15日，美国国务卿马蒂斯在飞往越南的专机上表示，“很显然，我们并不是要遏制中国，如果那么想的话，我们早已采取完全不同的态度，所以我们没那么想过。”国务卿马蒂斯试图淡化中美两国间紧张关系，并指，“我们寻求与中国建立一种基于公平、互惠和尊重主权的关系”，“我们是两个大国，或者说是两个太平洋大国，两个经济大国。有时候也会相互踩到对方的脚，所以我们得想办法有效管理我们之间的关系”。
2018年8月22日和23日中美贸易新谈判前，白宫首席经济顾问库德洛在白宫内阁会议中表示，中国的经济正在走向衰败，数据显示中国的零售业与商业投资正在瓦解，而工业生产下滑，在处于低水平。他认为投资人正在搬离中国转向美国，认为中国政府不应轻视特朗普政府的强硬态度。
2019年1月，美國商會和美中商會於1月16日向美國貿易代表羅伯特·萊特希澤提交一份聯合報告《美中貿易談判的優先建議》，指有證據顯示，中國省級官員仍然持續推行中央政府的「中國製造2025計劃」。
2019年4月26日，美國聯邦調查局局長克里斯托弗·A·雷在外交關係委員會智庫發表談話，指出目前中美貿易談判的核心問題中的不公平貿易手段，中國對美國通過情報機構、公司、大學與學術組織竊盜美國的創造，成為涵蓋所有行業與領域的經濟間諜。
2019年5月6日，美国贸易代表莱特希泽和美国财长姆努钦表示，他们对中方发送的草案修改程度感到吃惊。莱特希泽表示，中国推翻之前的承诺促使特朗普发布了关税令，“在过去一周左右的时间里，我们看到中国削弱了承诺，我想说的是，在我们看来，中国放弃了已经做出的承诺”。莱特希泽指，“直到近期，他还认为即将与中国达成一项历史性协议。然而在周末，会谈严重倒退”。
2019年5月13日，美国商务部部长罗斯表示：“我们不能允许中国的军民融合发展战略，它通过国家行为者策划的被禁技术转让阴谋来破坏美国的国家安全。”
2019年5月16日，美国总统特朗普表示，美国同中国达成的任何协议都不能是“50-50”的协议，必须要更有利于美国。特朗普同时称，他相信中国会最终同美国达成协议，“因为他们被关税扼杀了，中国将彻底被扼杀。”
2019年5月22日，据路透社援引美國官員的话报道，美國向中國提出的八項要求为：
1. 一年內減少貿易順差1000億美元，之後一年再減少1000億美元；
2. 停止「中國製造2025」中對先進製造業的補貼；接受美國對中國製造2025產業的潛在進口限制；
3. 實施“直接的，可驗證的措施”，阻止網絡間諜入侵美國商業網絡；
4. 加強知識產權保護；
5. 接受美國對中國的敏感技術投資的限制，並不進行報復；
6. 將目前10％的平均關稅降至與美國相同水平（3.5％）；
7. 開放服務業和農業；
8. 两国须在每季度共同审查进展情况[488]。

2019年7月11日，美国总统特朗普表示，“中国辜负了我们，他们说他们会从我们伟大的农民那里购买农产品，但是还没有。希望他们很快会开始买”。白宫首席经济顾问库德洛表示，美国预计中国将开始采购大豆、小麦以及潜在的能源产品，但承认中国尚未开始行动。《纽约时报》引述知情人士话说，两国谈判期间，中方拒绝做出采购美国农产品的任何明确承诺，而是认为大规模采购取决于达成最终贸易协议的进展。
2019年8月9日，美國總統特朗普表示，“我决定了，不与华为做生意事情就简单多了……当然，这不意味着假如能谈成贸易协议我们不会再（就华为）同意做些什么。”
2019年8月14日，就美国贸易代表办公室宣布暂缓对1800亿美元中国商品加征关税，特朗普表示，因为担心关税影响圣诞节购物，所以推迟关税，但他强调关税是中国在支付，而非美国人民。特朗普并说他对美中达成贸易协议一直保持乐观。
同日，美国商务部长罗斯在接受全国广播公司商业频道的采访时表示，在美方推迟加征关税后，中国还没有做出相应的让步措施。罗斯表示现在就美中两国的贸易谈判处在什么阶段下结论还为时过早，并透露双方还没有确定下一轮面对面谈判的时间。
8月14日，美国总统特朗普在推特发文称中国想达成贸易协议，要先人道处理“香港问题”。
8月23日，针对中国宣布对约750亿美国商品加征关税，美国总统特朗普在推特发文表示，“我们伟大的美国公司因此被命令立即开始寻找替代中国的选择，包括把你们的公司迁回家，在美国制造你们的产品”，“我们不需要中国，坦白地说没有他们更好得多。”
在第一阶段的《中美经贸协议》达成后，美国总统特朗普在签署仪式上说：“今天我们迈出了重要的一步，这是此前与中国从未有过的一步。随着我们签署历史性的美中第一阶段贸易协议，我们迈向公平、对等贸易的未来。我们一同修正了过去的错误，为美国工人、农民和家庭创造了有经济正义和安全的未来。我想感谢正在看我们致辞的习主席，我不久的将来会到中国去。我想感谢习主席，他是我很好的朋友。我们代表不同的国家，他代表中国，我代表美国，但我们发展出了一段难以置信的友谊。我想感谢他在这个复杂的过程中的合作与伙伴关系。”
美国众议院议长南希·佩洛西发表声明，批评特朗普总统“失败的”中国战略给美国农业造成破坏，疏远了美国盟友，并干扰了美国经济，“换来的只是更多的承诺，而多年来北京一直在破坏承诺”，“如今，美国经济正在流失数以千计的制造业岗位，农业地区正在经受特朗普总统造成的损害，美国人什么也没得到，只得到了一场电视礼仪秀，这场秀试图掩盖这项‘第一阶段’协议其实完全没有实质进展、透明度和问责”。美国参议院民主党领袖查克·舒默称，“特朗普总统和他的行政当局让美国承诺执行一个与中国达成的软弱和草率的第一阶段协议。总统一而再、再而三地说，他善于促成协议，他关心美国人的就业和产业，他对中国强硬。然而，在压力当头之际，在事关就业和生计之时，他软了下来。不幸的是，今天也不例外。史书记载，尼克松到中国去了，它们也会记载，特朗普向中国屈服了。”前副总统、民主党总统参选人拜登在美中签署初步协议之际发表声明说：“中国是特朗普与北京‘第一阶段’贸易协议的大赢家。”拜登称，特朗普在给美国经济、农民和工人造成重大痛苦和不安之后，没有得到什么，协议没有解决两国纠纷的核心，包括产业补贴、对国企的支持、网络盗窃和其它贸易与技术的掠夺性的行为。”
美国农业局联合会主席杜瓦尔（Zippy Duvall）表示，美中第一阶段经贸协议“将有助于扭转两年来（美国）农业出口下降的局面”，是“重要的一步”。美国全国农场主协会发表声明指，“美中两国似乎找到了共同点，这是一个好迹象”，“但考虑到过去两年达成并违反了许多协议，我们也持怀疑态度。如果没有更多的具体细节，我们非常担心。”
2020年1月22日，美國總統特朗普在瑞士達沃斯出席世界經濟論壇時表示，中國人權及香港問題將是中美兩國第二階段經貿談判內容的一部份。

### 中国政府

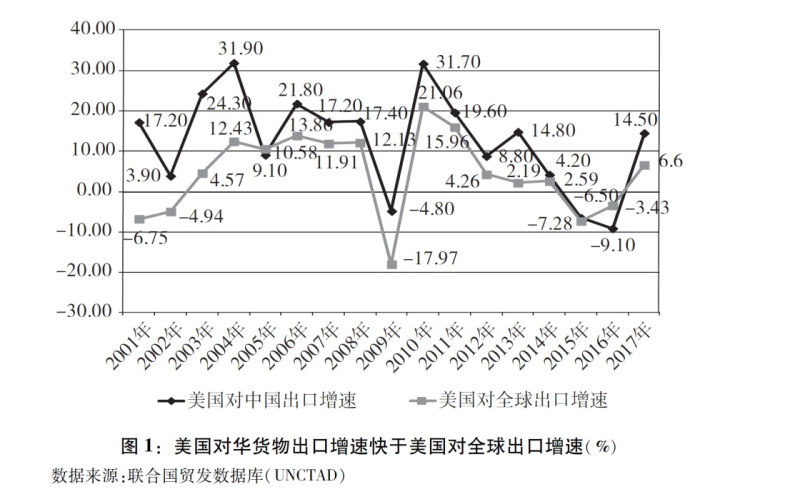
中国政府公布的美国对华货物出口增加值数据，深色为美国对中国货物出口增速，浅色为美国对全球货物出口增速。显示美国对华货物出口增速快于美国对全球出口增速。

特朗普总统签署总统备忘录当天，中国驻美国大使崔天凯表示，他要告诉那些要打贸易战的人，“我们一定会反击，我们会报复。如果有人玩厉害的，我们就和他们玩厉害的，看谁更持久。”崔天凯4月8日在中国《证券日报》的访谈中表示，“美国的贸易赤字是由多种原因造成的：第一，美国不仅对中国，对很多国家都有贸易赤字。第二，美元作为国际主要支付货币，客观上需要保持一定的赤字，才能维持其国际支付货币的地位。第三，形成赤字也有美自身政策上的问题。美国限制部分高科技民用产品对华出口，中国想买但美国不卖，这也是造成对华贸易赤字的一个重要原因。如果美国对中国放开一部分高科技民用产品，那么到底是顺差还是逆差，恐怕还不好说。”
在美方公布500亿美元征税清单后，中国驻美大使馆对此事件发表声明，表示强烈不满、坚决反对。中方声明称，美国这一措施违反了世界贸易组织规则，严重侵犯中华人民共和国合法权益，威胁中华人民共和国家发展利益。中华人民共和国商务部发言人高峰对“美国总统特朗普发布声明，考虑再对中国1000亿美元的出口商品加征关税”评论道：“我们感到，美方的行为十分无理。美方严重错判了形势，采取了极其错误的行动，这种行动的结果就是‘搬起石头砸自己的脚’。”6月21日，中国领导人习近平对20位大多来自欧美跨国公司的首席执行官说，北京计划以牙还牙予以回击 。中国宏观经济研究院副院长毕吉耀认为，301调查报告将中国产业进步归结为中国迫使美国转让技术，这一指责完全没有依据，美国的真实意图是遏制中国高新技术产业发展。
中国国务院总理李克强于2018年7月6日公开表示中国不会主动打贸易战，但如果对方挑起贸易战，中方必将采取相应反制措施。李克强又强调贸易战不会有赢家，只能是损人害己，中国将坚定不移深化改革、扩大开放。
针对美国方面对中国“盗窃知识产权” 的指责，中国外交部发言人华春莹指：
|  | 近几个月来，美方不断指责中方盗窃知识产权，却从来拿不出有力证据。事实胜于雄辩。……美方污蔑中国“偷窃”知识产权是对历史和现实的严重歪曲。中国正坚定实施创新驱动发展战略，中国的创新成就一不靠偷，二不靠抢，而是13亿多中国人民靠智慧和汗水奋斗出来的。美国前财长萨默斯讲了句公道话：中国企业在技术上处于领先地位，不是“窃取”美国技术的结果，而是首先源于中国基础科学领域优秀的科学家和重视人才、关注科学的教育体系。我建议美国那些唯我独尊的人，不妨去认真读一读英国著名历史学家李约瑟先生的《中国科学技术史》。 |

中国国务院总理李克强在接受传媒访问时指出，“中国将严格保护知识产权，决不允许强制让来华投资的外企转让技术，对侵犯知识产权者要加大加倍惩罚，对恶意侵犯知识产权者要重罚直至倾家荡产。”他同时在参加中欧企业家圆桌会时反问称，“我特别想听听，哪家欧方企业可以告诉我，你们在中国遇到过被迫转让或被窃取知识产权的经历？”
早在2013年，美国中央情报局前雇员爱德华·斯诺登就曾在公开报道中指控美国政府多年来一直从事针对中国个人和机构的网络攻击，并指有关攻击连续达15年。中国外交部当时指，“中国是网络攻击受害者，在‘监听门’事件背景下，美方有关机构如果真的对网络安全感兴趣，就不要顾左右而言他”。
中國官方智庫中國國際經濟交流中心成員分析，中國有「道德優勢」以及「非洲市場可替代美國市場」，目前中國要關注的方向是：防止美國對中國繞過世貿組織架構，防止美國與歐盟達成貿易聯盟，防止美中貿易戰波及財政、匯率和能源等領域。
2018年9月24日，国务院新闻办公室发布《关于中美经贸摩擦的事实与中方立场》白皮书，全文约3.6万字。白皮书表示，美国自身存在大量扭曲市场竞争、阻碍公平贸易、割裂全球产业链的投资贸易限制政策和做法，包括：违反公平竞争原则歧视他国产品、滥用“国家安全审查”阻碍他国企业在美正常投资活动、提供大量补贴扭曲市场竞争、使用大量非关税壁垒、滥用贸易救济措施等。白皮书并指，美方片面强调“美国优先”，将国内问题国际化、经贸问题政治化，不仅损害了中国和其他国家的利益，更损害了美国自身的国际形象，最终必将损害美国的长远利益。
2018年9月26日，中共中央总书记习近平在黑龙江省考察时表示，“中国是有着近14亿人口、960万平方公里土地的大国，粮食要靠自己，实体经济要靠自己，制造业要靠自己。行百里路半九十，我们实现‘两个一百年’目标，没任何时期比现在更接近，也没有任何时期遇到现在这么多的挑战和困难。国际上，先进技术、关键技术越来越难以获得，单边主义、贸易保护主义上升，逼着我们走自力更生的道路，这不是坏事，中国最终还是要靠自己。”
针对《美国－墨西哥－加拿大协议》32.10条款规定“若三国中有一国与某个非市场经济国家签署自贸协定，则其他协议伙伴有权在6个月内退出USMCA协议”问题，中国驻加拿大大使馆发表谈话指：
|  | 中国坚定支持以WTO为核心的多边贸易体制，支持建设开放型世界经济。我们反对在WTO框架外杜撰“市场经济国家”和“非市场经济国家”等概念，实质上这是有关国家为推卸自身责任、拒不履行自己所做国际承诺所找的借口，是不诚信的表现。我们对有关国家公然干涉别国主权的霸权行径表示谴责，对有关国家经济主权受到损害感到悲哀。不管其他国家如何对华采取贸易限制措施，中方都将按照自己的节奏坚定推进对外开放，一如既往地与世界上所有对华平等友善的国家开展互利共赢的经贸合作。 |

中国人民银行行长易纲于10月14日针对美墨加协定表示，“我们认为以规则为基础的多边体系是成功的。全球化、比较优势、自由贸易都是有效的。我们将继续遵循这一原则。我们同时也在为最坏的情况做好准备。然而，即便我们做好了这一准备，我们仍真诚地希望找到一种建设性的解决方案。这不仅是为我们考虑，而且是为我们的邻国、供应链及全球利益考虑。”
2019年3月15日，中国国务院总理李克强在第十三届全国人大第二次会议闭幕后的中外记者会上重申，中美之间的共同利益大于分歧，希望中美双方的磋商能有成果，实现互利双赢。
2019年5月11日，中国国务院副总理刘鹤表示，“去年以来，双方谈判出现几次反复，发生了一些曲折，这都是正常的。在双方谈判仍在进行的过程中，随意指责“倒退”是不负责任的”，“双方的协议必须是平等、互利的，在重大原则问题上中方决不让步。”刘鹤同时列出了三个“中方核心关切问题”：
1. 取消全部加征关税。关税是双方贸易争端的起点，如果要达成协议，加征的关税必须全部取消。
2. 贸易采购数字要符合实际，双方在阿根廷已对贸易采购数字形成共识，不应随意改变。
3. 改善文本平衡性，任何国家都有自己的尊严，协议文本必须平衡，目前仍有一些关键问题需要讨论。

2019年5月13日，中国国务院关税税则委员会批评美国重启加征关税的行动，并指，“美方上述措施导致中美经贸摩擦升级，违背中美双方关于通过磋商解决贸易分歧的共识，损害双方利益，不符合国际社会的普遍期待。”而根据《南华早报》报道，主持会议的中共中央总书记习近平就贸易战征询其余24名中共中央政治局委员的意见，大部分政治局委员认为美国太过分，中国不应让步。
同日，中国中央电视台《新闻联播》节目以央视评论形式播发中方对中美贸易战的立场：
|  | 对于美方发起的贸易战，中国早就表明态度：不愿打，但也不怕打，必要时不得不打。面对美国的软硬两手，中国也早已给出答案：谈，大门敞开；打，奉陪到底。经历了5000多年风风雨雨的中华民族，什么样的阵势没见过？！在实现民族复兴的伟大进程中，必然会有艰难险阻甚至惊涛骇浪。美国发起的对华贸易战，不过是中国发展进程中的一道坎儿，没什么大不了，中国必将坚定信心、迎难而上，化危为机，斗出一片新天地。 无论外部风云如何变幻，对中国来说，最重要的就是做好自己的事情，不断深化改革，扩大开放，实现经济高质量发展。美国下一步是要谈，还是要打，抑或是采取别的动作，中国都已备足了政策工具箱，做好了全面应对的准备。这正如习近平主席所指出，中国经济是一片大海，而不是一个小池塘；狂风骤雨可以掀翻小池塘，但不能掀翻大海；经历了无数次狂风骤雨，大海依旧在那儿！ |

中国《环球时报》报道称，节目播出后，“新闻联播”话题登上新浪微博热搜榜，多数网民认为评论言之有理、“威武”、“霸气”，同时，表示大力支持政府的反制措施，“面对原则问题绝不低头”。这一文体也被人们称作“人民日报体”走红网络，并被改编为高考、股市大跌、微信等相关话题的段子。
2019年5月14日，中国外交部发言人在例行记者会中首次使用“中美贸易战”表述，取代原先“中美贸易摩擦”的官方定义。
2019年5月17日，中国常驻联合国代表马朝旭在美国纽约联合国总部主持“中美经贸关系”吹风会，指出“合作是双方唯一正确的选择，但合作是有原则的，在重大原则问题上中方决不让步，只有共赢才能通向更好的未来”。18日，国务委员兼外交部部长王毅应约同美国国务卿邁克·蓬佩奧通电话，王毅指出“中方一贯主张并愿意通过谈判磋商解决经贸分歧，但谈判应当是平等的”。
2019年5月24日，针对美国指责中国撤回承诺导致谈判破裂，中国驻美国大使崔天凯表示，“中美经贸磋商之所以出现不确定性，很大程度上是因为美方频繁改变立场。中方立场始终一贯，美方却常常出尔反尔”，“经贸磋商已进行了较长一段时间。在此过程中，双方当然会就所有问题反复讨论，交换意见。目前一切都还在讨论中，尚未达成协议。不过我们可以回顾一下去年发生的事，去年5月双方确实达成了某些共识，甚至发表了联合声明，是美方一夜之间改变了主意。”
6月2日，国务院新闻办公室发表《关于中美经贸磋商的中方立场》白皮书。
6月6日，中国商务部发布《关于美国在中美经贸合作中获益情况的研究报告》，表示若美国将对华高技术产品出口限制降至与法国相同水平，则美国对华贸易逆差将缩减三分之一
2019年7月，中国国务院总理李克强在夏季达沃斯论坛上发表讲话，表示中国坚持對外开放，“將更大力度保護知識產權，實施侵權懲罰性賠償制度”，“保持人民幣匯率在合理均衡水平上的基本穩定，不搞競爭性貶值”。
2020年1月，中美签署第一阶段协议后，中国国务院总理李克强在与外国专家代表举行的座谈会上发言，指出中国同国际社会的合作只会扩大、不会缩减，亦有信心、有能力应对风险和挑战，保持经济运行在合理区间。
2020年10月17日，第十三屆全國人民代表大會常務委員會第二十二次會議通過《中華人民共和國出口管制法》。有美国媒体评论称，此举是為北京在中美競爭中提供框架，能夠更好地反擊。
2025年4月15日，中共中央港澳工作辦公室主任夏寶龍嚴厲譴責了美國對於享有「零關稅」待遇的香港商品加徵關稅的行為，指其為極端的不公和霸道。

### 其他區域
- 法国：
  - 在2018年5月22日的英国《金融时报》报道到，法国外交部国务秘书让-巴蒂斯特·勒穆瓦纳（法语：Jean-Baptiste Lemoyne (homme politique)）表示，法国乐见美中紧张关系出现缓和的迹象。他认为，中国承诺增加对美国农产品的进口，这“并不是什么巨大的让步”。他还指出，美中关于削减美国对华贸易逆差的联合声明还很“含糊”，说明是一项“保全颜面”的举措，欧洲领导人应对此保持“警惕”，“美中贸易协议绝不能损害欧盟利益”[535]。
  - 法國總統馬克龍在第二屆中国国际进口博览会上表示，诉诸单边主义、保护主义，使用关税武器和丛林法则，解决不了当前世界面临的问题，这不是法国的选择，也不是欧洲的选择[536]。
- 欧洲联盟：
  - 欧洲中央银行行长德拉吉于2017年8月警告称，保护主义可能威胁全球经济[537]。
  - 欧洲中央银行执委科尔在2018年4月6日表示，特朗普贸易战“正推高借款成本和压低股价”。他还提到，这引发了股价的下跌，进一步导致了金融市场的紧缩；而且将直接影响欧洲央行的决策；还称“这种情况无益于经济增长和就业”。[538]
  - 欧盟贸易专员菲尔·霍根（英语：Phil Hogan）2020年1月16日批评美中第一阶段贸易协议带来的经济利益有限，称协议是美国总统特朗普为竞选连任所搞的一个政治噱头，“我们看看实际取得什么具体成果，双方仍有20%的关税。这对特朗普总统所希望的竞争力和就业都没有好处”，“我们会分析（协议）。如果（协议）存在违反世贸组织规则的情况，我们一定会提诉[539]。”
- 俄罗斯：
  - 俄罗斯总统新闻秘书德米特里·佩斯科夫称：“众所周知，目前国际社会关注美国采取的保护主义措施，以及包括中国在内各贸易伙伴采取的报复举措。毫无疑问，这不可能不影响全球经济的某些领域，这影响着我们的利益。当然，俄罗斯已采取并将继续采取必要措施保护自身利益。类似措施与世贸组织规则不存在分歧[540]。”
  - 俄罗斯联邦经济发展部（英语：Ministry of Economic Development (Russia)）部长马克西姆·奥列什金（英语：Maxim Oreshkin）表示“俄方愿填补中国市场上美国商品供应减少所留下的缺口”，“美国的单边贸易保护行为与多边贸易体系规则背道而驰，对世界贸易和俄中经贸合作都造成了影响”[541]。
  - 俄罗斯联邦能源部部长亚历山大·诺瓦克表示，“中国停止购买美国石油在市场上并不是重大新闻，因为涉及的采购量很小，中国通过从其他国家进口，轻易就能将其取而代之[541]。”
  - 俄罗斯联邦外交部部长谢尔盖·拉夫罗夫表示，俄无意通过在中美贸易战中“选边站队”来解决贸易问题。他接受哈萨克斯坦哈巴尔通讯社采访时称：“我方首先关心的是俄罗斯的利益。即使加入贸易战，也不会对任何一方有好处。我们关心俄罗斯和俄方在一体化组织欧亚经济联盟伙伴的经济利益。”[542]
- 中华民国（台湾）：
  - 中华民国經濟部表示2018年7月17日已經成立「美中貿易衝突因應專案小組」針對受到中美貿易爭端影響的台灣廠商，提供移轉生產基地、降低關稅障礙、提升產業競爭力、避免違規轉運與傾銷等四點輔助。經濟部表示，出席業者多反映在陆產品主要為供應中國大陆內需，或製成最終成品後才銷美，因此清單短期內對台產業影響不大。其中網通設備、中低階自行車及零組件、工具機零組件等產業，由於廠商在大陆布局較多，且最終產品多以出口美國為主，是主要受負面影響的產業類別。台湾石化及塑膠原料业厂商所受影響雖不大，但若未來美中貿易摩擦擴大，而進一步擴大下游產品課稅範圍，可能會造成需求萎縮，長期將造成負面影響[543]。
  - 2018年9月26日，台湾农产品贸易赴美友好访问团与美方签署采购意向书[544]。台湾方面承诺在2018年至2019年期间，以每吨400美元的价格向美国采购约合390万吨的大豆，价值约15.6亿美元，较去年承诺的采购金额增加30%[544]。此次大豆采购的价格较同期美国大豆市场价每吨高出约79美元[544]。
  - 2019年5月16日，中華民國行政院通过经济部拟具的《贸易法》部分条文修正草案。草案將偽造產地證明的罚金提高10倍，最高可罚300万新台币，以加强打擊中國大陸商品經由台灣“洗产地”以躲避美國征收的惩罚性關稅的行为。草案后续將提交立法院審議[545][546]。
- 國際貨幣基金組織：
  - 国际货币基金组织总裁克里斯蒂娜·拉加德在2018年4月20日表示，这两个全球最大经济体相互威胁加征关税将对全球经济产生温和的直接影响，但此举可能带来不确定性，进而阻碍投资。她补充说，若加征关税的举措生效，对企业信心的打击将是全球性的，因为供应链在全球范围内相互关联[547]。
  - 国际货币基金组织首席经济学家兼研究部主任吉塔·戈皮纳特（英语：Gita Gopinath）率领的研究团队于2019年5月23日在其研究报告中指出，“中美贸易紧张局势对两国的消费者及许多生产商均造成负面影响。关税导致中美贸易减少，但双边贸易逆差基本没有变化。虽然迄今为止对全球增长的影响较温和，但近来的紧张局势升级可能会严重挫伤商业和金融市场情绪，扰乱全球供应链，进而危及2019年全球增长的预期复苏[548]。”
- 联合国：
  - 联合国秘书长安东尼奥·古特雷斯于2019年5月10日表示，“贸易冲突在过去一年里不断升级，并威胁到国际贸易增长和以规则为基础的多边贸易体系的根基”，“贸易冲突没有赢家只有输家，继续通过多边对话与合作解决贸易冲突至关重要”，“一个以规则为基础的、非歧视的和平等的贸易体系不仅对保障最贫穷和最脆弱经济体的利益十分重要，也符合所有贸易伙伴的利益“[549]。”
  - 联合国秘书长安东尼奥·古特雷斯于2019年9月24日在第74届联合国大会一般性辩论时表示，“我担心可能出现‘大分裂’，世界分裂成两个阵营，地球上两个最大的经济体建造两个独立的、相互竞争的世界，每个都有自己的主导货币、贸易和金融规则、自己的因特网和人工智能能力以及自己的零和地缘政治和军事战略[550]。”
- 经济合作与发展组织
  - 经合组织于2019年5月21日发布的半年报表示，美中互征关税的贸易纠纷已经抑制了全球经济前景。由于贸易流动增长减半，只有2.1%，全球经济增长今年只有3.2%。这将是2016年以来最低的经济增长速度。如果美、中两国不结束双方针锋相对的关税战，到2021和2022年，两国经济增长可能会平均减少0.2到0.3个百分点[551]。
- 大韩民国（韩国）：
  - 韩国副总理（朝鲜语：대한민국의 부총리）、企划财政部部长洪楠基于2019年5月21日表示，表示“美中两国一方表示会对对方数千亿美元的产品提高关税，另一方则预告会采取各种报复措施等，贸易纠纷深化。由此对韩国经济的影响或比以前更为严重”，“我们会应对一切可能性，将影响降至最低”[552]。
- 澳大利亚：
  - 澳大利亚矿产委员会代理首席执行官加文·林德于2020年1月17日就中美经贸协议表示：“这项协议将破坏自由贸易原则，这些原则几十年来一直支撑着澳大利亚两党在贸易政策上的做法[539]。”

## 影响
贸易战对美国及中国的经济皆带来实际的负面影响。在美国，最显着的是消费者需负担更高的价格，而农业生产者及制造业生产者亦面临财务困境。在中国，国民生产总值年度增幅降低至近数十年来的低位。其他国家的经济也不能幸免，纵使有少部份国家受惠於填补平价生产需求的空隙。贸易战亦导致股市动荡。各国政府均对经济磨擦造成的损害推出新措施。

### 美国经济

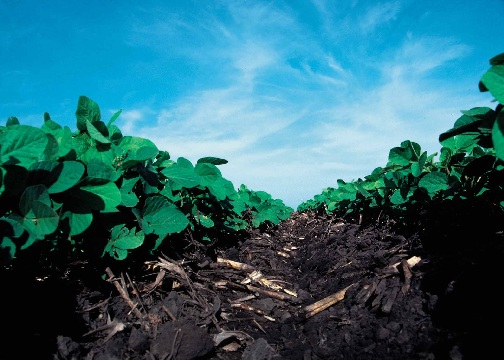
美国的一处大豆种植园，大豆是美国对华出口的主要农产品之一

美国外交关系协会的一份权威背景刊物指出，有众多经济学家及贸易专家不认为贸易逆差会对经济造成伤害，但同时亦有其他相信持续的贸易逆差会酿成社会问题；而一直以来就多少贸易逆差是由外国政府所造成，以及有什么及应否利用政策来减少贸易逆差一直存在重大争议。 差不多所有向美联社及路透社进行的问卷调查表态的经济学家特朗普所实施的关税措施会对美国经济带来弊多於利。亦有若干经济学家倡议其他针对处理美中之间的贸易逆差的方法。
2018年7月，国际货币基金组织发布的《世界经济展望》显示，美国最近宣布和预期采取的提高关税政策以及贸易伙伴的报复措施，导致更有可能出现不断升级、持续的贸易行动。这可能使经济复苏进程脱轨，中期增长前景受到抑制，其作用渠道既包括对资源配置和生产率的直接影响，也包括不确定性增加和对投资的冲击。美国NPR表示，2018年7月初美國經濟呈現出相對穩定的發展狀態，部分行業呈現出就業增長趨勢，部分行業開始計劃裁員。7月27日，美国商务部公布的美国二季度GDP年化季环比初值增长4.1%，为2014年以来最佳。美国商务部还上调第一季度GDP增长率至2.2%（初值2%）。
其后，根据美国《华尔街日报》和咨询公司伟事达对750多家小企业的月度调查，7月小企业的乐观程度跌至自2016年美国总统选举以来的最低点。美国税务基金会预测，特朗普对华500亿美元加征进口关税的计划可能会造成美国近4.9万人失业。如果特朗普继续对额外2000亿美元的中国产品征收关税，那么失业人数将飙升到超过25万人。彼得森国际经济研究所报告则预计，受影响的美国就业岗位数可能高达62.4万个。
通用电气、高盛等企业以及一些农业公司向白宫提出了反对意见，称太平洋两岸的关税和投资限制会导致美国无缘于世界上最赚钱、增长最快的市场。美国信息技术产业协会负责全球政策的高级副总裁乔希·卡尔默表示，该协会基本上支持特朗普政府打击中国不公平贸易行为的政策，但该组织对任何将关税“作为主要甚至是重要解决方案”的措施感到不满。信息技术产业协会发言人乔斯·卡斯塔涅达则表示，与中国贸易紧张关系升级是“不负责任和适得其反的”。他说，“我们感谢特朗普总统为保护美国‘王冠上的宝石’所做的努力，但征收关税是完全错误的做法。白宫需和我们的盟友合作，同中国一起创造持久的变化。一旦出错，会有太多的工作岗位和生计面临危险。”
美国商会通过发言人表示，该组织支持特朗普的减税政策，但反对加征关税。美国零售业领导协会表示，总统已经违背了他“给中国带来最大痛苦，给消费者带来最小痛苦”的承诺，“受到惩罚的是美国家庭。消费者、企业和依赖贸易的美国就业岗位，则被丢在了不断升级的全球贸易战前线。”美国果蔬处理者与种植者联盟主管丹尼斯·博德表示，“每当美国与其他国家产生什么贸易问题，我们也会是第一个受打击的行业”。美国鞋类分销商和零售商协会会长马特·普里斯特说，很难认为对另外2000亿美元的中国商品征收关税不会“对各行各业的美国民众产生不利影响……总统声称贸易战容易打赢，但我们这个行业向来都了解的一点正在成为现实：贸易战代价高昂，没有必要，并且会伤害美国经济”。全美零售联合会发表声明指，关税对美国经济构成的威胁“不是关于‘会否’的问题，而是关于‘何时’和‘有多糟’的问题。”
2018年8月3日，美国商务部公布数据显示，6月份美国贸易逆差出现了4个月以来首次扩大，达463亿美元，较上月增加7.3%，增幅创19个月以来最大，其中对华贸易逆差较上月增长了0.9%，达335亿美元。美国《纽约时报》指，加州葡萄酒、大豆等美国农产品将成为贸易战“牺牲品”。 8月10日，美国农业部公布的月度供需报告称，美国大豆产量和玉米单产均创下历史新高，由于关键生长期天气良好，2018-19年度大豆产量将达到45.86亿蒲式耳（约合1.249亿吨），超过此前市场预期的44亿蒲式耳。美国玉米产量亦达145.86亿蒲式耳，达到历史第三产量高点。受增产预期和贸易争端影响，美国大豆期货13日报收864.4美分/蒲式耳，较2018年3月下跌20%。
2018年8月16日，美国商务部发布的6月份美国零售业销售额与上月相比下滑0.5％，低于市场预期的0.3%，这是该指数连续第3个月负增长，且汽油、汽车、家电及建材等众多行业消费均出现下滑。8月18日，美国密歇根大学公布的8月份美国消费者信心指数初值为95.3，为11个月以来新低。其中，反映消费者当前开支状况的分项指标从上月的114.4降至107.8，反映消费者未来开支预期的分项指标维持在87.3不变。调查同时表明，约有32%的受访者对美国当前贸易政策持负面看法，显示美国消费者对贸易战的担忧情绪。
美国《纽约时报》指，贸易战可能使充气皮划艇、船舶和拖车、自行车及其零部件、奢侈品、鞋履、冰箱、搅拌机、食物处理器、家庭和儿童护理用品、羽绒纺织品、皮革沙发、真空吸尘器等消费品的价格受到冲击。美国化学品分销商全国协会发布的一项研究显示，预计将有2.8万个化学品分销商和供应商的工作岗位被削减，原因是2000亿美元的关税轮推动价格上涨。美国皮划艇制造商海鹰船公司表示，“对我们的产品实施关税不会给美国带来就业机会。这将是额外的业务成本，必然会以更高的价格转嫁给消费者，这将损害销售。订单减少意味着杰斐逊港从客户服务到仓储和产品开发的工作岗位减少。”
2018年9月27日，美国商务部公布初步报告指，8月美国商品贸易赤字758亿美元，连续三个月增扩，高于市场预期水平，且接近2008年7月760.25亿美元的纪录高位。美国商务部报告指，8月美国出口环比下降1.6%，进口增长0.7%。但8月零售库存环比增长0.7％，同比增长2.3%；批发库存环比增长0.8％，同比增长5.1%，可能抵消贸易逆差对GDP的负面影响。
10月5日，美国商务部公布美国进出口贸易数据指，美国8月贸易逆差扩大32亿美元，至532亿美元，增幅达6.4%，创近6个月新高。在实施加征关税措施后，美国政府未能成功缩小美国目前的贸易逆差。美国与中国的赤字为2611亿美元，其中8月贸易逆差为386亿美元，而对墨西哥贸易赤字则达87亿美元，刷新历史纪录高位。
10月6日，美国人口普查局公布的美国8月对外贸易数据显示，美国8月原油出口降至174.9万桶／日，较7月的213.9万桶／日大幅减少。8月美国对华原油出口额为0桶／日，较6月的51万桶／日大幅下降，中国已不再成为美国原油最大买家。汤森路透Eikon的船只追踪数据显示，自8月以来，没有任何油轮从美国装运石油并驶往中国大陆。
根据美国政府的统计，9月美国对华贸易逆差达到341亿美元，较上年同比增长13%。这使得美国今年以来对华贸易逆差达到2258亿美元，总额比2017年同期大幅增加约300亿美元。美国联邦政府数据显示，截至10月中旬，美国出口中国的大豆销量比去年同期减少了94％。
9月27日，美国福特汽车CEO詹姆斯·哈克特表示，特朗普挑起的贸易战损害了公司利益，“从福特的角度来看，金属关税耗费了我们近10亿美元的利润。具有讽刺意味的是，美国现在是我们大部分利润来源。如果贸易战持续下去，会造成更大的损害”。
2019年5月23日，国际货币基金组织（IMF）发布研究报告指，随着中国征收报复性关税，美国对华出口也出现下降。虽然前期变化并不明显，但自贸易紧张局势开始以来，美国对华出口增长普遍减弱。IMF表示，关税加征后进口价格急剧上涨与关税幅度一致。因关税上升造成的成本几乎全部由美国进口商承担，一些关税已转嫁给美国消费者，如对洗衣机加征的关税，其余部分则由进口商通过降低利润率吸收。关税进一步提高可能会同样地转嫁至消费者。虽然对通货膨胀的直接影响可能很小，但是通过提高国内竞争对手的价格，可能会产生更广泛的影响。
5月30日，美国商务部公布数据显示，2019年第一季度美国企业税前利润环比下降2.8%，是2015年以来最大环比降幅；同比增幅为3.1%，是2017年以来最低水平。
8月2日，美国公佈的數據顯示，2019年上半年美國从中国的进口额下降12%，美国对中国的出口额下降19%，中國從美國第一大貿易夥伴地位跌落至第三。
8月14日，由于美国国债自2007年以来首次出现十年期国债与两年期国债利率倒挂，美国股市三大股指暴跌。道琼斯指数下跌800点，跌幅3.05%，创下今年来最大跌幅；标准普尔500指数下跌85.72点，跌幅2.93%，纳斯达克综合指数下跌3.02%。美国之音表示，美国债券市场发出新的经济衰退信号，显示投资人担心贸易战拖累全球经济，美国可能将走向经济衰退。
10月1日，美国供应管理协会报告显示，9月制造业采购经理指数下滑至47.8，触及2009年6月以来的低位；新出口订单指数连续三个月出现萎缩，創2009年9月以来的最差表現；就业指数跌至2016年1月以来的低点。美国供应管理协会主席菲奥里（Timothy Fiore）表示，许多受访企业称全球贸易摩擦是经济活动低迷的重要原因。
2024年2月2日《纽约时报》报道，一项新的研究在对美国就业数据调查后发现，特朗普对他国加征关税，在政治上是成功的，但在经济上是失败的。该研究指出，加征关税赢得了选民支持，但并未创造更多的就业机会。对华加征关税，使美企转向其它国家进口，而未使制造业回流美国。此外，该措施致他国对美产品征收报复性关税，增加了美国出口商品的成本，尤其是农产品的出口遭受了较大打击。但就长期影响来看，加征关税是否能创造更多就业机会，目前尚未可知。《纽约时报》还援引批评人士的话称，加征关税给低收入人群增加了额外的负担，也给那些更加依赖外国的工厂增加了成本，这可能会提高美国商品的价格，进而降低其国际竞争力。

### 中国经济
2018年8月4日，美国彭博社数值显示，中國股市總市值被日本超越，由世界第二位降至第三位。
2018年8月9日，中国3个月短期国债收益率报1.955%，低于同期美国国债收益率2.05%，这是中美超短期国债自2008年金融危机以来首次出现倒挂，显示中国市场货币流动性充裕宽松。同时，据中国人民银行发布的数据，中国6月末境外投资者持有人民币债券余额达到1.6万亿元人民币，较上年末增加4041亿元，2018年上半年股债市场的外资净流入超过5000亿元人民币，中国央行称数据反映境外投资者对华经济信心受到提振。国家外汇管理局统计数据显示，截至7月30日，中国累计批准合格境外机构投资者（QFII）投资额度1004.59亿美元，累计批准人民币合格境外机构投资者（RQFII）投资额度6220.72亿元人民币，其中6月份QFII和RQFII额度发放速度提高。
2018年8月中美重启贸易谈判前，中国商务部公布的对外贸易数据指，1-7月中国进出口同比增长8.6%，创历史最高值。顺差1.07万亿元，收窄30.6%，中国国家统计局公布指上半年国内生产总值同比增长6.8%，东北三省经济数据亦有回升。1-7月基础设施建设投资（不含电力）同比增长5.7%，增速较1-6月回落1.6个百分点。制造业投资增长7.30%，增速比1-6月份上涨0.50个百分点。出口同比增长为12.2%，比6月份提升1%，比去年同月份同比增速高了一倍；进口同比增长为27.3%，较6月增速提高13.2个百分点，比去年同期提升16个百分点。同时，7月中国出口美国累计同比增速为13.3%，与6月份基本持平。
8月21日，普华永道发布报告显示，上半年中国的并购活动交易金额下跌18%，但交易数量保持小幅增长。其中，境内战略并购金额回落27%，但交易数量仍为历史第二高。
9月29日，英国《金融时报》研究服务部门《投资参考》针对出口制造商、船务代理和贸易公司的月度调查指出，9月中国企业的出口利润和价格明显好于8月，而他们对未来的预期也更为乐观。FTCR中国出口指数比8月份上升了2.2点，达到54.7，显示中国出口商表示在贸易战下仍保持稳定。当询问205家参与调查的公司，贸易摩擦对其业务的影响，有近四成表示负面，而50.7％表示没有影响。
美国《华尔街日报》指，随着对大豆等大宗商品的加税，作为大豆副产品和饲料中蛋白质来源的豆粕受影响涨价，肉类价格上升， 进而中国的通胀会显著上升。2018年7月16日，中國最大大豆進口商山东晨曦集团有限公司因其不能清偿到期债务，明显缺乏清偿能力为由向山东省莒县人民法院申请破产重组。2018年7月20日，法院下达了民事裁定书，受理破产重整申请。分析認為，貿易戰爭可能是壓垮駱駝的最後一根稻草：因為自2015年起，因為內地銀行開始嚴查貿易公司的信用證融資，使山東晨曦集團陷入資金短缺，加上2017年內地收緊貨幣政策，2018年原油價格上漲。到中美貿易戰開打，影響大豆的進口成本上漲，公司營運步履維艱，最終徹底壓垮公司，需要申請破產。
美国自由亚洲电台指，俄罗斯猪肉本來在爆發猪瘟後被禁入口，但在貿易戰下獲中國放寬入口，并转而向俄罗斯购买24万吨猪肉。自由亚洲电台称，中国官方內部認為中国东北非洲豬瘟疫情來自俄羅斯。
美国《纽约时报》专栏指，在过去的两个月里，人民币兑美元的汇率已下跌7%，中国开始转向试图阻止人民币进一步贬值。美国彭博社和《华尔街日报》报道称，在特朗普宣布301调查结果前夕，特斯拉与上海政府的建厂事宜陷入僵局，特斯拉试图独资建厂，双方在股权结构上无法达成共识，并且特斯拉仍将被征收25%的进口税。但在2018年7月11日，特斯拉最终与上海市政府签署协议，确定落户上海，独资建厂。
2019年第一季度，中国对美国进出口8158.6亿元人民币，同比下降11%，其中出口6224.3亿元，下降3.7%，进口1934.3亿元，下降28.3%。3月当月，中国对美国进出口2913.5亿元人民币，增长0.1%，其中出口2149.9亿元，增长10.6%，进口763.6亿元，下降21%。
2019年5月23日，国际货币基金组织（IMF）发布研究报告指，在美国征收惩罚性关税的三类商品清单中，中国对美出口均急剧下降。IMF表示，如不能解决贸易分歧以及其他领域发生进一步升级，可能会进一步削弱商业和金融市场情绪，对新兴市场债券利差和汇率产生负面影响，并导致投资和贸易增长放缓。
5月31日，中国国家统计局发布的数据显示中国制造业5月份PMI为48.4%，再次位于荣枯线以下；5月制造业从业人员指数创历史最低；非制造业从业人员指数为2015年6月以来最低。
2019年上半年，中国对美国的出口额下降了350亿美元，在中国减少出口的350亿美元中，有约210亿美元被转移到其他国家和地区，其中42亿美元转到了台湾，剩餘則分別轉移到墨西哥、欧盟、越南、韩国、加拿大和印度等地區。同時2019年前7個月东盟首次取代美国，成為中国第二大贸易伙伴，美國則跌至第三位。
8月14日，中国国家统计局数据显示，中国7月份工业产值同比增速放缓至4.8%，低于市场预期，为17年来的最慢增速。

### 国际市场
贸易争端开始后，欧美股市暴跌，随后扩大到亚洲。爆发当日，道指下跌724.42点，跌幅达2.93%。亚太股市则全面下跌，跌幅多从1%起，最多超过4%，下跌最多的为日本的日经平均指数。
同时，黄金价格大涨。
2018年6月20日，美国公布500亿美元征税清单后的首个A股及港股交易日，中国股市大幅下跌，上证指数收盘跌3.78%，盘中跌幅一度超过4%，深证成指收盘下跌5.31%，沪深股市超过1300支股票跌停，截至到6月底，中國股票市場的總價值比2018年初時的所達到的歷史高点低20％ ，同时全球股市跌势明显，其中欧美股市周一以跌势收盘，华尔街道琼斯工业指数与标准普尔500指数分别下跌0.4%与0.2%，德国DAX指数下跌1.4%，巴黎CAC40指数下降0.8%，英国富时100指数开盘下跌后平稳收盘。台股開盤便跌破11000點大關，最低点10946點，下挫140點，失守月線約11033點，隨後跌幅漸收斂，约10960點，下跌120點。
2019年5月6日，特朗普做出加税表态后，中国沪深两市双双低开，上证指数暴跌5.58%，退守到2918.65点；深证成指暴跌6.15%，创业板指数暴跌6.55%。其中，沪指午后大跌6.5%，跌逾200点，两市近900只个股跌停。德国DAX指数、法国CAC 40指数、意大利FTSE MIB指数、西班牙IBEX指数开盘分别跌1.9%、1.8%、2.05%、1.7%。
5月13日，美国三大股指期货均跌超1%，道指期货跌超300点或1.28%，标普期货跌1.36%，纳指期货跌1.77%，道琼斯指数跌超450点，跌幅超1.7%；标普500指数跌逾1.7%，纳斯达克综合指数重挫2.3%。
美國總統特朗普在墨西哥、加拿大和歐盟國家在內的一些盟國開始征收關稅後，遭七國集團財政領導人強烈譴責，但却沒有做出實質的反擊行動。
2019年5月23日，国际货币基金组织（IMF）发布研究报告指，中美两国的贸易战使美国从墨西哥的进口大幅增加，墨西哥对美出口增加了约8.5亿美元。同时，由于关税的原因，美国对中国的大豆出口下降到接近零，巴西对中国的大豆出口走高，由此导致巴西大豆价格上涨，巴西的大豆种植者则受益于贸易转移和市场分割。8月3日，中國宣布開放俄羅斯全境大豆進口。
7月，国际货币基金组织（IMF）将2019年全球经济增长预期下调至3.2%，为2009年以来的最低增速，并将2020年的预期下调至3.5%。IMF警告称，如果贸易争端进一步升级，2020年的增长将被削减0.5个百分点。
8月14日，据美国之音称，受德国两大贸易伙伴中国、美国间的贸易战激化影响，德国国内生产总值（GDP）出现负增长。与此同时，英国第二季度近七年来首次出现萎缩，意大利经济增长持平，墨西哥出现一个季度经济负增长，巴西在第二季度陷入衰退。馬來西亞華文報紙《中國報》認為，受到貿易戰波及，馬來西亞8月對多個東盟國家出口年下跌0.8%，进口则萎缩12.5%。美国之音表示，随着世界最大两个经济体贸易战的持续，全球制造业陷入低迷，企业信心急剧下降。
2020年美國開始因為國安問題為由宣布制裁華為與中芯國際等公司，但雖然如此獲得申請許可證者仍可繼續供貨不受影響。法廣報導稱，歐洲外交官與科技行業高管對此指責，說美國政府意圖利用其對中國大陸的科技制裁機制，讓許多生產晶片和晶片製造設備的歐洲企業被排擠掉。歐洲投資者也批評，如意法半導體、阿斯麦等公司，就指出受到美國制裁的影響不得不下修財報和股價，因為它們依賴美國的技術和知識產權，美國卻同時將歐洲的企業在市場之外，獨對部份美國公司提供豁免優惠，讓美國的科技業者搶走訂單。歐盟委員會隨後並通過了《歐洲處理器和半導體科技計畫聯合聲明》，計畫以投資研製歐洲自主的半導體技術。

## 评论

### 美国媒体
- 2018年4月，美国《纽约时报》指出，特朗普的对华征税行动缘起于白宫就中国利用压力、恐吓及盗窃手段获取美国技术展开的301调查[623][624][625]。该报并指，基于特朗普政府对涉及李克强政府制定的《中国制造2025》计划的商品施加关税的行为，称这为中美争夺高新技术产业制高点的“新冷战时代”。分析指出，中美尚未在贸易战的根源问题及解决方案达成共识，似乎都在自说自话；中美在一些关键领域利益领域，如《中国制造2025》的谈判尚存在僵局，贸易战可能进一步延长。[626][627]《纽约时报》评论指，“在特朗普提出了一系列应对这些行为的强硬贸易措施之后，美国产业看似统一的战线出现了裂痕[569]。”
- 2018年4月，美国哥伦比亚广播公司分析，如果贸易大战真的展开，双方都将面临消费价格上涨和央行加息。由于双方存在巨额逆差，当美国的制裁额度超过货品贸易总额时，中国可能从服务贸易着手，发动抵制美国产品的运动，并限制中国人到美旅游[628]。
- 2018年5月21日，美国《纽约时报》批评指，美国在对华关税上让步，停止征收关税可能会削弱特朗普的影响力，并导致美国重新回到漫长——并且最终根本没有成效——的对华谈判[629]。该报指出，特朗普政府已暂时搁置了征收新关税的计划，而中国并没有做出增加购买美国商品的任何具体数额保证，中国也没有做出收敛自己想当技术巨头的雄心的承诺，这使得中国似乎处于有利地位[630]。
- 2018年5月22日，美国《华尔街日报》指，“特朗普政府做出最后的努力，试图让中国接受其要求，减少对美国入超两千亿美元，但是没有成功。在两天争吵的谈判之后，中国官员拒绝承诺接受任何确定的目标[477]。”
- 2018年7月9日，美国《纽约时报》专栏作家、经济学家保罗·克鲁格曼认为，“特朗普的关税设计得很糟糕，就算一个认同他粗糙的重商主义贸易观点的人也会这么认为。事实上，到目前为止，他的关税结构是对美国经济造成最大损害，从而换取最小的收益。相比之下，外国的报复措施要复杂得多：与特朗普不同，中国和其他承受特朗普贸易战怒火的国家似乎清楚地了解它们想实现的目标[631]。”
- 2018年7月29日，美国彼得森国际经济研究所高级研究员玛丽·洛夫利认为，特朗普的对华关税政策“可能会对消费者产生一些影响，但局面会变得越来越困难，它也越来越远离关税所宣称的理由，即打击中国的高科技产品[572]。”
- 2018年9月，美国《纽约时报》指出，“中国先前的关税变动和华盛顿加征关税的中国产品价值大致相等，但能征税的美国商品的数量正在减少，因为多年来，它进口的美国产品仅为出口到美国产品的四分之一”[186]。
- 2018年10月19日，美国布鲁金斯学会中国问题专家瑞安·哈斯表示，特朗普政府今年有望创下美中关系史上最大贸易逆差纪录，“在竞选总统期间，特朗普将贸易赤字作为衡量成功的标准，但根据这一标准，他的战略正在失败[582]。”
- 2018年12月，美国凯投宏观（英语：Capital Economics）资深美国经济学家迈克尔·皮尔斯对美股大跌表示担忧，并指，“我认为有非常明显的迹象表明，投资者开始担心未来一年左右的增长疲软，以及这将如何影响企业盈利”[632]。
- 2019年7月，美国自由亚洲电台专栏作者陈破空认为，中国经济对美国的高度依赖远超外界想象。比如特朗普对中国采取的措施，美国政府对中国输美商品加征关税，美国商务部把中国高科技公司列入受管制的实体名单，美国法院对违规的中国银行采取措施等，都重创了中国经济[633]。
- 2019年12月，美国自由亚洲电台专栏作者陈破空表示，就美中第一阶段贸易协定，中美政府各自发表声明，各自表述。中方强调的重点是：“美方将履行分阶段取消对华产品加征关税的相关承诺，实现加征关税由升到降的转变。”[634]。
- 2020年1月中美雙方就貿易戰協議簽約，美国之音及风传媒指中国国务院副总理刘鹤签署的条约喪權辱國，有如現代版的馬關條約[635][496]。美国之音报道指，特朗普前首席策略师斯蒂芬·班农评价此次条约签署是“最后，我们几乎什么也没有放弃。坚持关税，打垮了中国共产党。”[496]美国对冲基金大佬、海曼资本管理公司创始人卡尔·巴斯评价该条约“我知道，协议看起来是考虑到双方，但实际上中国让步了很多。”[496]。美国彼得森国际经济研究所（PIIE）高级研究员查德·鲍恩（Chad Bown）在看过文本后告诉媒体，从协议措辞上来看，确实是中国需要改进的很多，特别是在知识产权保护部分，由于协议没有涉及到影响美中贸易的根本性问题，这也为协议的执行留下了很大的不确定性，“这不是一个完全的协议，从任何意义来说，它都没有解决美中之间贸易的大的系统性问题。美国贸易代表莱特希泽今天在签署仪式上提到了两个根本不同的经济体系，但是，这个问题协议没有涉及。所以，从这个意义上来说，这真的只是初步协议。除非你开始着手解决根本的问题，否则这个协议是无法持续的。”[496]
- 2020年1月，美国自由亚洲电台专栏作者陈破空表示，美国政府方面，积极而高调，洋溢着兴高采烈的气氛；中国政府方面，谨慎而低调，仿佛是不值一提的平常事。[636]。
- 2020年7月，在新冠疫情爆發後，川普指企業需要思考全球化對脆弱供應鏈的危機，呼籲美國廠商加速回到美國生產，但美国《纽约时报》指出，先前有關疫情確實帶動製造商離開中國，但這不代表製造業會回到美國，甚至有跡象顯示，疫情本來讓人認為是全球化的倒退事件，但隨著美國商界紛紛指出各種風險得以因為全球化而分散後，實際上反而加強了全球化的趨勢。[637]
- 2022年3月，中美第一阶段贸易协议签署两年后一直追踪中国履行美中贸易协议情况的彼得森国际经济研究所(Peterson Institute for International Economics)高级研究员兼贸易问题专家查德·鲍恩(Chad Bown)表示，中国只兑现了其采购承诺的57%，相当于根本没有增加对美进口[638]。
- 2022年3月，《美国之声》认为中美第一阶段贸易协议签署两年后美中贸易逆差不减反增，悬而未决的贸易问题给拜登政府带来更多压力。而拜登政府对特朗普政府时期签定的协议也充满质疑，分析认为，在上任一年后继续沿用特朗普政府的对华贸易政策容易让拜登的对手批评他缺乏自己的政策主张[639][640]。
- 2025年8月，《大西洋杂志》撰文称，统计部门发布了新的数据，同时还修正了前两个月的数据。与旧数据相比，新数据显示，经济增长并没有那么强劲，劳动力市场更加疲软，通货膨胀更加严重。[641]

### 中国大陆媒体
- 2018年3月26日，新华社时评表示，中国人向来不惹事，但也从来不怕事。国际贸易主要缔造者，现在因為自己的失敗就想改遊戲規則，成了地地道道的破坏者，作為13億巨大市場，[642]世界上唯一拥有联合国产业分类中全部工业门类的国家，有能力組織巨大的報復行動，坚实的物质基础，捍卫自身合法利益的决心和能力，美方低估为其任性必须付出的代价。
- 2018年3月29日，香港文汇报社論刊文，中國一直願意進口更多美國貨，是美國自己過去一直限制高端科技品和軍品對華輸出，錯誤在美自身卻拿出來尋釁滋事。就歷史眼光來看美發起對華貿易戰，是一場遲早要來的風雨，更是中國崛起不可避免的一道坎，必須要過的。打贏這一仗，中國離偉大的民族復興就更近一步，布局多年的「一帶一路」戰略就是要分散對美出口依賴，可說是未雨綢繆。表示高層決策者早就預判到中美必有衝突的一天，阻礙中國製造2025計劃本質是癡人說夢，西方數十年來從未放棄干預中國科技進步，而長線事實證明全部策略最後都無效。[643]
- 2018年7月28日，中国大陆阿里汽车网评论指，“美日欧三方合作之后，将在很大程度上会降低欧美日三方对中国进口商品的依赖程度。欧美日形成零关税贸易经济体之后，中国将被孤立，不过我们也不需要太担心，毕竟中国是目前国际第二大经济体，是全球最重要的市场之一，贸易战只是暂时的[644]。”
- 英国《金融时报》专栏作家沈建光表示，中美贸易战应变为“二次入世”[645]。他认为，“对待海外环境的快速变化，过度悲观或者盲目乐观的情绪均不可取，客观分析，保持定力，沉着应对仍是关键”[645]。他表示，“相比于中国加入WTO的严苛条件，如今进一步开放风险变小，决定贸易战前景的关键在中国自身。贸易战从短期来看是贸易问题，从中期来看是科技的较量，从长期来看是一个崛起大国参与更多国际规则制定的过程”[645]。
- 中国大陆新浪网专栏作者沈建光表示，7月贸易数据好于预期，显示中美贸易战的负面影响尚未体现。并认为考虑到7月发达经济体PMI集体回落以及中美关税不断加码的情况，未来中国出口形势仍将面临很大挑战[646]。
- 2019年5月12日，新华社发表评论员文章《无惧风雨，砥砺前行》，认为磋商失败的责任完全在美方。中美双方在相互尊重、平等互利原则下相向而行，中美经贸问题才能沿着正确轨道有效解决[647]。
- 2019年5月13日，《人民日报》发表评论员文章《中美开展经贸合作是正确的选择，但合作是有原则的》，认为对中美两国来说，合作是唯一正确的选择；贸易战没有赢家，中国不想打，但也不怕打[648]。
- 2019年5月13日，中央电视台《新闻联播》刊播国际锐评《中国已做好全面应对的准备》，表明中国不愿打，但也不怕打，必要时不得不打，已经做好了全面应对的准备[520]。
- 2019年8月，中國商務部研究院對外貿易研究所所長梁明表示美國高度依賴中國進口，短期內難以找到代替品，而中國可以向世界各國出口，不必依賴美國市場。因此中方的反制措施對美國有較大影響[649]。中國在貿易戰中漸入佳境，已經到了「到了最舒服的階段」，將有如赤壁之戰一樣以弱勝強[650]。

### 其他区域
- 台灣台積電董事長張忠謀接受《金融時報》訪問時警告，美國與中國大陆的貿易糾紛可能殃及蘋果供應鏈，「中國大量組裝終端產品，因此美中之間的貿易糾紛可能也影響我們」，華府與北京的對峙，可能比他在1970年代經歷的美日貿易戰更糟[651]。
- 英国广播公司引述分析师的话报道说，“关税暂停是诚意谈判的积极信号。这至少表明，头脑冷静的人正在寻找某种妥协方式。但是，我们还没有走出危险地带[652]。”
- 日本共同社发表文章指出，美国此举给世界贸易蒙上一层阴影，日本企业也难以独善其身，因为日企中国分公司对美国出口的部分产品也在制裁清单之列。[653]
- 英国《金融时报》指出，“刘鹤和姆努钦本质上正在下一盘复杂的国际象棋，看似无关的因素会影响他们在经贸谈判中的讨价还价。迄今的证据表明，中方在这场博弈中似乎准备得更充分[654]。”
- 英国万神殿宏观经济（英语：Pantheon Macroeconomics）首席经济学家伊恩·谢泼德森（英语：Ian Shepherdson）在谈到贸易争端对美国消费者的影响时表示，“关税会给消费者带来真正的收入损失。毫无疑问，这些关税将抑制经济增长[572]。”
- 2018年7月28日，香港《蘋果日報》引述評論指，“自由貿易和零關稅的貿易體系勢必衝擊中國現有的、根深柢固的利益集團。評論認為，北京正面臨兩個選擇，一是開放貿易壁壘，加入這個體系，讓經濟碩果全民共享；二是堅持壟斷，逐漸被邊緣化，將國家和人民拖入深淵”[655]。
- 2018年6月25日，台湾中央广播电台认为，中國經濟已經明顯走向低迷，下半年中国大陆“很可能不是断崖式衰退，而是自由落体式衰退”，并估计2018年中国GDP增速连5%都难以保住[656]。但后来这被证明是错误的预测因为中国2018年的GDP增速仍保持在6.6%并在2019年保持着6.1%的增长。
- 2018年9月，英国广播公司评论指，对中国而言，新关税无异于“雪上加霜”。并认为，中国和美国都低估了对方打贸易战的决心。这种误判导致贸易战不断升级，甚至有可能成为持久战[657]。
- 2018年11月，《日本經濟新聞》認為：贸易战的發生代表著其實美国害怕在两个領域之間的“转换”。一個是科技領域，另一方面是能源領域[658]。另有觀點認為：中美“貿易戰”的本質是“科技戰”。美國即便將矛頭指向中國製造業核心，也無法保證在“科技戰”上能贏中國。[659][660]
- 2022年2月，英国《BBC》表示，中美第一阶段签署2年后，中国对美贸易顺差不但不降，反而飙升，2000亿美元额外购买协议「中国最后一点也没买」。但BBC的報導也指出很大原因在於新冠疫情突如其來的影響[661]。